# Liste der technischen Denkmale im Landkreis Leipzig
Die Liste der technischen Denkmale im Landkreis Leipzig enthält die Technischen Denkmale im Landkreis Leipzig.
Diese Liste ist eine Teilliste der Liste der Kulturdenkmale in Sachsen.

## Legende
- Bild: Bild des Kulturdenkmals, ggf. zusätzlich mit einem Link zu weiteren Fotos des Kulturdenkmals im Medienarchiv Wikimedia Commons. Wenn man auf das Kamerasymbol klickt, können Fotos zu Kulturdenkmalen aus dieser Liste hochgeladen werden:
- Bezeichnung: Denkmalgeschützte Objekte und ggf. Bauwerksname des Kulturdenkmals
- Lage: Straßenname und Hausnummer oder Flurstücknummer des Kulturdenkmals. Die Grundsortierung der Liste erfolgt nach dieser Adresse. Der Link (Karte) führt zu verschiedenen Kartendiensten mit der Position des Kulturdenkmals. Fehlt dieser Link, wurden die Koordinaten noch nicht eingetragen. Sind diese bekannt, können sie über ein Tool mit einer Kartenansicht einfach nachgetragen werden. In dieser Kartenansicht sind Kulturdenkmale ohne Koordinaten mit einem roten bzw. orangen Marker dargestellt und können durch Verschieben auf die richtige Position in der Karte mit Koordinaten versehen werden. Kulturdenkmale ohne Bild sind an einem blauen bzw. roten Marker erkennbar.
- Datierung: Baubeginn, Fertigstellung, Datum der Erstnennung oder grobe zeitliche Einordnung entsprechend des Eintrags in der sächsischen Denkmaldatenbank
- Beschreibung: Kurzcharakteristik des Kulturdenkmals entsprechend des Eintrags in der sächsischen Denkmaldatenbank, ggf. ergänzt durch die dort nur selten veröffentlichten Erfassungstexte oder zusätzliche Informationen
- ID: Vom Landesamt für Denkmalpflege Sachsen vergebene, das Kulturdenkmal eindeutig identifizierende Objekt-Nummer. Der Link führt zum PDF-Denkmaldokument des Landesamtes für Denkmalpflege Sachsen. Bei ehemaligen Kulturdenkmalen können die Objektnummern unbekannt sein und deshalb fehlen bzw. die Links von aus der Datenbank entfernten Objektnummern ins Leere führen. Ein ggf. vorhandenes Icon  führt zu den Angaben des Kulturdenkmals bei Wikidata.

## Bad Lausick, Stadt
| Bild                                    | Bezeichnung | Lage    | Datierung                                                                                 | Beschreibung | ID       |
| --------------------------------------- | --- | ------- | ----------------------------------------------------------------------------------------- | --- | -------- |
| Direkt Bild zu diesem Denkmal hochladen | Ehemalige Sägemühle, mit Wohnhaus und Scheune                                                                                | (Karte) | um 1800 (Sägemühle)                                                                       | alte Ortslage Reichersdorf, Wohnhaus ein Putzbau mit hohem Krüppelwalmdach, ortsgeschichtlich bedeutsam und ortsbildprägend | 08972167 |
| Direkt Bild zu diesem Denkmal hochladen | Mühlenwerke Uhlig & Weiske (ehem.)                                                                                           | (Karte) | 1913 (Getreidemühle)                                                                      | Mühlengebäude, Hofpflasterung und Toranlage; viergeschossiges Eisenbetongebäude, charakteristische Großmühle, Architekt: Emil Franz Hänsel, Leipzig, ortsgeschichtliche, wirtschaftshistorische und technikgeschichtliche Bedeutung | 08972087 |
| Weitere Bilder                          | Bahnhof Bad Lausick; Eisenbahnstrecke Leipzig – Geithain; Borna – Großbothen (Querbahn)                                      | (Karte) | 1887 (Personenbahnhof); 1887, später überformt (Bahnhof); 1950er Jahre (Verkaufspavillon) | Bahnhof mit Empfangsgebäude, zwei Tunnelüberdachungen und eine Bahnsteigüberdachung, daneben auf dem Vorplatz ein Pavillon, Nebengebäude mit seitlicher Einfriedungsmauer und Torpfeilern, Güterschuppen auf dem Bahngelände sowie Pflasterung am Güterschuppen; Eisenbahnstrecken Leipzig–Geithain und Borna–Großbothen (Querbahn), ortsgeschichtliche und verkehrsgeschichtliche Bedeutung                               | 08972123 |
| Direkt Bild zu diesem Denkmal hochladen | Straßenbrücke | (Karte) | um 1800 (Straßenbrücke)                                                                   | Straßenbrücke; Bruchstein, alte Ortslage Reichersdorf, verkehrsgeschichtliche Bedeutung | 08972168 |
| Direkt Bild zu diesem Denkmal hochladen | Straßenbrücke über den Heinersdorfer Bach                                                                                    |         | um 1800 (Straßenbrücke)                                                                   | alte Ortslage Reichersdorf, verkehrsgeschichtliche Bedeutung | 08972165 |
| Weitere Bilder                          | Kursächsische Postmeilensäulen (Sachgesamtheit)                                                                              | (Karte) | bezeichnet 1722 (Viertelmeilenstein)                                                      | Postmeilensäule; Viertelmeilenstein, verkehrsgeschichtliche Bedeutung | 08967094 |
| Direkt Bild zu diesem Denkmal hochladen | Gasversorgungsanstalt mit Beamtenwohnhaus                                                                                    | (Karte) | um 1905 (Gaswerk)                                                                         | Gasversorgungsanstalt (Nr. 21a), dazugehörig Beamtenwohnhaus (Nr. 21); gründerzeitliche Klinkerbauten, ortsgeschichtlich von Bedeutung | 08972144 |
| Weitere Bilder                          | Ballendorfer Bockwindmühle                                                                                                   | (Karte) | bezeichnet 1835 (Bockwindmühle)                                                           | Bockwindmühle mit Mühlentechnik; originale Mühle von 1835 mit vollständig erhaltener Mühlentechnik, ortsbildprägend und technikgeschichtlich von Bedeutung, Seltenheitswert | 08972181 |
| Weitere Bilder                          | Kursächsische Postmeilensäulen (Sachgesamtheit)                                                                              | (Karte) | bezeichnet 1722 (Ganzmeilensäule)                                                         | Postmeilensäule; Ganzmeilensäule, verkehrsgeschichtlich und regionalgeschichtlich von Bedeutung | 08972185 |
| Weitere Bilder                          | Sachgesamtheit Königlich-Sächsische Triangulierung ("Europäische Gradmessung im Königreich Sachsen"); Station 108 Ballendorf | (Karte) | bezeichnet 1875 (Triangulationssäule)                                                     | Triangulationssäule; Station 2. Ordnung, bedeutendes Zeugnis der Geodäsie des 19. Jahrhunderts, vermessungsgeschichtlich von Bedeutung | 08972184 |
| Weitere Bilder                          | Königlich-Sächsische Meilensteine (Sachgesamtheit)                                                                           | (Karte) | 2. Hälfte 19. Jahrhundert (Ganzmeilenstein)                                               | Meilenstein; Ganzmeilenstein, verkehrsgeschichtlich von Bedeutung | 08972182 |
| Direkt Bild zu diesem Denkmal hochladen | Mühlgut Beucha | (Karte) | 18. Jahrhundert (Mühle); bezeichnet 1827 (Wohnstallhaus)                                  | Mühlenanwesen mit Wohnhaus (ehemals Mühle), Seitengebäude (Wohnstallhaus), Scheune, ehemaliges Backhaus, Schuppen und Toranlage sowie Mühlgraben; Gebäude teilweise in Fachwerkbauweise, Seitengebäude mit Drillingsfenster im Giebel, großer Hof von ortshistorischer Bedeutung als Mühlengrundstück, ortsbildprägende Lage am Dorfteich mit aufwändiger Gestaltung, baugeschichtlich und ortsgeschichtlich von Bedeutung | 08972235 |
| Direkt Bild zu diesem Denkmal hochladen | Kilometerstein |         | 19. Jahrhundert (Kilometerstein)                                                          | Sandstein mit Beschriftung, verkehrsgeschichtlich von Bedeutung | 08972207 |
| Direkt Bild zu diesem Denkmal hochladen | Kilometerstein |         | 19. Jahrhundert (Kilometerstein)                                                          | verkehrsgeschichtlich von Bedeutung | 08972206 |
| Direkt Bild zu diesem Denkmal hochladen | Kilometerstein |         | um 1900 (Kilometerstein)                                                                  | verkehrsgeschichtlich von Bedeutung | 08972205 |
| Direkt Bild zu diesem Denkmal hochladen | Kilometerstein |         | 19. Jahrhundert (Kilometerstein)                                                          | verkehrsgeschichtlich von Bedeutung | 09259831 |
| Weitere Bilder                          | Bockwindmühle Ebersbach | (Karte) | bezeichnet 1859 (Bockwindmühle)                                                           | Bockwindmühle mit Mühlentechnik; Mühlentechnik erhalten und funktionstüchtig, ortsgeschichtliche und technikgeschichtliche Bedeutung | 09257023 |
| Direkt Bild zu diesem Denkmal hochladen | Eisenbahnbrücke; Eisenbahnstrecke Borna – Großbothen (Querbahn)                                                              | (Karte) | 1920–1937 (Eisenbahnbrücke)                                                               | Eisenbahnbrücke; Eisenbahnstrecke Borna–Großbothen (Querbahn), Kilometer 23, 45, frühes Beispiel einer Bahnbrücke aus Beton, verkehrsgeschichtlich bedeutend | 08972066 |
| Direkt Bild zu diesem Denkmal hochladen | Kilometerstein |         | 2. Hälfte 19. Jahrhundert (Kilometerstein)                                                | verkehrsgeschichtlich von Bedeutung | 09259843 |
| Direkt Bild zu diesem Denkmal hochladen | Königlich-Sächsische Meilensteine (Sachgesamtheit); später Kilometerstein                                                    | (Karte) | 1. Hälfte 19. Jahrhundert (Meilenstein)                                                   | Meilenstein; zum Kilometerstein umgearbeiteter Stationsstation, mit Resten von Kilometerangaben, verkehrsgeschichtlich von Bedeutung | 08972203 |
| Weitere Bilder                          | Königlich-Sächsische Meilensteine (Sachgesamtheit)                                                                           | (Karte) | 2. Hälfte 19. Jahrhundert (Stationsstein)                                                 | Meilenstein; Stationsstein, verkehrsgeschichtlich von Bedeutung | 08972196 |
| Direkt Bild zu diesem Denkmal hochladen | Königlich-Sächsische Meilensteine (Sachgesamtheit)                                                                           | (Karte) | 2. Hälfte 19. Jahrhundert (Meilenstein)                                                   | Meilenstein; verkehrsgeschichtlich von Bedeutung | 08972140 |
| Weitere Bilder                          | Kursächsische Postmeilensäulen (Sachgesamtheit)                                                                              | (Karte) | bezeichnet 1722 (Halbmeilensäule); 1981 (Kopie)                                           | Postmeilensäule; Kopie einer Halbmeilensäule, verkehrsgeschichtlich von Bedeutung | 08972250 |
| Direkt Bild zu diesem Denkmal hochladen | Wegestein | (Karte) | 19. Jahrhundert (Wegestein)                                                               | Rochlitzer Porphyrtuff, von verkehrshistorischer Bedeutung | 08973889 |

## Belgershain
| Bild                                    | Bezeichnung                                  | Lage    | Datierung                        | Beschreibung | ID       |
| --------------------------------------- | -------------------------------------------- | ------- | -------------------------------- | --- | -------- |
| Direkt Bild zu diesem Denkmal hochladen | Stellwerk; Eisenbahnstrecke Leipzig–Geithain | (Karte) | um 1932 (Stellwerk)              | Stellwerk; Eisenbahnstrecke Leipzig–Geithain, Putzbau mit Klinkergliederung, im Stil der Moderne, als Beispiel qualitätvoll gestalteter Nutzbauten der Eisenbahn von baugeschichtlicher und technikgeschichtlicher Bedeutung, in weitgehend authentischer und originaler Erscheinung | 08965888 |
| Direkt Bild zu diesem Denkmal hochladen | Wasserhaus                                   | (Karte) | um 1920 (Wasserwerk)             | Wasserhaus; Hochbehälter zur Speicherung von Wasser, noch in Betrieb, technikgeschichtliche und versorgungsgeschichtliche Bedeutung | 08965987 |
| Direkt Bild zu diesem Denkmal hochladen | Wohnhaus eines Mühlenanwesens                | (Karte) | 18. Jahrhundert (Müllerwohnhaus) | Erdgeschoss Lehm, Obergeschoss Fachwerk, intakte alte Fachwerkkonstruktion, ehemaliger Windmühlenstandort (Mühle in den 1980er Jahren abgebrochen), baugeschichtlich und ortsgeschichtlich von Bedeutung                                                                             | 08965991 |

## Bennewitz
| Bild           | Bezeichnung                                        | Lage | Datierung                                                         | Beschreibung | ID       |
| -------------- | -------------------------------------------------- | --- | ----------------------------------------------------------------- | --- | -------- |
|                | Wegestein                                          | Altenbach Hauptstraße (Ecke Schulweg, Abzweig nach Leulitz) (Karte)                                          | 19. Jahrhundert (Wegestein)                                       | Sandstein mit Inschrift, Zeugnis der verkehrstechnischen Erschließung des ländlichen Raumes von verkehrsgeschichtlicher Bedeutung. | 08974198 |
| Weitere Bilder | Eisenbahnbrücke                                    | Bennewitz Bahnhofstraße (hinter Nr. 17 und in Fortsetzung Leulitzer Straße) (Karte)                          | 1897 (Eisenbahnbrücke)                                            | Steinbogenbrücke der Strecke Leipzig–Dresden, von eisenbahngeschichtlicher und baugeschichtlicher Bedeutung | 08970571 |
| Weitere Bilder | Königlich-Sächsische Meilensteine (Sachgesamtheit) | (Karte) | 2. Hälfte 19. Jahrhundert (Meilenstein); um 1900 (Kilometerstein) | Meilenstein; zum Kilometerstein umgearbeiteter Ganzmeilenstein mit Inschrift, verkehrsgeschichtlich von Bedeutung | 08974044 |
| Weitere Bilder | Wasserkraftwerk Canitz                             | (Karte) | um 1925 (Kanal)                                                   | Wasserkraftwerk mit Begrenzungsmauern und Schaltwarte sowie Kraftwerkskanal; eines von zwei erhaltenen Laufkraftwerken im Einzugsgebiet der Mulde, Zeugnis der Elektrifizierung des Leipziger Landes in den 1920er Jahren, großer, kubischer Putzbau mit landschaftsgestaltender Wirkung, versorgungsgeschichtlich von Bedeutung | 09306006 |
| Weitere Bilder | Grubnitzer Holländermühle                          | Grubnitz (Karte)                                                                                             | bezeichnet 1768 (Mühle)                                           | Turmholländer; älteste Turmholländer-Windmühle Sachsens, technikgeschichtlich von Bedeutung | 08973874 |
|                | Wegestein                                          | Leulitz (in Verlängerung Wurzener Straße, Straßenkreuzung zwischen Altenbach, Bennewitz und Leulitz) (Karte) | 19. Jahrhundert (Wegestein)                                       | Sandstein mit Inschrift, verkehrsgeschichtlich von Bedeutung | 08974183 |
| Weitere Bilder | Straßenbrücke                                      | Rothersdorf Zum Planitzwald (Karte)                                                                          | 1. Hälfte 19. Jahrhundert (Straßenbrücke)                         | steinerne Bogenbrücke mit Brückenwangen aus Bruchstein über einen Bach (Seitenarm der Mulde, ohne Namen), verkehrsgeschichtlich von Bedeutung | 08974193 |
|                | Wegestein                                          | Rothersdorf Zum Planitzwald (Ecke Grimmaische Straße) (Karte)                                                | 19. Jahrhundert (Wegestein)                                       | Sandstein mit Inschrift, verkehrsgeschichtlich von Bedeutung | 08974049 |

## Böhlen, Stadt
| Bild                                    | Bezeichnung          | Lage    | Datierung             | Beschreibung | ID       |
| --------------------------------------- | -------------------- | ------- | --------------------- | --- | -------- |
| Direkt Bild zu diesem Denkmal hochladen | Lokbahnhof Gaschwitz | (Karte) | um 1900 (Lokschuppen) | Lokschuppen mit angrenzendem Funktionsbau und Resten der Gleisanlagen; Zeugnisse der Verkehrsgeschichte, zum Bahnhof Gaschwitz gehörig, der in der Vergangenheit für den regionalen Eisenbahnverkehr seit 1870 als Haltepunkt an der bereits 1842 eröffneten Strecke Leipzig–Altenburg und besonders als bedeutender Rangierbahnhof für Güterverkehr eine wichtige Rolle spielte, von verkehrsgeschichtliche und technikgeschichtlich von Bedeutung | 08970722 |

## Borna, Stadt
| Bild                                    | Bezeichnung                                                | Lage    | Datierung | Beschreibung | ID       |
| --------------------------------------- | ---------------------------------------------------------- | ------- | --- | --- | -------- |
| Weitere Bilder                          | Bahnhof Borna                                              | (Karte) | 1904 (Empfangsgebäude) | Empfangsgebäude des Bahnhofes Borna; reich gegliederter Klinkerbau mit Porphyrtuffelementen, gestaltet in den Formen des ausgehenden Historismus mit Jugendstilanklängen, ortsgeschichtliche, baugeschichtliche und verkehrsgeschichtliche Bedeutung | 09258656 |
| Direkt Bild zu diesem Denkmal hochladen | Harmoniumfabrik O. Lindholm                                | (Karte) | 1911 (Fabrikgebäude) | Fabrikgebäude mit hofseitigem Anbau und Schornstein; ansprechend gestalteter Putzbau im Sinne des Reformstils um 1910/15, Seitenrisalite mit Schweifgiebeln, Lisenengliederung, hofseitiger Fabrikationstrakt mit horizontaler Klinkergliederung, Zeugnis der ehemals bedeutenden Instrumentenbau in Borna, ortsgeschichtliche, wissenschaftliche und baugeschichtliche Bedeutung | 09258531 |
| Weitere Bilder                          | Kursächsische Postmeilensäulen (Sachgesamtheit)            | (Karte) | bezeichnet 1722 (Halbmeilensäule) | Postmeilensäule; teilweise Kopie einer Halbmeilensäule, verkehrsgeschichtliche Bedeutung | 09258978 |
|                                         | Brikettfabrik Witznitz (Sachgesamtheit)                    | (Karte) | 1912 (Maschinenhaus); 1942 (Neues Kesselhaus); ca. 1950er Jahre (Dampfpresse); 1912 (Verwaltungsgebäude); 1912 (Pressenhaus)                          | Einzeldenkmale der Brikettfabrik Witznitz: Verwaltungsgebäude (Nr. 1), Kaue (Nr. 7), Werkstattkomplex (Nr. 14), Neues Kesselhaus (Nr. 19) mit Schornstein (Nr. 20), Maschinenhaus (Nr. 24), Nassdienst (Nr. 22), einschließlich der in diesem Objekt ausgebauten und im Werkstattgebäude aufbewahrten Maschinen (Zweiwalzenbrecher, Rollenrost, Hammermühle), Trockendienst (Nr. 27) mit einem Röhrentrockner, Pressenhaus mit einer Dampfpresse der Firma ZEMAG Zeitz, Kühlhaus I (Nr. 28) und Schaltzentrale (Transformatorenstation) (siehe auch Sachgesamtheitsliste -Obj. 09303564, gleiche Anschrift); vorwiegend einheitlich gestaltete Klinkerbauten, vereinzelt mit Gliederungselementen in Kunststein oder Putz, Verwaltungsgebäude Putzbau im Reformstil um 1910/15, bedeutende Zeugnisse der Industriearchitektur und der für die Region enorm wichtigen Braunkohlenindustrie, baugeschichtliche, regionalgeschichtliche, technikgeschichtliche sowie landschaftsgestaltende Bedeutung                                                          | 09257286 |
| Direkt Bild zu diesem Denkmal hochladen | Brikettfabrik Witznitz (Sachgesamtheit)                    | (Karte) | 1912–1913 (Montanindustrie) | Sachgesamtheit Brikettfabrik Witznitz, bestehend aus Verwaltungsgebäude (Nr. 1), Kaue (Nr. 7), Werkstattkomplex (Nr. 14), Neues Kesselhaus (Nr. 19) mit Schornstein (Nr. 20), Maschinenhaus (Nr. 24), Nassdienst (Nr. 22) einschließlich der in diesem Objekt ausgebauten und im Werkstattgebäude aufbewahrten Maschinen (Zweiwalzenbrecher, Rollenrost, Hammermühle), Trockendienst (Nr. 27) mit einem Röhrentrockner, Pressenhaus mit einer Dampfpresse der Firma ZEMAG Zeitz, Kühlhaus I (Nr. 28) und Transformatorenstation (alle zugleich Einzeldenkmale, siehe auch Einzeldenkmalliste -Obj. 09257286, gleiche Anschrift); einheitlich gestaltete Fabrikanlage aus der Zeit des Spätjugendstils mit im Detail gut erhaltenen Klinkerfassaden, bedeutende Industriearchitektur und wichtiges Zeugnis der für die Region enorm wichtigen Braunkohlenindustrie, charakteristische Landschaftsmarke vor den Toren der Stadt Borna, technikgeschichtliche, regionalgeschichtliche, baugeschichtliche und landschaftsgestaltende Bedeutung                  | 09303564 |
| Direkt Bild zu diesem Denkmal hochladen | Mühle                                                      | (Karte) | um 1840 (Müllerwohnhaus) | Wohnhaus der ehemaligen Wassermühle; Putzbau in zeittypischer, schlichter Ausprägung, Natursteinelemente, Gebäude von ortsgeschichtlicher Bedeutung in guter architektonischer Ausbildung um 1840 | 09257316 |
| Direkt Bild zu diesem Denkmal hochladen | Brikettfabrik Neukirchen (Sachgesamtheit); cult Tanzfabrik | (Karte) | 1887 (E-Zentrale); 1912–1913 Naßund Trockendienst (Braunkohleveredlung); um 1890 (Verwaltungsgebäude); 1939 (Zechenhaus); 1939 (Wand- und Deckenbild) | Einzeldenkmale der Sachgesamtheit Brikettfabrik Neukirchen: Nassdienst, Trockendienst mit darunter befindlichem Pressenhaus (Nr. 4, 5), E-Zentrale (Maschinenhaus) (Nr. 2), Zechenhaus (Nr. 1), Bedienstetenwohnungen und Verwaltung (Nr. 3) sowie Dampfspeicherlok Bauart Meiningen, Brikettpresse und Baggerschaufelrad (siehe auch Sachgesamtheitsdokument obj 09303318, gleiche Anschrift); einzige Brikettfabrik aus der Hauptperiode des Bornaer Reviers mit noch vollständig erhaltener Industriearchitektur der Bauzeit, Fabrik von großem technikgeschichtlichen und hohem wissenschaftlich dokumentarischem Wert als Ausgangspunkt der Bergbaus im Bornaer Revier (bevor dieser weiter nach Norden vorrückte), als landschaftsprägende Dominante von herausragender Bedeutung und durch ihre bauliche Gestaltung von monumentaler Wirkung | 09255952 |
|                                         | Brikettfabrik Neukirchen (Sachgesamtheit); cult Tanzfabrik | (Karte) | 1887 (Braunkohleveredlung); um 1890 (Brikettschuppen)                                                                                                 | Sachgesamtheit Brikettfabrik Neukirchen, mit den Einzeldenkmalen: Nassdienst, Trockendienst mit darunter befindlichem Pressenhaus (Nr. 4, 5, heute als Veranstaltungsstätte und für gewerbliche Zwecke genutzt), E-Zentrale (Maschinenhaus) (Nr. 2, heute Gaststätte), Zechenhaus (Nr. 1, heute Sportstudio), Bedienstetenwohnungen und Verwaltung (Nr. 3, heute Büronutzung) sowie Dampfspeicherlok Bauart Meiningen, Brikettpresse und Baggerschaufelrad (siehe auch Einzeldenkmalliste obj 09255952, gleiche Anschrift) und den Sachgesamtheitsteilen Schornstein, Magazin und Brikettstapelschuppen; einzige Brikettfabrik aus der Hauptperiode des Bornaer Reviers mit noch vollständig erhaltener Industriearchitektur der Bauzeit, Fabrik von großem technikgeschichtlichen und hohem wissenschaftlichdokumentarischem Wert als Ausgangspunkt der Bergbaus im Bornaer Revier (bevor dieser weiter nach Norden vorrückte), als landschaftsprägende Dominante von herausragender Bedeutung und durch ihre bauliche Gestaltung von monumentaler Wirkung | 09303318 |
| Weitere Bilder                          | Wassermühle Wyhra                                          | (Karte) | um 1780 (Mühle); 1865 (Mühlentechnik) | Mühlgut, bestehend aus ehemaligem Müllerwohnhaus, Mühlengebäude mit vollständig erhaltener technischer Ausstattung, einer Scheune, einem Silo (Lagerscheune), einem Nebengebäude, Hofpflaster, Toranlage und Mühlgraben mit Wehr; vierseitige Anlage, vorwiegend Fachwerkbauten, teils mit Porphyrtuffelementen, Müllerwohnhaus massiver Putzbau, Mühlenanlage in landschaftlich schöner Lage mit originaler vollständiger technischer Einrichtung der Mitte des 19. Jahrhunderts, ortsgeschichtlich, technikgeschichtlich und landschaftsbildprägende Bedeutung | 09259029 |
| Weitere Bilder                          | Schlossmühle Zedtlitz                                      | (Karte) | um 1900 (Mühle); um 1900 (Müllerwohnhaus) | Wohnhaus, Mühlengebäude (mit Teilen der technischen Ausstattung) und Einfriedung; repräsentativ gestaltete Putz-Klinker-Bauten in späthistoristischen Formen, markante Anlage von ortsbildprägender Wirkung, ortsgeschichtliche, baugeschichtliche und technikgeschichtliche Bedeutung | 09258928 |

## Borsdorf
| Bild           | Bezeichnung                   | Lage                                   | Datierung                                                                      | Beschreibung | ID       |
| -------------- | ----------------------------- | -------------------------------------- | ------------------------------------------------------------------------------ | --- | -------- |
| Weitere Bilder | Bahnhof Borsdorf              | Bahnhofstraße 16 (Karte)               | 1881 (Bahnhof)                                                                 | Empfangsgebäude des Bahnhofs Borsdorf; letztes Zeugnis des Bahnhofs des wichtigen Knotenpunktes der Bahnstrecken Leipzig–Dresden sowie Borsdorf–Coswig, 1881 Bahnhof eröffnet, Strecke besteht bereits seit 1837, imposanter, dreiteiliger Klinkerbau mit Natursteingliederungen, die Gleisseite des eingeschossigen Mittelbaus in Holzkonstruktion, ortsgeschichtliche, baugeschichtliche und verkehrsgeschichtliche Bedeutung | 09256826 |
| Weitere Bilder | Wasserwerk mit Wasserturm     | Leipziger Straße 59; 61 (Karte)        | 1929 (Wasserturm); 1903 (Kessel- und Maschinenhaus); 1903 (Verwaltungsgebäude) | Wasserwerk mit Wasserturm, Wärterhaus (Nr. 59), Maschinenhaus (Nr. 61) und Filterbecken; Wärterhaus und Maschinenhaus Klinkerbauten in späthistoristischer Gestaltung, Wasserturm Putzbau in expressiver Formensprache, landschaftsprägendes Ensemble, baugeschichtlich und ortsgeschichtlich von Bedeutung, als Zeugnis der Wasserversorgung technikgeschichtlich von Bedeutung                                                | 09259027 |
|                | Straßenbrücke über die Parthe | Zweenfurth Hirschfelder Straße (Karte) | bezeichnet 1864 (Straßenbrücke)                                                | dreibogig, Bruchstein- und Ziegelmauerwerk, baugeschichtliche und verkehrsgeschichtliche Bedeutung | 09259448 |

## Brandis, Stadt
| Bild           | Bezeichnung                                      | Lage                                                                                        | Datierung                                                       | Beschreibung | ID       |
| -------------- | ------------------------------------------------ | ------------------------------------------------------------------------------------------- | --------------------------------------------------------------- | --- | -------- |
| Weitere Bilder | Bahnhof Beucha                                   | Beucha Albert-Kuntz-Straße 62 (Karte)                                                       | 1898 (Bahnhof); 1872 (Empfangsgebäude); 1930 (um); 1960 (um)    | Bahnhof bestehend aus Empfangsgebäude mit Fahrkartenautomat, Toilettenhäuschen, drei Stellwerken (teilweise mit technischer Ausstattung), Bahnschranke sowie Flügelsignalanlage; Strecke Beucha–Trebsen (BT 6386) als Nebenbahn des Güter- und Personenverkehrs insbesondere für die regionale Steinindustrie (Beuchaer Granitporphyr) orts- und verkehrsgeschichtlich bedeutend, Fahrkartenautomat der DDR-Zeit technik- und sozialgeschichtlich von Bedeutung                                     | 08974955 |
| Weitere Bilder | Wasserturm                                       | Beucha Kirchberg 17 (neben) (Karte)                                                         | 1911–1913 (Wasserturm)                                          | Wasserturm; ortsbildprägendes technisches Denkmal, bildet mit seiner Durchfahrt zugleich Zugang zum Kirchhof, versorgungsgeschichtlich, ortsgeschichtlich von Bedeutung | 08974961 |
| Weitere Bilder | Windmühle Beucha                                 | Beucha Kleinsteinberger Straße 9 (Karte)                                                    | 1837 (Mühle)                                                    | Windmühle; Turmholländer, ortsbildprägend, ortsgeschichtlich von Bedeutung | 08974974 |
|                | Wegestein                                        | Beucha Zweenfurther Straße (Ecke zur Straße Hasenheide) (Karte)                             | um 1900 (Wegestein)                                             | Granitstele mit Inschrift, verkehrshistorische Bedeutung | 08974962 |
|                | Bahnhof Brandis; Eisenbahnstrecke Beucha–Trebsen | Brandis Am Bahnhof 1; 2 (Karte)                                                             | 1898 (Bahnhof); 1898 (Wirtschaftsgebäude); 1898 (Bahnmeisterei) | Bahnhof mit Empfangsgebäude, Wirtschaftsgebäude und Bahnmeisterei; Strecke BT 6823, gründerzeitliche Ziegelbauten, ortsgeschichtlich und eisenbahngeschichtlich von Bedeutung | 08974953 |
|                | Militärflugplatz Waldpolenz (ehem.)              | Polenz (östlich von Brandis, westlich von Leulitz und Zeititz, nördlich von Polenz) (Karte) | 1934/35 (Flughafen); um 1935 (Bunker); 1934–1936 (Kaserne)      | Ehemaliger Militärflughafen und Kaserne Unterkünften für Offiziere und Mannschaft, drei Hangars, Tower, Fliegerschule, Bunker; Militärbauten im Stil der 1930er Jahre, Testgelände der Junkers Flugzeug- und Motorenwerke A.G. Dessau, Fliegerschule, 1945 bis 1992 Nutzung durch sowjetische Fliegerkräfte, danach Landeplatz für die allgemeine Luftfahrt, seit 2005 geschlossen, umfangreiche Abbrucharbeiten 2014/15, von bautechnischer, ortshistorischer und militärgeschichtlicher Bedeutung | 08974905 |

## Colditz, Stadt
| Bild                                    | Bezeichnung                                                                         | Lage                                     | Datierung                                                                        | Beschreibung | ID       |
| --------------------------------------- | ----------------------------------------------------------------------------------- | ---------------------------------------- | -------------------------------------------------------------------------------- | --- | -------- |
|                                         | Baderbergbrücke                                                                     | Colditz Baderberg (Karte)                | Anfang 19. Jahrhundert (Straßenbrücke)                                           | Baderbergbrücke und Straßenpflasterung; einbogige Brücke über dem ehemaligen Mühlgraben, kleinteiliges Granitpflaster, ortsgeschichtlich und verkehrsgeschichtlich von Bedeutung | 08973046 |
|                                         | Speichergebäude                                                                     | Colditz Bahnhofstraße 21, 23 (Karte)     | 1930 (Speicher)                                                                  | traditionell geprägter Putzbau mit Putzgliederungen, straßenbildprägend, ortsentwicklungsgeschichtlich von Bedeutung | 08973088 |
| Weitere Bilder                          | Muldentalbahn (Sachgesamtheit)                                                      | Colditz Bahnhofstraße 29 (Karte)         | 1875 (Personenbahnhof); 1875 (Sachgesamtheitsbestandteil); 1901 (Stellwerk)      | Sachgesamtheitsbestandteil der Sachgesamtheit Muldentalbahn, Teilabschnitt Colditz, OT Colditz mit den Einzeldenkmalen Flutbrücke (siehe Einzeldenkmalliste -Obj. 08973107), Eisenbahnbrücke (siehe Einzeldenkmalliste -Obj. 08973104) sowie dem Sachgesamtheitsteil Bahnhof Colditz (siehe auch Sachgesamtheitsliste -Obj. 09306181); Sachgesamtheit mit allen Bahnanlagen, darunter Gleisanlagen mit Unter- und Oberbau, Streckenkilometrierung, Fernmelde- und Signalanlagen, Bahnstationen einschließlich aller Funktionsbauten, Wärterhäuschen, Brücken und Durchlässen in den Gemeinden Glauchau, Stadt (OT Glauchau, Kleinbernsdorf, Reinholdshain), Limbach-Oberfrohna, Stadt (OT Wolkenburg-Kaufungen), Remse (OT Remse), Waldenburg (OT Niederwinkel, Oberwinkel, Waldenburg), Lunzenau, Stadt (OT Lunzenau, Cossen, Rochsburg), Penig, Stadt (OT Markersdorf, Penig, Amerika, Arnsdorf, Thierbach, Zinnberg), Rochlitz, Stadt (OT Penna, Rochlitz), Seelitz (OT Fischheim, Seelitz, Biesern, Steudten), Colditz (OT Colditz, Lastau, Möseln, Sermuth, Zschetzsch), Grimma, Stadt (OT Großbothen), für die Industrieentwicklung des Muldentals wichtige und landschaftsbildende prägende Normalspurbahn, wirtschaftsgeschichtlich, eisenbahngeschichtlich, landschaftsgestaltend sowie regionalgeschichtlich von Bedeutung | 09306180 |
|                                         | Pappenfabrik Eule                                                                   | Colditz (Karte)                          | 1894 (Papier- und Kartonagenfabrikanlagenteil); 1896 (Turbinenhaus); 1896 (Wehr) | Haupt- und Turbinengebäude mit Wehranlage einer Kartonagenfabrik; typischer Fabrikbau des Späthistorismus, Klinkermauerwerk über Substruktionen in Bruchstein, Dreifelderklappenwehr, technisches Denkmal mit landschaftsprägender Lage an der Zwickauer Mulde, regional- und industriegeschichtlich von Bedeutung | 08973456 |
|                                         | Muldentalbahn (Sachgesamtheit); Flutbrücke                                          | Colditz Furtweg (Karte)                  | 1934 (Eisenbahnbrücke)                                                           | Einzeldenkmale in der o. g. Sachgesamtheit: Eisenbahnbrücke mit Eisenbahndamm und Gleisen; (siehe Sachgesamtheitsliste -Obj. 09306181), Bogenbrücke in Bruchsteinmauerwerk, km 45, 540, zur Eisenbahnstrecke Glauchau–Wurzen (Muldentalbahn) gehörend, verkehrsgeschichtlich von Bedeutung | 08973107 |
| Weitere Bilder                          | Ehem. Dienstgebäude (zwei Gebäudeteile) des Wasserwerks                             | Colditz Lastauer Straße 3 (Karte)        | bezeichnet 1897 (Brunnenhaus); 19. Jahrhundert (Verwaltungsgebäude)              | schlichter Putzbau mit Porphyrtuffelementen, Erweiterungsteil in den traditionellen Formen der 1920er Jahre, Zeugnis der Wasserversorgung in der Vergangenheit, straßenbildprägende Lage am Ortsausgang von Colditz, ortshistorischer und technikgeschichtliche Bedeutung | 08973150 |
| Weitere Bilder                          | Zwei Kilometersteine                                                                | Colditz Leipziger Straße (Karte)         | um 1900 (Kilometerstein)                                                         | Sandstein, verkehrsgeschichtlich von Bedeutung | 08973149 |
|                                         | Colditzer Steinzeugwaren-Fabrik Gottschald & Co. (ehem.)                            | Colditz (Karte)                          | 1889 (Keramische Industrie)                                                      | Produktionsanlagen für Grobkeramik: acht Einzelkammeröfen, zwei Schornsteine, Sumpfbecken und Maschinen; letztes Zeugnis der umfangreichen und bedeutenden Keramikindustrie in Colditz, orts- und technikgeschichtliche Bedeutung, technische Ausstattung Seltenheitswert | 08966042 |
|                                         | Brauerei Colditz                                                                    | Colditz (Karte)                          | Anfang 19. Jahrhundert, im Kern älter (Brauerei)                                 | Brauhaus in geschlossener Bebauung, mit Hinterhaus; Putzbau, hohes Dach mit zwei durchlaufenden Hechgaupen, wichtiger Teil der historischen Marktbebauung, von orts- und technikgeschichtlicher sowie baugeschichtlicher und städtebaulicher Bedeutung | 08973132 |
|                                         | Amtsmühle (ehem.); Schlobachs Mühle                                                 | Colditz Haingasse 5 (Karte)              | um 1905 (Speichergebäude)                                                        | Speichergebäude; Putzfassade mit Putz- und Klinkergliederungen, ortsentwicklungsgeschichtlich und industriegeschichtlich von Bedeutung | 08973045 |
|                                         | Kattunfabrik v. C. G. Schwägrichen (ehem.)                                          | Colditz Nicolaistraße 8 (Karte)          | 1775, Umbau 1842 (Textilindustrieanlagenteil)                                    | Textilfabrikgebäude; ursprünglich Kattunfabrik und größte Kunstbleiche Sachsens, 1813 als Hospital durch die Franzosen zwischengenutzt und Napoleon einmalig als Übernachtungsstätte (5. Mai 1813) dienend, seit 1842 Schule, baugeschichtlich, ortsgeschichtlich, regionalgeschichtlich und wirtschaftsgeschichtlich von Bedeutung | 08973116 |
|                                         | Muldentalbahn (Sachgesamtheit); Eisenbahnbrücke                                     | Colditz Rochlitzer Straße (Karte)        | 1875 (Brücke)                                                                    | Einzeldenkmal in der o. g. Sachgesamtheit: Eisenbahnbrücke; (siehe Sachgesamtheitsliste -Obj. 09306181), Vollwandträgerbrücke bei km 48, 458 der Strecke Glauchau–Wurzen (Muldentalbahn), von eisenbahngeschichtlicher Bedeutung | 08973104 |
|                                         | Königlich-Sächsische Meilensteine (Sachgesamtheit)                                  | Colditz Rochlitzer Straße (Karte)        | 1. Hälfte 19. Jahrhundert (Meilenstein)                                          | Meilenstein; Sandstein, verkehrshistorische Bedeutung | 08973102 |
| Weitere Bilder                          | Rinnmühle                                                                           | (Karte)                                  | um 1900 (Saalanbau mit Wohn- und Wirtschaftsteil)                                | Scheune und Saalbau eines ehemaligen Mühlenanwesen; Saal im Schweizerstil, Fachwerk- und Holzbauweise, Scheune oberer Teil verbrettert, Vorbau mit Uhrtürmchen im Heimatstil, heimatgeschichtlich und baugeschichtlich von Bedeutung | 08970829 |
| Weitere Bilder                          | Transformatorenstation                                                              | Lastau Dorfstraße 34 (vor) (Karte)       | um 1920 (Transformatorenstation)                                                 | Pagodentyp, versorgungs- und technikgeschichtlich von Bedeutung | 08973211 |
|                                         | Muldentalbahn (Sachgesamtheit)                                                      | Lastau Muldenaue 15 (Karte)              | 1875 (Personenbahnhof); um 1880 (Bahnwärterhaus)                                 | Sachgesamtheitsbestandteil der Sachgesamtheit Muldentalbahn, Teilabschnitt Colditz, OT Lastau mit den Sachgesamtheitsteilen Bahnwärterhaus und Bahnhof Lastau (siehe auch Sachgesamtheitsliste -Obj. 09306181); Sachgesamtheit mit allen Bahnanlagen, darunter Gleisanlagen mit Unter- und Oberbau, Streckenkilometrierung, Fernmelde- und Signalanlagen, Bahnstationen einschließlich aller Funktionsbauten, Wärterhäuschen, Brücken und Durchlässen in den Gemeinden Glauchau, Stadt (OT Glauchau), Limbach-Oberfrohna, Stadt (OT Wolkenburg-Kaufungen), Remse (OT Remse), Waldenburg (OT Niederwinkel, Oberwinkel), Lunzenau, Stadt (OT Lunzenau, Cossen, Rochsburg), Penig, Stadt (OT Penig, Amerika, Arnsdorf, Thierbach, Zinnberg), Rochlitz, Stadt (OT Rochlitz), Seelitz (OT Seelitz, Biesern), Colditz (OT Colditz, Lastau, Möseln, Sermuth, Zschetzsch), Grimma, Stadt (OT Großbothen), für die Industrieentwicklung des Muldentals wichtige und landschaftsbildende prägende Normalspurbahn, wirtschaftsgeschichtlich, eisenbahngeschichtlich, landschaftsgestaltend sowie regionalgeschichtlich von Bedeutung | 09306161 |
|                                         | Wegestein                                                                           | Sermuth (Karte)                          | 19. Jahrhundert (Wegestein)                                                      | Porphyrtuffstele, Inschriften, verkehrsgeschichtlich von Bedeutung | 08974455 |
|                                         | Transformatorenstation                                                              | Leisenau (Karte)                         | um 1920 (Transformatorenstation)                                                 | Pagodentyp, Zeugnis zur Entwicklung der Energieversorgung, technikgeschichtlich von Bedeutung | 08974478 |
| Weitere Bilder                          | Kursächsische Postmeilensäulen (Sachgesamtheit)                                     | Leisenau (Karte)                         | bezeichnet 1722 (Viertelmeilenstein, vermutlich Kopie)                           | Postmeilensäule; Viertelmeilenstein, verkehrsgeschichtliche Bedeutung | 08974914 |
| Weitere Bilder                          | Wasserturm                                                                          | Leisenau (Karte)                         | 1947 (Wasserturm)                                                                | Wasserturm; vorwiegend in Bruchstein ausgeführter Bau in den monumentalisierende Formen der 1940er Jahre, baugeschichtliche und technikgeschichtliche Bedeutung | 08974476 |
|                                         | Muldentalbahn (Sachgesamtheit); Eisenbahnbrücke Zwickauer Mulde                     | (Karte)                                  | 1875 (Eisenbahnbrücke)                                                           | Einzeldenkmal in der o. g. Sachgesamtheit: Eisenbahnbrücke; (siehe Sachgesamtheitsliste -Obj. 09306181), km 45, 456 der Eisenbahnstrecke Glauchau-Wurzen (Muldentalbahn), als Vollwandträger in Nietkonstruktion erbaut, 1938 erneuert, erstreckt sich auf die Gemarkung Lastau, Flst. 293/3, eisenbahngeschichtlich, verkehrsgeschichtlich und technikgeschichtlich von Bedeutung | 09306162 |
| Direkt Bild zu diesem Denkmal hochladen | Muldentalbahn (Sachgesamtheit)                                                      | (Karte)                                  | 1875 (Sachgesamtheitsbestandteil)                                                | Sachgesamtheitsbestandteil der Sachgesamtheit Muldentalbahn, Teilabschnitt Colditz, Möseln mit dem Einzeldenkmale Eisenbahnbrücke Zwickauer Mulde (siehe Einzeldenkmalliste -Obj. 09306162), Eisenbahnbrücke (siehe Einzeldenkmalliste -Obj. 08973207, siehe auch Sachgesamtheitsliste -Obj. 09306181); Sachgesamtheit mit allen Bahnanlagen, darunter Gleisanlagen mit Unter- und Oberbau, Streckenkilometrierung, Fernmelde- und Signalanlagen, Bahnstationen einschließlich aller Funktionsbauten, Wärterhäuschen, Brücken und Durchlässen in den Gemeinden Glauchau, Stadt (OT Glauchau, Kleinbernsdorf, Reinholdshain), Limbach-Oberfrohna, Stadt (OT Wolkenburg-Kaufungen), Remse (OT Remse), Waldenburg (OT Niederwinkel, Oberwinkel, Waldenburg), Lunzenau, Stadt (OT Lunzenau, Cossen, Rochsburg), Penig, Stadt (OT Markersdorf, Penig, Amerika, Arnsdorf, Thierbach, Zinnberg), Rochlitz, Stadt (OT Penna, Rochlitz), Seelitz (OT Fischheim, Seelitz, Biesern, Steudten), Colditz (OT Colditz, Lastau, Möseln, Sermuth, Zschetzsch), Grimma, Stadt (OT Großbothen), für die Industrieentwicklung des Muldentals wichtige und landschaftsbildende prägende Normalspurbahn, wirtschaftsgeschichtlich, eisenbahngeschichtlich, landschaftsgestaltend sowie regionalgeschichtlich von Bedeutung                                | 09306197 |
|                                         | Bogenbrücke über den Schwarzbach                                                    | Möseln (Karte)                           | 1877 (Eisenbahnbrücke); 1877 (Straßenbrücke)                                     | Straßen- und Eisenbahnbrücke, Bahnlinie Glauchau–Wurzen (Muldentalbahn), Ziegel- und Natursteinmauerwerk, verkehrsgeschichtliche Bedeutung | 08973207 |
|                                         | Straßenbrücke über die Mulde                                                        | Podelwitz (Karte)                        | 1894–1895 (Brücke)                                                               | landschaftsgestaltende Bedeutung, gute architektonische Ausbildung, baugeschichtlich, verkehrsgeschichtlich und technikgeschichtlich von Bedeutung | 08970870 |
| Direkt Bild zu diesem Denkmal hochladen | Wäschemangel                                                                        | Schönbach Untere Dorfstraße 16 (Karte)   | Anfang 20. Jahrhundert (Wäschemangel)                                            | im Wohnhaus eines Bauernhofes, wirtschaftshistorische Bedeutung | 08974487 |
|                                         | Muldentalbahn (Sachgesamtheit); Brücke Leitenbach                                   | Sermuth (Karte)                          | 1875 (Straßenbrücke)                                                             | Einzeldenkmal in der o. g. Sachgesamtheit: Straßenbrücke; (siehe Sachgesamtheitsliste -Obj. 09306181), am km 53, 065 der Eisenbahnstrecke Glauchau–Wurzen (Muldentalbahn), nördlich der alten Ortslage Kötteritzsch, ursprünglich für zweigleisigen Betrieb erbaut, verkehrsgeschichtlich von Bedeutung | 08974454 |
| Direkt Bild zu diesem Denkmal hochladen | Muldentalbahn (Sachgesamtheit)                                                      | Sermuth (Karte)                          | 1875 (Eisenbahndamm)                                                             | Sachgesamtheitsbestandteil der Sachgesamtheit Muldentalbahn, Teilabschnitt Colditz, OT Sermuth mit dem Einzeldenkmal Brücke Leitenbach Mulde (siehe Einzeldenkmalliste -Obj. 08974454, siehe auch Sachgesamtheitsliste -Obj. 09306181); Sachgesamtheit mit allen Bahnanlagen, darunter Gleisanlagen mit Unter- und Oberbau, Streckenkilometrierung, Fernmelde- und Signalanlagen, Bahnstationen einschließlich aller Funktionsbauten, Wärterhäuschen, Brücken und Durchlässen in den Gemeinden Glauchau, Stadt (OT Glauchau, Kleinbernsdorf, Reinholdshain), Limbach-Oberfrohna, Stadt (OT Wolkenburg-Kaufungen), Remse (OT Remse), Waldenburg (OT Niederwinkel, Oberwinkel, Waldenburg), Lunzenau, Stadt (OT Lunzenau, Cossen, Rochsburg), Penig, Stadt (OT Markersdorf, Penig, Amerika, Arnsdorf, Thierbach, Zinnberg), Rochlitz, Stadt (OT Penna, Rochlitz), Seelitz (OT Fischheim, Seelitz, Biesern, Steudten), Colditz (OT Colditz, Lastau, Möseln, Sermuth, Zschetzsch), Grimma, Stadt (OT Großbothen), für die Industrieentwicklung des Muldentals wichtige und landschaftsbildende prägende Normalspurbahn, wirtschaftsgeschichtlich, eisenbahngeschichtlich, landschaftsgestaltend sowie regionalgeschichtlich von Bedeutung                                                                                                | 09306199 |
| Weitere Bilder                          | Muldentalbahn (Sachgesamtheit); Eisenbahnstrecke Borsdorf – Coswig; Viadukt Kössern | Kössern (Karte)                          | 1866–1867, später überformt (Viadukt)                                            | Einzeldenkmal in der o. g. Sachgesamtheit: Eisenbahnbrücke über die Mulde; (siehe Sachgesamtheitsliste -Obj. 09306181), siehe auch Gemeinde Grimma östlicher Teil der Brücke Gemarkung Kössern (siehe Obj. 08974507), westlicher Teil der Brücke Gemarkung Sermuth, verkehrsgeschichtlich von Bedeutung | 09305773 |
| Direkt Bild zu diesem Denkmal hochladen | Wegestein                                                                           | Schkopau (Karte)                         | um 1820 (Wegestein)                                                              | verkehrsgeschichtlich von Bedeutung | 08970553 |
| Weitere Bilder                          | Königlich-Sächsische Meilensteine (Sachgesamtheit)                                  | Skoplau Colditzer Landstraße (Karte)     | 2. Hälfte 19. Jahrhundert (Meilenstein); 2. Hälfte 19. Jahrhundert (Meilenstein) | Meilenstein; Halbmeilenstein, zugleich als Grenzstein genutzt, markiert Grenze zwischen bezeichnet Leisnig und Colditz, seltene Kombination von Funktionen, versetzt, verkehrsgeschichtlich und regionalgeschichtlich von Bedeutung | 08970831 |
| Weitere Bilder                          | Königlich-Sächsische Meilensteine (Sachgesamtheit)                                  | Skoplau Colditzer Landstraße (Karte)     | 2. Hälfte 19. Jahrhundert (Meilenstein)                                          | Meilenstein; Streckenmarkierungsstein, Ganzmeilenstein, ohne Beschriftung und Krone, nicht am originalen Standort, verkehrsgeschichtlich von Bedeutung | 08970529 |
|                                         | Kilometerstein                                                                      | Skoplau (Karte)                          | um 1890 (Kilometerstein)                                                         | Streckenmarkierungsstein mit Inschrift, Sandstein, verkehrsgeschichtlich von Bedeutung | 08970127 |
|                                         | Kilometerstein                                                                      | Skoplau Leisniger Landstraße (Karte)     | um 1890 (Kilometerstein)                                                         | Streckenmarkierungsstein, verkehrsgeschichtlich von Bedeutung | 08970886 |
|                                         | Kilometerstein                                                                      | Terpitzsch Hauptstraße 014 (vor) (Karte) | spätes 19. Jh.                                                                   | Sandstein, verkehrsgeschichtlich von Bedeutung. bezeichnet: 15 15.000 km 16 | 08970823 |
|                                         | Hydraulischer Widder                                                                | Zschetzsch (Karte)                       | um 1900 (Pumpe)                                                                  | Hydraulischer Widder; Wasserhebevorrichtung, technisches Denkmal der Wasserversorgung, ortsgeschichtlich von Bedeutung | 08974453 |
|                                         | Sägewerk, mit technischer Ausstattung                                               | Zschetzsch Sermuther Straße (Karte)      | 1. Hälfte 20. Jahrhundert (Technische Ausstattung)                               | Putzbau, technikgeschichtlich von Bedeutung | 08974913 |
|                                         | Muldentalbahn (Sachgesamtheit); Bahnwärterhaus                                      | Zschetzsch Sermuther Straße 14 (Karte)   | 1875 (Bahnwärterhaus)                                                            | Einzeldenkmalen in der o. g. Sachgesamtheit: Bahnwärterhaus mit Nebengebäude; (siehe Sachgesamtheitsliste -Obj. 09306181), weitestgehend original erhaltenes Wärterhaus am km 52, 4 der Eisenbahnstrecke Glauchau–Wurzen (Muldentalbahn), eisenbahngeschichtlich und verkehrsgeschichtlich von Bedeutung | 09306164 |
| Direkt Bild zu diesem Denkmal hochladen | Muldentalbahn (Sachgesamtheit)                                                      | (Karte)                                  | 1875 (Bahnkörper)                                                                | Sachgesamtheitsbestandteil der Sachgesamtheit Muldentalbahn, Teilabschnitt Colditz, OT Zschetzsch mit dem Einzeldenkmal Bahnwärterhaus (siehe Einzeldenkmalliste -Obj. 09306164, siehe auch Sachgesamtheitsliste -Obj. 09306181); Sachgesamtheit mit allen Bahnanlagen, darunter Gleisanlagen mit Unter- und Oberbau, Streckenkilometrierung, Fernmelde- und Signalanlagen, Bahnstationen einschließlich aller Funktionsbauten, Wärterhäuschen, Brücken und Durchlässen in den Gemeinden Glauchau, Stadt (OT Glauchau, Kleinbernsdorf, Reinholdshain), Limbach-Oberfrohna, Stadt (OT Wolkenburg-Kaufungen), Remse (OT Remse), Waldenburg (OT Niederwinkel, Oberwinkel, Waldenburg), Lunzenau, Stadt (OT Lunzenau, Cossen, Rochsburg), Penig, Stadt (OT Markersdorf, Penig, Amerika, Arnsdorf, Thierbach, Zinnberg), Rochlitz, Stadt (OT Penna, Rochlitz), Seelitz (OT Fischheim, Seelitz, Biesern, Steudten), Colditz (OT Colditz, Lastau, Möseln, Sermuth, Zschetzsch), Grimma, Stadt (OT Großbothen), für die Industrieentwicklung des Muldentals wichtige und landschaftsbildende prägende Normalspurbahn, wirtschaftsgeschichtlich, eisenbahngeschichtlich, landschaftsgestaltend sowie regionalgeschichtlich von Bedeutung | 09306200 |
|                                         | Transformatorenstation                                                              | Zschirla Zschirlaer Dorfstraße (Karte)   | um 1920 (Transformatorenstation)                                                 | Pagodentyp, Zeugnis für die Entwicklung der Energieversorgung, regionalgeschichtliche und technikgeschichtliche Bedeutung | 08971169 |

## Elstertrebnitz
| Bild                                    | Bezeichnung                                        | Lage    | Datierung | Beschreibung | ID       |
| --------------------------------------- | -------------------------------------------------- | ------- | --- | --- | -------- |
| Direkt Bild zu diesem Denkmal hochladen | Schmalzmühle                                       | (Karte) | bezeichnet 1796 (Mühle); um 1780 (Wohnstallhaus); um 1880 (Wohnstallhaus); um 1900 (Einfriedung); um 1880 (Scheune)    | Zwei Seitengebäude (Wohnstallhäuser), Wohnhaus, Mühlengebäude (mit erhaltener Mühlentechnik), zwei Scheunen, Toreinfahrt, Hofpflasterung und Einfriedung eines Mühlenanwesens; alte Ortslage Elstertrebnitz, großartige Mühlenanlage mit vielen originalen Details aus verschiedenen Epochen, überwiegend Fachwerkbauten, baugeschichtlich, ortsgeschichtlich und technikgeschichtlich von Bedeutung                                 | 09258482 |
| Direkt Bild zu diesem Denkmal hochladen | Transformatorenhäuschen                            | (Karte) | um 1920 (Transformatorenstation)                                                                                       | alte Ortslage Tannewitz, Pagodentypus, technikgeschichtlich von Bedeutung | 09258481 |
| Direkt Bild zu diesem Denkmal hochladen | Mühle Greitschütz                                  | (Karte) | bezeichnet 1716 (Mühle); bezeichnet 1854 (Mühle); bezeichnet 1880 (Mühle); 1912 (Generator)                            | Mühlenanwesen mit kleiner Industriemühle mit technischer Ausstattung, zwei Wohnhäusern, Wirtschaftsgebäude, Wehranlage, Hofpflaster, Toreinfahrt und Einfriedung; alte Ortslage Greitschütz, überwiegend verputzte Massivbauten, ein Gebäude mit Fachwerk-Obergeschoss, große Mühlenanlage mit originalen Bauteilen aus verschiedenen Epochen, technikgeschichtlich und ortsgeschichtlich von Bedeutung                              | 09258414 |
|                                         | Königlich-Sächsische Meilensteine (Sachgesamtheit) | (Karte) | nach 1858 (Meilenstein)                                                                                                | Meilenstein; alte Ortslage Oderwitz, Sächsischer Halbmeilenstein als Grenzübergangsstein, Objekt von verkehrsgeschichtlicher Bedeutung | 09258412 |
|                                         | Preußischer Meilenstein                            | (Karte) | Mitte 19. Jahrhundert (Meilenstein ‹Preußisch›)                                                                        | Meilenstein; preußischer Halbmeilenstein (sogenannte Große Glocke), alte Ortslage Oderwitz, ehemals Beersdorf (Sachsen-Anhalt), von verkehrsgeschichtlicher Bedeutung | 09304830 |
| Weitere Bilder                          | Eisenmühle                                         | (Karte) | 1915 (Eisenmühle); um 1910 (Getreidemühle); um 1900 (Wehr); Inbetriebnahme 1895 (Wasserkraftwerk); 1914 (Turbinenhaus) | Mühlenanwesen mit Eisenmühle, Getreidemühle, Turbinenhaus, Nebengebäuden und Wehranlage; alte Ortslage Oderwitz, verputzte Massivbauten, einzig erhaltene Eisenmühle Deutschlands im Reibeverfahren, Mühlenstandort seit 12. Jahrhundert urkundlich belegt, 1915 bis 1992/93 Produktionsanlage von Eisenpulver für verschiedene (u. a. medizinische und metallurgische) Zwecke hergestellt, technikgeschichtlich von hoher Bedeutung | 09257123 |

## Frohburg, Stadt
| Bild                                    | Bezeichnung                                                      | Lage    | Datierung                                                                                                 | Beschreibung | ID       |
| --------------------------------------- | ---------------------------------------------------------------- | ------- | --- | --- | -------- |
|                                         | Mühle Benndorf                                                   | (Karte) | um 1692 (Mühle); Neuaufbau um 1927 (Mühle)                                                                | Ehemalige Mühle; Wassermühle an einem heute verlandeten Mühlgraben angelegt, keine technische Ausstattung vorhanden, Renaissancegebäude mit steilem Satteldach, an der Hofseite Wappen, darunter Sitznischenportal begründen baugeschichtliche Bedeutung, in der landwirtschaftlich geprägten Region war die Mühle von ortsgeschichtlicher Bedeutung, heute Wohnhaus | 08971353 |
| Direkt Bild zu diesem Denkmal hochladen | Wohnhaus der Mühle                                               | (Karte) | 19. Jahrhundert (Müllerwohnhaus)                                                                          | baugeschichtlich und ortsgeschichtlich von Bedeutung, Fachwerkbau, Wohnhaus einer ehemaligen Wassermühle | 08971898 |
|                                         | Transformatorenhaus                                              | (Karte) | um 1925 (Transformatorenstation)                                                                          | Pagodentyp, Zeugnis der Entwicklung der Energieversorgung in der Region, technikgeschichtlich von Bedeutung | 09305257 |
| Direkt Bild zu diesem Denkmal hochladen | Frauendorfer Mühle                                               | (Karte) | bezeichnet 1778 (im Kern älter)                                                                           | Ehemalige Mühle (mit Mühlentechnik im Mahlraum); baugeschichtlich und technikgeschichtlich von Bedeutung, Mühlengebäude mit reich gestaltetem Fachwerk-Obergeschoss und direkt angeschlossenem Mahlraum, Porphyrtuff-Portal mit Mühlenzeichen im Schlussstein, ehemalige Wassermühle | 08970140 |
| Direkt Bild zu diesem Denkmal hochladen | Hermsdorfer Mühle                                                | (Karte) | bezeichnet 1828 (Mühle)                                                                                   | Ehemaliger Mühlenhof bestehend aus Wohnhaus und Stall; ehemalige Wassermühle für die landwirtschaftlich geprägte Region von ortsgeschichtlicher Bedeutung, das Wohnhaus mit Fachwerk-Obergeschoss und das angrenzende Stallgebäude mit Porphyrtuffgliederung sind baugeschichtlich von Bedeutung, seit 1960 Mühle außer Betrieb, keine Technik erhalten | 08971308 |
| Direkt Bild zu diesem Denkmal hochladen | Bornsche Mühle                                                   | (Karte) | im Kern 1681 (Mühle); bezeichnet 1787 (Wohnstallhaus); um 1810 (Mühle)                                    | Mühle und Nebengebäude über winkelförmigem Grundriss; ehemalige Schneide-, Mahl- und Lohmühle, alle Gebäude mit Fachwerk-Obergeschossen, in städtebaulich reizvoller Situation am Eingang zur Altstadt, Mühlengebäude prägend durch breiten Straßengiebel, ortsgeschichtlich von Bedeutung | 08970530 |
| Weitere Bilder                          | Kursächsische Postmeilensäulen (Sachgesamtheit)                  | (Karte) | bezeichnet 1727 (Postdistanzsäule)                                                                        | Postmeilensäule; Kopie einer Distanzsäule, verkehrsgeschichtlich von Bedeutung | 08971329 |
| Direkt Bild zu diesem Denkmal hochladen | Bahnhof Frohburg                                                 | (Karte) | 1872 (Bahnhof)                                                                                            | Empfangsgebäude (mit zwei Keramikreliefs); Typenbau der um 1872 ausgebauten Strecke Leipzig–Chemnitz, am Empfangsgebäude zwei Keramikreliefs von Feuerriegel, ortsgeschichtlich, baugeschichtlich und verkehrsgeschichtlich von Bedeutung | 08971273 |
|                                         | Schloss und Rittergut Frohburg (Sachgesamtheit); Schlossbrauerei | (Karte) | 18. Jahrhundert (Brauerei); 1734 Dendro Speichergebäude II (Brauerei); 1740 Dendro Wohngebäude (Brauerei) | Einzeldenkmal der Sachgesamtheit Schloss und Rittergut Frohburg: ehemalige Schlossbrauerei (siehe Sachgesamtheitsliste Florian-Geyer-Straße -Obj. 08970429); langgestrecktes zweigeschossiges Gebäude mit hohem Satteldach und Schleppgauben, prägender Bestandteil des alten Schlossbezirks | 08970795 |
| Direkt Bild zu diesem Denkmal hochladen | Schloss und Rittergut Frohburg (Sachgesamtheit); Schlossmühle    | (Karte) | 19. Jahrhundert, später überformt (Mühle); Ende 16. Jahrhundert (Wappen)                                  | Einzeldenkmale der Sachgesamtheit Schloss und Rittergut Frohburg: Schlossmühle und Wappen Christof und Catarina von Creuz über dem Eingang der Schlossmühle (siehe Sachgesamtheitsdokument Obj. 08970429); ehem. Wassermühle, ortsgeschichtlich von Bedeutung | 08970618 |
| Direkt Bild zu diesem Denkmal hochladen | Schloss und Rittergut Frohburg (Sachgesamtheit); Alte Farbe      | (Karte) | bezeichnet 1682 (Färberei)                                                                                | Einzeldenkmal der Sachgesamtheit Schloss und Rittergut Frohburg: ehemalige Färberei und Blaudruckerei (siehe Sachgesamtheitsdokument Obj. 08970429); stattlicher Renaissancebau am Schlossteich in Blickachse des Schlosses, Sitznischenportal mit Beschlagwerkornament und Engelsköpfchen am Schlussstein, prägender Bau des Schloßbezirkes, wichtiges Zeugnis des regional bedeutenden Blaudrucks, baugeschichtlich, kunsthistorisch und ortsgeschichtlich von Bedeutung | 08970545 |
| Weitere Bilder                          | Bahnhof Hopfgarten; Eisenbahnstrecke Leipzig–Geithain            | (Karte) | 1887 (Empfangsgebäude)                                                                                    | Empfangsgebäude; zur Bahnstrecke Leipzig–Geithain gehörend, 1887 als Haltestelle errichtet, 1905 Bahnhof, seit 1987 Haltepunkt, verkehrsgeschichtlich, baugeschichtlich und ortsgeschichtlich von Bedeutung, einfacher Putzbau der Gründerzeit | 09259367 |
| Direkt Bild zu diesem Denkmal hochladen | Ehemalige Dorfschmiede                                           | (Karte) | um 1830 (Schmiede)                                                                                        | sozialgeschichtlich bedeutsam und dorfbildprägend neben der Kirche am Dorfanger | 08971863 |
|                                         | Breunsdorfer Bockwindmühle                                       | (Karte) | um 1850 (Mühle)                                                                                           | Bockwindmühle; von Breunsdorf umgesetzt, 1993 restauriert, jetzt auf einem Hügel am südwestlichen Dorfende, technikgeschichtlich von Bedeutung | 09257314 |
| Direkt Bild zu diesem Denkmal hochladen | Wasserturm                                                       | (Karte) | 1962 (Wasserturm)                                                                                         | Wasserturm; Betonbau, technikgeschichtliche, baugeschichtliche und landschaftsgestaltende Bedeutung | 09300669 |

## Geithain, Stadt
| Bild                                    | Bezeichnung                                         | Lage    | Datierung | Beschreibung | ID       |
| --------------------------------------- | --------------------------------------------------- | ------- | --- | --- | -------- |
|                                         | Königlich-Sächsische Meilensteine (Sachgesamtheit)  | (Karte) | um 1858 (Meilenstein) | Meilenstein; Abzweigstein, Entfernungsstein an der Kreuzung Bad Lausick–Rochlitz–Colditz, verkehrsgeschichtlich von Bedeutung | 08971136 |
|                                         | Königlich-Sächsische Meilensteine (Sachgesamtheit)  | (Karte) | um 1856 (Meilenstein) | Meilenstein; Kopie eines Stationsstein, Entfernungsstein, verkehrs- und vermessungsgeschichtlich von Bedeutung | 08970917 |
|                                         | Kursächsische Postmeilensäulen (Sachgesamtheit)     | (Karte) | bezeichnet 1727 (Postdistanzsäule)                                                                                       | Postmeilensäule; Distanzsäule, regionalgeschichtlich und verkehrsgeschichtlich von Bedeutung | 08970916 |
| Direkt Bild zu diesem Denkmal hochladen | Schilfmühle                                         | (Karte) | bezeichnet 1769 (Mühlengebäude); bezeichnet 1811 (Müllerwohnhaus); bezeichnet 1755 (Torbogen); bezeichnet 1926 (Scheune) | Mühlengebäude (mit Mühlentechnik), Wohnstallhaus, Seitengebäude, Scheune sowie Torbogen eines Mühlenanwesens; alte Ortslage Altdorf, Bauten überwiegend mit Fachwerkobergeschoss, Segmentbogenportalen in Porphyrtuff, verzierter Schlussstein im Torbogen, baugeschichtlich, ortsgeschichtlich und technikgeschichtlich von Bedeutung                                                         | 08970925 |
| Weitere Bilder                          | Barometerhäuschen                                   | (Karte) | um 1912 (Barometerhäuschen)                                                                                              | technikgeschichtliches Denkmal | 08970884 |
|                                         | Kursächsische Postmeilensäulen (Sachgesamtheit)     | (Karte) | bezeichnet 1727 (Postdistanzsäule)                                                                                       | Postmeilensäule; Distanzsäule, regionalgeschichtlich und verkehrsgeschichtlich von Bedeutung | 08971075 |
|                                         | Königlich-Sächsische Meilensteine (Sachgesamtheit)  | (Karte) | um 1856 (Stationsstein)                                                                                                  | Meilenstein; Stationsstein, Entfernungsstein, verkehrsgeschichtlich von Bedeutung | 08971047 |
| Weitere Bilder                          | Bahnhof Geithain; Eisenbahnstrecke Leipzig–Geithain | (Karte) | 1870–1871 (Empfangsgebäude); 1920er Jahre (Stellwerk)                                                                    | Bahnhof mit Empfangsgebäude (Anschrift: Eisenbahnstraße 2), Güterabfertigung, Lagergebäude und Stellwerk (Anschrift Stellwerk: Eisenbahnstraße 2a); zur Eisenbahnstrecke Leipzig–Geithain gehörend, überwiegend Gründerzeitbauten, Lagergebäude in Fachwerk, das Stellwerk im Stil der 1920er Jahre von baukünstlerischer Bedeutung, ortsgeschichtlich und verkehrsgeschichtlich von Bedeutung | 08971030 |
| Weitere Bilder                          | Unterbau mit Brennkammern eines Kalkringofens       | (Karte) | 1868 (Kalkofen) | als sächsischer Prototyp des sogenannten Hoffmannschen Ringofens technikgeschichtlich von herausragender Bedeutung, neben einem größeren und damit vermutlich etwas später errichteten Ziegelringofen in Großtreben einziger in Sachsen erhaltener kreisförmiger Ringofen, auch deutschlandweit von Seltenheitswert                                                                            | 08970924 |
|                                         | Kalk- und Ziegelbrennofen                           | (Karte) | 1869–1885 (Ziegelbrennofen); 1878 (Schornstein)                                                                          | Rest eines Mehrkammerofens für Kalk- und Ziegelbrennerei, mit Schornstein; markiert entwicklungsgeschichtlich die Zwischenstufe vom Zweikammerofen zum Ringofen, technikgeschichtlich von Bedeutung | 08971045 |
|                                         | Viadukt Niedergräfenhain                            | (Karte) | 1868–1872 (Viadukt) | Eisenbahnviadukt der Strecke Neukieritzsch–Chemnitz; zwölfbogige Brücke in Naturstein, verkehrsgeschichtlich und technikgeschichtlich von Bedeutung | 08971089 |
| Direkt Bild zu diesem Denkmal hochladen | Mühle Syhra                                         | (Karte) | 18. Jahrhundert (Mühle)                                                                                                  | Ehemalige Mühle, bestehend aus Müllerwohnhaus und Scheune; Putzbau mit Mansarddach, barock wirkendes Wohnhaus ortsbildprägend, Gebäudekomplex mit bauhistorischer, technikgeschichtlicher und ortsgeschichtlicher Bedeutung | 08971034 |
|                                         | Mühle                                               | (Karte) | um 1860 (Mühle) | ortsbildbeherrschendes Industriegebäude des späten 19. Jahrhunderts, ortsgeschichtlich und technikgeschichtlich von Bedeutung | 08971091 |

## Grimma, Stadt
| Bild                                    | Bezeichnung | Lage                                 | Datierung | Beschreibung | ID       |
| --------------------------------------- | --- | ------------------------------------ | --- | --- | -------- |
|                                         | Kursächsische Postmeilensäulen (Sachgesamtheit) | Bernbruch (Karte)                    | bezeichnet 1722 (Viertelmeilenstein); 1930 Kopie (Viertelmeilenstein) | Postmeilensäule; Viertelmeilenstein, verkehrsgeschichtlich von Bedeutung | 09256963 |
|                                         | Brauerei Cannewitz | (Karte)                              | 1887–1889 (Brauerei) | Brauerei; bestehend aus zwei Gebäuden, ortsgeschichtlich von Bedeutung | 08973640 |
|                                         | Sachgesamtheit Königlich-Sächsische Triangulierung ("Europäische Gradmessung im Königreich Sachsen"); Station 107 Deditzhöhe | (Karte)                              | bezeichnet 1873 (Triangulationssäule) | Triangulationssäule; Station 2. Ordnung, bedeutendes Zeugnis der Geodäsie des 19. Jahrhunderts, vermessungsgeschichtlich von Bedeutung | 08973536 |
| Direkt Bild zu diesem Denkmal hochladen | Teichmühlbrücke | Döben (Karte)                        | um 1800 (Straßenbrücke) | Straßenbrücke über den Teichmühlgraben; Bogenbrücke aus Bruchstein-Mauerwerk, Bestandteil des Ensembles Teichmühle, örtliches Zeugnis der Verkehrsgeschichte | 08966629 |
| Direkt Bild zu diesem Denkmal hochladen | Hennigs-Mühle; Mühle Hofmann | Förstgen (Karte)                     | Mitte 19. Jahrhundert (Seitengebäude); 1. Hälfte 20. Jahrhundert (Mühlentechnik) | Seitengebäude eines Mühlenanwesens und Mühlentechnik im benachbarten Mühlengebäude; alte Ortslage Förstgen, Mühle verputzter Massivbau, Seitengebäude Obergeschoss Fachwerk, baugeschichtlich und technikgeschichtlich von Bedeutung | 08974512 |
| Weitere Bilder                          | Sog. Ziegenhof; Windmühle Fremdiswalde | Fremdiswalde (Karte)                 | um 1850, Standort älter (Mühle) | Turmholländer mit Anbauten; um 1850 erbaut, Standort älter, ortsgeschichtlich und technikgeschichtlich von Bedeutung | 08973530 |
| Direkt Bild zu diesem Denkmal hochladen | Golzermühle | (Karte)                              | 1838, im Kern älter (Müllerwohnhaus) | Mühlenanwesen bestehend aus Wohnhaus und zwei Mühlengebäuden, mit Gedenktafel; ehemalige Wassermühle, später auch als Gasthaus genutzt, ortsgeschichtlich bedeutender Mühlenbetrieb mit straßenbildprägender Wirkung, technikgeschichtlich von Bedeutung | 08973863 |
| Direkt Bild zu diesem Denkmal hochladen | Papierfabrik Golzern; Schroedersche Papierfabrik (ehem.) | (Karte)                              | 1862 (Hauptgebäude); Ende 19. Jahrhundert (Erweiterungsbauten); bezeichnet 1910 (Kalandersaal-Neubau); 1927–1928 (Turbinenhaus) | Papierfabrik bestehend aus drei sich um einen Hof gruppierenden, zusammenhängenden Produktionsgebäuden, einem weiteren Produktionsgebäude jenseits der Straße (Gebäude mit technischer Ausstattung), Resten der Gleisanlage, Wasserkraftwerk und Turbinenhaus; aus einem Mühlengrundstück hervorgegangene Fabrik, stattliche Anlage überwiegend des ausgehenden 19. Jahrhunderts, bedeutende Papierfabrik in Sachsen, zusammen mit der Arbeitersiedlung Kamerun in Bahren ortsgeschichtlicher Wert, aufgrund der verschiedenartigen Tragwerkskonstruktionen auch baugeschichtlich und zudem technikgeschichtlich von Bedeutung | 08973548 |
|                                         | Markierungsstein | Göttwitz (Karte)                     | um 1915 (Kilometerstein) | Inschrift, ortsgeschichtlich und verkehrsgeschichtlich von Bedeutung | 08974239 |
| Direkt Bild zu diesem Denkmal hochladen | Stadtwald | (Karte)                              | 1870–1910 (Waldpark); 1902 (Alberthalle); 1895 (Stolledenkmal); bezeichnet 1888 (Köhlerdenkmal); um 1907 (Rundbogenbrücke) | Waldpark (Gartendenkmal) mit Pavillon Alberthalle, Stolledenkmal, Köhlerdenkmal, steinernem Tisch, Rundbogenbrücke, Markierungssteinen und Trasse der ehemaligen Muldentalbahn (mit Durchlässen und Stützmauern); Park mit Wegenetz, waldartigem Gehölzbestand und Ausstattung, charakteristischer Vertreter eines in der zweiten Hälfte des 19. Jahrhunderts neu entstandenen Anlagetypus des öffentlichen Grüns, wichtiges Zeugnis der Ortsentwicklung, gartengeschichtlich, ortsgeschichtlich und landschaftsgestaltend von Bedeutung | 08966280 |
| Weitere Bilder                          | Oberer Bahnhof Grimma | Bahnhofstraße 2; 2a (Karte)          | 1866 (Personenbahnhof) | Bahnhof mit Empfangsgebäude (Nr. 2), Bahnsteigüberdachung und pflasterung sowie Wasserstation (Nr. 2a); Empfangsgebäude in neugotischer Formensprache von Eduard Heuchler (Freiberg), technikgeschichtlich, verkehrsgeschichtlich, ortsgeschichtlich und ortsentwicklungsgeschichtlich von Bedeutung | 08966633 |
| Direkt Bild zu diesem Denkmal hochladen | Alte Schmiede; Maschinenbau-Aktiengesellschaft Golzern-Grimma (ehem.) | (Karte)                              | 1913 (Fabrikgebäude) | Werkhalle mit rückwärtigem Anbau; große Werkhalle aus roten Klinkern mit Oberlicht, straßenbildprägender Fabrikbau, industriegeschichtliche Bedeutung | 08966647 |
| Direkt Bild zu diesem Denkmal hochladen | Alte Dreherei; Maschinenbau-Aktiengesellschaft Golzern-Grimma (ehem.) | (Karte)                              | 1899 (Fabrikgebäude) | Fabrikgebäude; gründerzeitlicher Klinkerbau, von industriegeschichtlicher Bedeutung | 08966646 |
| Direkt Bild zu diesem Denkmal hochladen | Neumühle | Grimma (Karte)                       | um 1890 (Mühle) | Mühlengebäude und Toreinfahrt zum Mühlenanwesen; alte Ortslage Böhlen, landschaftsprägendes Bauwerk, Fabrikmühlengebäude am Muldeufer sowie zwei Klinkerpfeiler mit Sandsteinabdeckung der Zufahrt, Dokument der Orts- und Industriegeschichte | 08966769 |
| Weitere Bilder                          | Hängebrücke | (Karte)                              | 1924–1925 (Brücke); 1949 (Wiederaufbau Brücke nach Sprengung); bezeichnet 1925 (Brückenwärterhaus) | Fußgängerbrücke über die Mulde und stadtseitiges Brückenhäuschen; mit 80 m größte Spannweite einer Hängebrücke in Ostdeutschland, technikgeschichtlich, ortsentwicklungsgeschichtlich und ortsbildprägend von Bedeutung | 08966676 |
|                                         | Spitzenfabrik Birkigt & Co. (ehem.) | (Karte)                              | 1907 (Fabrikgebäude); 1907 (Kesselhaus); bezeichnet 1954 (Hochwassermarke) | Textilfabrikanlage mit Produktionsgebäude (mit angebauter Werkhalle), Kesselhaus, Reste des Schornsteins, Pförtner- und Kontorhaus und Hochwassermarke; 1907 gegründet, Herstellung von gewebten und gewirkten Spitzen und Spitzenstoffen bis 1990, an der Bahnlinie Grimma–Wurzen errichtet, Zeugnis der Industrieansiedlung in Grimma, technikhistorisch und ortsgeschichtlich von Bedeutung | 08966584 |
| Weitere Bilder                          | Pöppelmannbrücke; Alte Muldenbrücke | (Karte)                              | bezeichnet 1716–1719 (Brücke) | Straßenbrücke über die Mulde; bemerkenswerte Steinbogenbrücke, der von Matthias Daniel Pöppelmann, dem Baumeister des Dresdner Zwingers, im kurfürstlichen Auftrag errichtete Bau mit künstlerischer, verkehrshistorischer und geschichtlicher Bedeutung, barocker Brückenbau von Seltenheitswert | 08966583 |
| Weitere Bilder                          | Großmühle | Großmühle 4; 4a (Karte)              | bezeichnet 1725 (barocke Mühle, Roggenmühle, Nr. 4); spätere Überformung bezeichnet 1867 (Mühle, Nr. 4); 1865, später überformt (Kleine Mühle, Weizenmühle); 1924, heutige Weizenmühle (Industriemühle); 1892–1894 (Stallgebäude, Nr. 4a) | Mühlenanlage bestehend aus der Fassade der Roggenmühle (Alte Mühle, Nr. 4) und Stall-/Remisengebäude (Nr. 4a) am Mühlenhof, der Weizenmühle (Nr. 4) auf einer Insel an der Mulde, dem Mühlgraben mit Wehr, sowie dem Turbinenhaus mit zwei Turbinen; Mühlenkomplex als älteste bekannte Mühle Sachsens (Ersterwähnung 1170) eindrucksvolles städtebauliches und landschaftsprägendes Ensemble mit regionalgeschichtlicher und wissenschaftlich dokumentarischer Wertigkeit, Roggenmühle barocker Bau aus dem Jahr 1725 genannt Große Mühle, mehrfach um- und ausgebaut, Fassade der Roggenmühle letztes Zeugnis des barocken Mühlengebäudes, die Weizenmühle typische kleine Industriemühle um 1900 mit industriegeschichtlicher Bedeutung, Stall/Remise ein langgestreckter gründerzeitlicher Klinkerbau (um 1895) bietet Hinweis auf die überregionale Bedeutung der Mühle, 1996 Einstellung der Produktion von Mehl und Futtermitteln, Großmühle bildet zusammen mit dem Müller-Wohnhaus mit Nebengebäuden und Angestelltenwohnhaus (Obj. 08966737) und dem Obermüllerhaus (Obj. 08966739) ein städtebauliches Ensemble von hoher Qualität und weist eine in Sachsen selten gewordene Komplexität auf                           | 08966738 |
|                                         | Eisenbahnstrecke Borsdorf – Coswig | Husarenstraße - (Karte)              | wohl 1866 (Eisenbahnbrücke) | Eisenbahnbrücke über die Husarenstraße; Straßentunnel unter der Eisenbahnstrecke Borsdorf–Coswig, eisenbahnhistorisch und verkehrsgeschichtlich von Bedeutung | 08966657 |
| Direkt Bild zu diesem Denkmal hochladen | Walther-Werke, Werk I (ehem.) | (Karte)                              | um 1928 (Fabrikgebäude) | Produktionsgebäude, Pförtnerhäuschen, Einfriedung und Torpfeiler einer Fabrik; mächtiger Fabrikbau der elektrotechnischen Werke von Ferdinand Walther, Gebäude in Giebelstellung zur Straße, Torpfeiler mit originalen Lampen, eindrucksvolles Produktionsgebäude, industriegeschichtlich und ortsgeschichtlich von Bedeutung | 08966687 |
|                                         | Etuifabrik Reinhold Kühn (ehem.) | Klosterstraße 7 (Karte)              | bezeichnet 1927 (Textilindustrie) | Mehrteilige Fabrikanlage einer Etuifabrik, ehemalige Schule; seltenes Beispiel für Produktionsgebäude in der Altstadt, überzeugende Architektur im Heimatstil, bedeutsame Lage an der Mulde und nahe dem Schloss, Fabrik war früher Volks- und Realschule, städtebauliche, industriegeschichtliche und ortsgeschichtliche Bedeutung | 08966263 |
| Direkt Bild zu diesem Denkmal hochladen | Transformatorenhaus | Grimma (Karte)                       | 1912 (Transformatorenstation) | qualitätvolle massive Station, wohl 1912 von der Landkraftwerke Leipzig Aktiengesellschaft mit Sitz in Kulkwitz errichtet, sehr frühes Zeugnis der Elektrifizierung der Region, technikgeschichtlich und ortsentwicklungsgeschichtlich von Bedeutung | 08966735 |
| Weitere Bilder                          | Kursächsische Postmeilensäulen (Sachgesamtheit) | (Karte)                              | bezeichnet 1723 (Postdistanzsäule); 1997 Kopie aufgestellt (Postdistanzsäule) | Postmeilensäule; Kopie einer Distanzsäule, verkehrsgeschichtlich von Bedeutung | 09304979 |
| Direkt Bild zu diesem Denkmal hochladen | Senf- und Essigfabrik (ehem.) | (Karte)                              | bezeichnet 1894 (Wohnhaus) | Wohnhaus in offener Bebauung (Leipziger Straße 17), Fabrikgebäude mit Schornstein (Straße des Friedens 2) und Einfriedung des Grundstücks; Wohn- und Fabrikgrundstück, Gründerzeitgebäude mit Klinkerfassaden, wissenschaftlich-dokumentarischer Wert, Wohnhaus an einer nicht unbedeutenden Kreuzungslage, baugeschichtlich, industriegeschichtlich und städtebaulich von Bedeutung | 08966721 |
| Direkt Bild zu diesem Denkmal hochladen | Straßenbrücke | Grimma (Karte)                       | bezeichnet 1876 (Straßenbrücke) | Bogenbrücke über die ehemalige Bahnstrecke Glauchau–Wurzen (Muldentalbahn), Natursteinbrücke, eisenbahngeschichtlich von Bedeutung | 08966589 |
| Direkt Bild zu diesem Denkmal hochladen | Ziegelei Schmidt (ehem.) | (Karte)                              | vor 1900 (Ziegelbrennofen) | Reste des Ringofens einer ehemaligen Ziegelei; seltenes technikgeschichtliches Zeugnis im Muldental, ortsgeschichtlich von Bedeutung | 08966572 |
| Weitere Bilder                          | Unterer Bahnhof Grimma; Eisenbahnstrecke Glauchau – Wurzen (Muldentalbahn) | Nerchauer Straße 1a; 2 (Karte)       | 1877 (Personenbahnhof) | Bahnhof mit Empfangsgebäude (Nr. 1a) und Güterschuppen (Nr. 2); zeittypische Putzbauten, ehemals Teil der Strecke Glauchau–Wurzen (Muldentalbahn), Zeugnis der Eisenbahngeschichte und Industriegeschichte | 08966586 |
| Direkt Bild zu diesem Denkmal hochladen | Schlachthof Grimma | (Karte)                              | 1898–1899, später teilweise verändert (Schlachthof) | Ehemaliger Schlachthof, bestehend aus Verwaltungsgebäude, Wohngebäude, Kühl-, Maschinen- und Kesselhaus, Schlachthalle, Kaldaunenwäsche und Düngerhalle, Stallungen für Klein- und Großvieh sowie Teile der Einfriedung (Gebäude für Freibank und Pferdeschlächterei sowie Schweinestallgebäude keine Denkmale); zum Teil alte Ortslage Hohnstädt, seltenes Beispiel eines in seiner Gesamtheit erhaltenen Kleinstadtschlachthofes des späten 19. Jahrhunderts, ortsgeschichtliche und technikhistorische Bedeutung | 08966297 |
| Direkt Bild zu diesem Denkmal hochladen | Transformatorenhaus, benachbartes Wohnhaus, Einfriedung und Pflaster des Vorplatzes | Grimma (Karte)                       | 1912 (Transformatorenstation); 1927 (Wohnhaus); 1924 (Einfriedung) | stadtbildprägendes Ensemble, ortsgeschichtlich und technikgeschichtlich interessant | 08966596 |
| Direkt Bild zu diesem Denkmal hochladen | Senf- und Essigfabrik (ehem.) | (Karte)                              | bezeichnet 1894 (Wohnhaus) | Wohnhaus in offener Bebauung (Leipziger Straße 17), Fabrikgebäude mit Schornstein (Straße des Friedens 2) und Einfriedung des Grundstücks; Wohn- und Fabrikgrundstück, Gründerzeitgebäude mit Klinkerfassaden, wissenschaftlich dokumentarischer Wert, Wohnhaus an einer nicht unbedeutenden Kreuzungslage, baugeschichtlich, industriegeschichtlich und städtebaulich von Bedeutung | 08966721 |
| Direkt Bild zu diesem Denkmal hochladen | Gaswerk Grimma | (Karte)                              | um 1890 (Verwaltungsgebäude) | Ehemaliges Verwaltungsgebäude eines Gaswerkes, mit Einfriedung; gegliederter Bau aus unverputztem Ziegelmauerwerk, Dokument der städtischen Versorgungswirtschaft, ortsgeschichtlich von Bedeutung | 08966999 |
| Weitere Bilder                          | Wasserturm | Hohnstädt (Karte)                    | 1913 (Wasserturm) | Wasserturm; alte Ortslage Hohnstädt, ortsbildbeherrschender Bau, technikgeschichtlich und ortsgeschichtlich von Bedeutung | 08966751 |
| Direkt Bild zu diesem Denkmal hochladen | Transformatorenhäuschen | Grimma (Karte)                       | 1912 (Transformatorenstation) | qualitätvolle massive Station, wohl 1912 von der Landkraftwerke Leipzig Aktiengesellschaft mit Sitz in Kulkwitz errichtet, sehr frühes Zeugnis der Elektrifizierung sächsischer Gemeinden, technikgeschichtlich und ortsentwicklungsgeschichtlich von Bedeutung | 08966302 |
|                                         | Königlich-Sächsische Meilensteine (Sachgesamtheit) | Grimma (Karte)                       | 2. Hälfte 19. Jahrhundert (Meilenstein) | Meilenstein; alte Ortslage Hohnstädt, ehemalige Ortslage Burgberg, Halbmeilenstein, verkehrsgeschichtlich von Bedeutung | 08966294 |
| Direkt Bild zu diesem Denkmal hochladen | Transformatorenhäuschen | Großbardau (Karte)                   | um 1920 (Transformatorenstation) | pyramidenförmiger Dachaufbau, technikgeschichtlich und ortsentwicklungsgeschichtlich von Bedeutung | 09256923 |
|                                         | Königlich-Sächsische Meilensteine (Sachgesamtheit) | Großbardau (Karte)                   | 2. Hälfte 19. Jahrhundert (Halbmeilenstein) | Meilenstein; verkehrsgeschichtlich von Bedeutung | 09256915 |
|                                         | Königlich-Sächsische Meilensteine (Sachgesamtheit) | Großbardau (Karte)                   | 2. Hälfte 19. Jahrhundert (Halbmeilenstein) | Meilenstein; verkehrsgeschichtlich von Bedeutung | 09256913 |
| Direkt Bild zu diesem Denkmal hochladen | Obermühle | Großbardau (Karte)                   | bezeichnet 1738, spätere Umbauten (Mühle) | Mühlengebäude, Taubenturm und Seitengebäude eines Mühlenanwesens; ehemalige Wassermühle, Zeugnis eines Mühlgutes des 18. Jahrhunderts, orts- und technikgeschichtlich von Bedeutung | 09256936 |
|                                         | Gasthof Großbothen; Müllers Tanzpalast (ehem.) | (Karte)                              | 1837 (Gasthof); um 1925 Umbau (Gasthof); 1910 (Ballsaal); 1926 (Diskokugel mit Strahler) | Gasthaus mit rückwärtigem Saalbau (beide Gebäude mit historischer Ausstattung); Putzbau mit Art-déco-Schmuck, markanter turmartiger Mittelrisalit, Saal mit teils historisierender, teils jugendstiliger Dekoration und Schwingboden sowie »Licht der 1000 Sterne« (Vorläufer der Diskokugel) von 1926, einzigartige Ausstattung, das originale Schwingparkett im Saal technisches Denkmal, Gasthof von ortsgeschichtlicher und baugeschichtlicher Bedeutung, überregionaler Erinnerungs- und Seltenheitswert | 08974416 |
| Weitere Bilder                          | Kilometerstein | Großbothen (Karte)                   | 3. Drittel 19. Jahrhundert (Kilometerstein) | verkehrsgeschichtlich von Bedeutung | 08974414 |
|                                         | Kilometerstein | Großbothen (Karte)                   | 3. Drittel 19. Jahrhundert (Kilometerstein) | verkehrsgeschichtlich von Bedeutung | 08974495 |
|                                         | Wegestein | Großbothen (Karte)                   | 19. Jahrhundert (Wegestein) | quadratische Porphyrtuffstele mit verwitterter Inschrift, verkehrshistorische Bedeutung | 08974430 |
|                                         | Eisenbahnstrecke Borsdorf – Coswig | Großbothen (Karte)                   | 1. Hälfte 20. Jahrhundert (Eisenbahnbrücke) | Eisenbahnbrücke über die Kleinbothener Straße; Brücke der Strecke Borsdorf–Coswig, verkehrsgeschichtlich von Bedeutung | 08974456 |
| Weitere Bilder                          | Muldentalbahn (Sachgesamtheit) | Großbothen (Karte)                   | 1875 (Eisenbahndamm) | Sachgesamtheitsbestandteil der Sachgesamtheit Muldentalbahn, Teilabschnitt Grimma, OT Großbothen mit dem Einzeldenkmal Bahnhof Großbothen (siehe Einzeldenkmalliste -Obj. 08974457, siehe auch Sachgesamtheitsliste -Obj. 09306181); Sachgesamtheit mit allen Bahnanlagen, darunter Gleisanlagen mit Unter- und Oberbau, Streckenkilometrierung, Fernmelde- und Signalanlagen, Bahnstationen einschließlich aller Funktionsbauten, Wärterhäuschen, Brücken und Durchlässen in den Gemeinden Glauchau, Stadt (OT Glauchau, Kleinbernsdorf, Reinholdshain), Limbach-Oberfrohna, Stadt (OT Wolkenburg-Kaufungen), Remse (OT Remse), Waldenburg (OT Niederwinkel, Oberwinkel, Waldenburg), Lunzenau, Stadt (OT Lunzenau, Cossen, Rochsburg), Penig, Stadt (OT Markersdorf, Penig, Amerika, Arnsdorf, Thierbach, Zinnberg), Rochlitz, Stadt (OT Penna, Rochlitz), Seelitz (OT Fischheim, Seelitz, Biesern, Steudten), Colditz (OT Colditz, Lastau, Möseln, Sermuth, Zschetzsch), Grimma, Stadt (OT Großbothen), für die Industrieentwicklung des Muldentals wichtige und landschaftsbildende prägende Normalspurbahn, wirtschaftsgeschichtlich, eisenbahngeschichtlich, landschaftsgestaltend sowie regionalgeschichtlich von Bedeutung | 09306201 |
|                                         | Bahnhof Großbothen; Muldentalbahn (Sachgesamtheit); Eisenbahnstrecken Borsdorf – Coswig; Querbahn Großbothen – Borna | Großbothen (Karte)                   | 1869 (Empfangsgebäude); 1937 (Stellwerk); 1899, später verändert (Stellwerk) | Einzeldenkmale in der o. g. Sachgesamtheit: Stellwerk W4 (Anschrift: Kleinbothener Straße), Stellwerk W2 (Anschrift: Zum Bahnhof), ehemaliges Empfangsgebäude (Anschrift: Colditzer Landstraße 7) sowie die Gleise des Bahnhofs Großbothen; (siehe Sachgesamtheitsliste -Obj. 09306181), Anlagen der Eisenbahnstrecken Borsdorf–Coswig, Glauchau–Wurzen (Muldentalbahn) sowie der Querbahn Großbothen–Borna, Stellwerk W4 mit technischer Ausstattung, erstes Empfangsgebäude von 1869, wichtiger Verkehrsknotenpunkt des Leipziger Landes, verkehrsgeschichtlich und eisenbahngeschichtlich von Bedeutung | 08974457 |
|                                         | Wegestein | Großbothen (Karte)                   | 19. Jahrhundert (Wegestein) | Porphyrtuffstele, quadratischer Grundriss, verwitterte Inschrift, verkehrshistorische Bedeutung | 08974458 |
| Weitere Bilder                          | Wassermühle Höfgen | Höfgener Dorfstraße 8 (Karte)        | 1721 urkundlich erwähnt (Mühle) | Mühlengebäude (mit Stallanbau, Wasserrad und Backofen), heute Museum; Fachwerkgebäude, Bedeutung für Ortsgeschichte und Technikgeschichte, Volksbildung und Ortsbild, wichtiger Bestandteil der Kulturlandschaft | 08966528 |
| Weitere Bilder                          | Denkmalschmiede Höfgen | Kaditzsch (Karte)                    | 1. Hälfte 18. Jahrhundert (Wohnstallhaus); 18. Jahrhundert (kleines Wohnhaus); bezeichnet 1806 (Torhaus); 1809 (Scheune) | Vierseithof mit Torhaus, Scheune, kleinem Wohnhaus und großem Wohnstallhaus, Hofpflasterung, Einfriedungsmauern, Wassertrog im Hof und umgesetzter alter Schmiedewerkstatt; stattlicher Bauernhof in einer für das dörfliche Erscheinungsbild wichtigen Ecklage, Fachwerkbauten, straßenseitiges Gebäude mit Tordurchfahrt bezeichnet 1806, Durchfahrtsscheune von 1809, kleines Wohnhaus und großes Wohnstallhaus mit Sichtfachwerk (18. Jahrhundert), Wassertrog aus Rochlitzer Porphyrtuff, bemerkenswerte Werkzeugeinrichtung einer Schmiedewerkstatt, wissenschaftlich-dokumentarischer Wert, Bedeutung für die Volksbildung, baugeschichtlich, ortsgeschichtlich und ortsbildprägend von Bedeutung | 08966542 |
| Direkt Bild zu diesem Denkmal hochladen | Waagehäuschen mit Wägeeinrichtung | Kaditzsch (Karte)                    | 2. Hälfte 20. Jahrhundert (Waagehaus) | selten in derart ortszentraler Lage befindlicher Wirtschaftsbau, technikgeschichtlich von Bedeutung | 08966544 |
|                                         | Königlich-Sächsische Meilensteine (Sachgesamtheit) | Kleinbardau (Karte)                  | 1. Hälfte 19. Jahrhundert (Halbmeilenstein) | Meilenstein; verkehrsgeschichtlich von Bedeutung | 09257837 |
| Direkt Bild zu diesem Denkmal hochladen | Eisenbahnbrücke der Strecke Borna–Großbothen (Querbahn) | Kleinbardau (Karte)                  | 1920–1937 (Eisenbahnbrücke) | eisenbahngeschichtliches und verkehrstechnisches Denkmal | 09259980 |
| Direkt Bild zu diesem Denkmal hochladen | Wohnhaus und Scheune einer ehemaligen Wassermühle | Kleinbothen (Karte)                  | nachträglich bezeichnet 1792 (Mühle) | Wohnhaus landschaftstypischer Fachwerkbau, ortsbildprägende Lage, heimatgeschichtliche und baugeschichtliche Bedeutung | 08974433 |
| Weitere Bilder                          | Viadukt Kössern; Eisenbahnstrecke Borsdorf – Coswig | Kössern (Karte)                      | 1866–1867, später überformt (Viadukt) | Eisenbahnbrücke über die Mulde; siehe auch Gemeinde Colditz westlicher Teil der Brücke Gemarkung Sermuth (siehe Obj. 09305773), östlicher Teil der Brücke Gemarkung Kössern, verkehrsgeschichtlich von Bedeutung | 08974507 |
| Weitere Bilder                          | Straßenbrücke über die Mulde | Kössern (Karte)                      | 1888 (Straßenbrücke) | sechsbogige steinerne Brücke, in Richtung Großbothen, verkehrsgeschichtlich von Bedeutung | 08974459 |
|                                         | Teichmühle Kössern | (Karte)                              | Mitte 19. Jahrhundert (Mühle) | Wohnhaus eines Mühlenanwesens und Bergkeller auf dem Grundstück; alte Teichmühle am Schwarzen Teichbach, ortshistorische Bedeutung | 08974501 |
| Direkt Bild zu diesem Denkmal hochladen | Wohnhaus eines Mühlenanwesens | Motterwitz (Karte)                   | Anfang 19. Jahrhundert (Müllerwohnhaus) | zum Teil in Fachwerkbauweise, als ehemaliges Mühlgut von ortshistorischer Bedeutung | 08974811 |
| Direkt Bild zu diesem Denkmal hochladen | Zwei Seitengebäude eines ehemaligen Vierseithofes sowie Wäschemangel | Muschau (Karte)                      | 1844 lt. Auskunft (Seitengebäude) | Zeugnis bäuerlicher Bau- und Wirtschaftsweise des 19. Jahrhunderts in Fachwerkbauweise, stattliche Hofanlage, baugeschichtlich und ortsgeschichtlich von Bedeutung, Wäschemangel sozialgeschichtlich und technikgeschichtlich bedeutend | 08974821 |
| Direkt Bild zu diesem Denkmal hochladen | Transformatorenturm | Muschau (Karte)                      | um 1920 (Transformatorenstation) | als Zeugnis der Elektrifizierung der Region, technikgeschichtlich von Bedeutung | 08974819 |
| Direkt Bild zu diesem Denkmal hochladen | Wegestein | Mutzschen (Karte)                    | 19. Jahrhundert (Wegestein) | alte Ortslage Böhlitz, aus Sandstein auf Ziegelsteinsockel, pyramidale Spitze, mit Inschrift, verkehrsgeschichtlich von Bedeutung | 08974312 |
| Direkt Bild zu diesem Denkmal hochladen | Königlich-Sächsische Meilensteine (Sachgesamtheit) | Mutzschen (Karte)                    | 2. Hälfte 19. Jahrhundert (Meilenstein) | Meilenstein; zum Wegestein umgearbeitet, verkehrsgeschichtlich von Bedeutung | 08974298 |
| Weitere Bilder                          | Windmühle Mutzschen | Mutzschen An der Rolle 4 (Karte)     | 2. Hälfte 19. Jahrhundert (Windmühle) | Turmholländer; technikgeschichtlich und ortsgeschichtlich von Bedeutung | 08974275 |
| Weitere Bilder                          | Wasserstation | Mutzschen Berggasse 37 (Karte)       | Mitte 1930er Jahre (Wasserhochbehälter) | Putzbau mit Natursteingliederung, technikgeschichtlich und ortsgeschichtlich von Bedeutung | 08974325 |
| Weitere Bilder                          | Kursächsische Postmeilensäulen (Sachgesamtheit) | Mutzschen (Karte)                    | bezeichnet 1723 (Postdistanzsäule) | Postmeilensäule; Kopie einer Distanzsäule, verkehrsgeschichtlich von Bedeutung | 08974246 |
| Weitere Bilder                          | Bahnhof Mutzschen | Mutzschener Bahnhofstraße 73 (Karte) | 1895 (Bahnhof) | Ehemaliger Bahnhof der Eisenbahnstrecke Mügeln–Neichen, mit Nebengebäude; Bahnhofsgebäude einer stillgelegten Schmalspurbahnstrecke, ortshistorisch bedeutender Bahnhof mit Anklängen des Schweizer Stils | 08974276 |
| Direkt Bild zu diesem Denkmal hochladen | Zählstein | Nauberg (Karte)                      | 13./15. Jahrhundert (Zählstein) | mittelalterlicher Stein zur Abnahme des Zehnten am Zahltag, von kulturhistorischer Bedeutung | 08974566 |
| Weitere Bilder                          | Nauberger Holländermühle | (Karte)                              | 1911 (Mühle) | Turmholländer, mit Anbau und technischer Ausstattung; Standort einer Windmühle bereits um kartographisch 1800 belegt, ortsgeschichtlich und technikgeschichtlich von Bedeutung | 08974571 |
| Direkt Bild zu diesem Denkmal hochladen | Wäschemangel (im Nebengebäude) | Nerchau (Karte)                      | um 1920 (Wäschemangel) | technikgeschichtlich von Bedeutung | 08973678 |
| Weitere Bilder                          | Bahnhof Nerchau; Eisenbahnstrecke Glauchau – Wurzen (Muldentalbahn) | (Karte)                              | 1908 (Bahnhof) | Empfangsgebäude mit angrenzender Bahnunterführung; dreiteiliger Putzbau mit Klinkergliederungen, ehemals Teil der Muldentalbahn Glauchau–Wurzen, verkehrsgeschichtlich von Bedeutung | 08973523 |
| Weitere Bilder                          | Windmühle Nerchau | (Karte)                              | 2. Hälfte 19. Jahrhundert (Mühle) | Turmholländer; landbildprägende Windmühle, von ortsgeschichtlicher Bedeutung | 08973671 |
| Direkt Bild zu diesem Denkmal hochladen | Wohnhaus (Zur Ponicke 2), Scheune, Seitengebäude (Zur Ponicke 4), weiteres Seitengebäude und Toreinfahrt eines Vierseithofes, dazu Werkstattgebäude (Staupitzstraße 4) mit Lagerhalle, weitere Toreinfahrt und Handschwengelpumpe | Ostrau (Karte)                       | bezeichnet 1854 (Wohnhaus); bezeichnet 1909 (Werkstatt); bezeichnet 1798 (Scheune) | Wohnhaus stattlicher Putzbau mit Zwillingsfenster im Giebel, als ehemalige Schmiede (später Landmaschinenbau) und Holzwerkstatt von ortsgeschichtlicher und bauhistorischer Bedeutung | 08974806 |
| Direkt Bild zu diesem Denkmal hochladen | Wohnhaus (Zur Ponicke 2), Scheune, Seitengebäude (Zur Ponicke 4), weiteres Seitengebäude und Toreinfahrt eines Vierseithofes, dazu Werkstattgebäude (Staupitzstraße 4) mit Lagerhalle, weitere Toreinfahrt und Handschwengelpumpe | Ostrau (Karte)                       | bezeichnet 1854 (Wohnhaus); bezeichnet 1909 (Werkstatt); bezeichnet 1798 (Scheune) | Wohnhaus stattlicher Putzbau mit Zwillingsfenster im Giebel, als ehemalige Schmiede (später Landmaschinenbau) und Holzwerkstatt von ortsgeschichtlicher und bauhistorischer Bedeutung | 08974806 |
| Weitere Bilder                          | Prösitzer Windmühle | (Karte)                              | bezeichnet 1804 (Müllerwohnhaus); 1811 (Mühle) | Bockwindmühle (Nr. 18a) sowie Wohnhaus (Nr. 18), Seitengebäude und Einfriedung eines Mühlenanwesens; ortsgeschichtlich und technikgeschichtlich von Bedeutung | 08974299 |
| Direkt Bild zu diesem Denkmal hochladen | Grube Flora | Ragewitz (Karte)                     | 1902 (Bergbauanlage) | Schachtgebäude mit zwei daran angebauten Nebengebäuden (Maschinenhäuser) und Einfriedung; seltenes Zeugnis des Braunkohlenbergbaus in Tiefbauweise im Leipziger Land, technikgeschichtlich und regionalgeschichtlich von Bedeutung | 08974557 |
| Direkt Bild zu diesem Denkmal hochladen | Schaddelmühle | Schaddel (Karte)                     | 1550 Ersterwähnung (Mühle); im Kern 18. Jahrhundert (Mühle); 1. Hälfte 19. Jahrhundert (Nebengebäude) | Ehemalige Mühle und Nebengebäude mit künstlerischer Ausstattung (ehemaliges Wohn- und Atelierhaus von Horst Skorupa); Wassermühle in Fachwerkbauweise, Atelierhaus des Künstlers und Keramikers Horst Skorupa (1941–2004), ortsgeschichtliche und bauhistorische sowie künstlerische und wissenschaftliche Bedeutung | 08974438 |
|                                         | Transformatorenturm | Schaddel (Karte)                     | um 1915 (Transformatorenstation) | Pagodentyp, regionalgeschichtlich als Zeugnis der Elektrifizierung und technikgeschichtlich von Bedeutung | 08974439 |
| Direkt Bild zu diesem Denkmal hochladen | Bahnwärterhaus Schaddel; Eisenbahnstrecke Glauchau – Wurzen (Muldentalbahn) | Schaddel (Karte)                     | um 1876 (Bahnwärterhaus) | Bahnwärterhaus mit Nebengebäude; zur Eisenbahnstrecke Glauchau–Wurzen (Muldentalbahn) gehörend, Typenbau eines Bahnwärterhauses der 3. Klasse mit dem dazugehörigen Nebengebäude, 1866 errichtet, eines der letzten verbliebenen Bahnwärterhauser der Strecke, baugeschichtlich und verkehrsgeschichtlich von Bedeutung | 08974440 |
| Direkt Bild zu diesem Denkmal hochladen | Wegestein | Schaddel (Karte)                     | 19. Jahrhundert (Wegestein) | Porphyr ohne Inschrift, verkehrsgeschichtlich von Bedeutung | 08974441 |
| Weitere Bilder                          | Roitzscher Paltrockmühle | Schkortitz (Karte)                   | um 1900 (Mühle) | Paltrockwindmühle (mit technischer Ausstattung); Mühle 2009 in Wurzen OT Roitzsch (Nemter Weg) abgetragen, Wiederaufbau 2013 am neuen Standort (Grimma, OT Schkortitz) beendet, technikgeschichtlich von Bedeutung | 09255779 |
| Direkt Bild zu diesem Denkmal hochladen | Wohnhaus mit Schmiede (einschließlich Schmiedeausstattung und Gewölbekeller) | Schkortitz (Karte)                   | um 1820 (Schmiede) | Mittelflurhaus mit Schmiede, wissenschaftlich-dokumentarischer Wert, Seltenheitswert, ortshistorisch und technikgeschichtlich von Interesse | 08966562 |
| Direkt Bild zu diesem Denkmal hochladen | Eisenbahnstrecke Glauchau – Wurzen (Muldentalbahn) | Schmorditz (Karte)                   | 1875–1877 (Eisenbahnbrücke) | Eisenbahnbrücke über den Thielbach; Brücke an der Eisenbahnstrecke Glauchau–Wurzen (Muldentalbahn), Bogenbrücke, verkehrsgeschichtlich von Bedeutung | 08973674 |
| Direkt Bild zu diesem Denkmal hochladen | Transformatorenstation und angrenzend zwei Freileitungsmasten | Schmorditz (Karte)                   | um 1915 (Transformatorenstation) | Zeugnis der Elektrifizierung, regionaltypisches pagodenförmiges Trafohäuschen, Masten in Stahlfachwerkausführung wahrscheinlich jüngeren Datums, versorgungsgeschichtliche und technikgeschichtliche von Bedeutung | 08973522 |
| Direkt Bild zu diesem Denkmal hochladen | Neumühle | Zeunitz (Karte)                      | bezeichnet 1813 (Mühle) | Mühle und Seitengebäude; stattlicher Putzbau mit Segmentbogenportalen, ortsgeschichtlich und technikgeschichtlich von Bedeutung | 08974581 |

## Groitzsch, Stadt
| Bild                                    | Bezeichnung                                      | Lage    | Datierung                                           | Beschreibung | ID       |
| --------------------------------------- | ------------------------------------------------ | ------- | --------------------------------------------------- | --- | -------- |
| Direkt Bild zu diesem Denkmal hochladen | Kursächsische Postmeilensäulen (Sachgesamtheit)  | (Karte) | bezeichnet 1722 (Viertelmeilenstein)                | Postmeilensäule; Kopie eines Viertelmeilensteins (zum Teil original), versetzt, verkehrsgeschichtlich und regionalgeschichtlich von Bedeutung | 09258330 |
| Direkt Bild zu diesem Denkmal hochladen | Berndorfer Mühle                                 | (Karte) | um 1737 (Mühle); 1773 Dendro (Seitengebäude)        | Mühlengebäude, zwei Seitengebäude, Scheune und Mühlgraben eines Mühlenanwesens, mit Mühlentechnik; guterhaltene Mühlenanlage mit besonderen Details, die bis in das 16. Jahrhundert zurückreichen, teils Fachwerk-, teils Massivbauweise, im nördlichen Seitengebäude bemerkenswerte Raumausmalung im Rokokostil, baugeschichtlich, ortsgeschichtlich, kulturgeschichtlich und technikgeschichtlich von Bedeutung | 09258357 |
|                                         | Transformatorenstation                           |         | um 1925 (Transformatorenstation)                    | Pagodentyp, Zeugnis für die Entwicklung der Energieversorgung in der Region, technikgeschichtlich von Bedeutung | 09304765 |
|                                         | Marienbrücke                                     | (Karte) | 1879 (Straßenbrücke)                                | Straßenbrücke über die Schwennigke; zweibogige Steinbrücke über die Schwennigke auf der alten Verbindungsstraße Groitzsch–Pegau, verkehrsgeschichtliche Bedeutung | 09305052 |
| Direkt Bild zu diesem Denkmal hochladen | Bahnsteigüberdachung                             | (Karte) | um 1900 (Bahnsteigüberdachung)                      | Holzkonstruktion, letzter erhaltener Teil der historischen Bahnsteigbauten des Groitzscher Bahnhofs, ortsgeschichtlich und verkehrsgeschichtlich von Bedeutung Empfangsgebäude um 2008 abgebrochen | 09257994 |
| Direkt Bild zu diesem Denkmal hochladen | Stadtmühle                                       | (Karte) | bezeichnet 1928 (Mühle); bezeichnet 1805 (Wohnhaus) | Wohnhaus (Mühlstraße 32) mit Mühlenanbau (An der Schnauder 14) sowie Nebengebäude eines Mühlenanwesens; anschaulich erhaltenes Mühlengebäude aus verschiedenen Bauphasen, Wohnhaus Obergeschoss Fachwerk, Nebengebäude ebenfalls in Fachwerk, keine technische Ausstattung erhalten, ortsgeschichtlich und technikgeschichtlich von Bedeutung                                                                     | 09257966 |
| Direkt Bild zu diesem Denkmal hochladen | Schuhfabrik »Meischke & Söhne«, später »Saxonia« | (Karte) | 1868, später überformt (Fabrik)                     | Ehemaliges Schuhfabrikgebäude, heute Wohnhaus (zwei Adressen: Markt 10a und Graf-Wiprecht-Straße 3), in Ecklage zur Graf-Wiprecht-Straße; einfach strukturierte Putzfassade, gründerzeitliches Fabrikgebäude von baugeschichtlich, technikgeschichtlich und städtebaulich von Bedeutung | 09257877 |
| Direkt Bild zu diesem Denkmal hochladen | Schuhfabrik »Meischke & Söhne«, später »Saxonia« | (Karte) | 1868, später überformt (Fabrik)                     | Ehemaliges Schuhfabrikgebäude, heute Wohnhaus (zwei Adressen: Markt 10a und Graf-Wiprecht-Straße 3), in Ecklage zur Graf-Wiprecht-Straße; einfach strukturierte Putzfassade, gründerzeitliches Fabrikgebäude von baugeschichtlich, technikgeschichtlich und städtebaulich von Bedeutung | 09257877 |
| Direkt Bild zu diesem Denkmal hochladen | Stadtmühle                                       | (Karte) | bezeichnet 1928 (Mühle); bezeichnet 1805 (Wohnhaus) | Wohnhaus (Mühlstraße 32) mit Mühlenanbau (An der Schnauder 14) sowie Nebengebäude eines Mühlenanwesens; anschaulich erhaltenes Mühlengebäude aus verschiedenen Bauphasen, Wohnhaus Obergeschoss Fachwerk, Nebengebäude ebenfalls in Fachwerk, keine technische Ausstattung erhalten, ortsgeschichtlich und technikgeschichtlich von Bedeutung                                                                     | 09257966 |
| Direkt Bild zu diesem Denkmal hochladen | Alte Brauerei                                    | (Karte) | 1886 (Brauerei); 1886 (Mietshaus)                   | Ehemalige Brauerei; ehemals Wohn- und Sudhaus, Putzfassade in Formen der Neurenaissance, Putz- und Steingliederungen, Kastenerker, einige Fenster mit Bleiverglasung, stadtbildprägend, ortsgeschichtlich und baugeschichtlich von Bedeutung | 09257934 |
| Weitere Bilder                          | Wasserturm                                       | (Karte) | bezeichnet 1903–1904 (Wasserturm)                   | Wasserturm; Standgerüst und Einhausung des Wasserhochbehälters aus Stahlfachwerk, gestalterisch interessante Ingenieurbauleistung der Jahrhundertwende, Ausführung Fa. Aug. Klönne (Dortmund), städtisches Wahrzeichen, technikgeschichtlich und städtebaulich von Bedeutung, als offener Wasserhochbehälter der Bauart Barkhausen aus Stahlfachwerk in Sachsen singulär                                          | 09257809 |
| Direkt Bild zu diesem Denkmal hochladen | Wassermühle Großstolpen                          | (Karte) | 1820 (Mühle)                                        | Wohnhaus und Mühlengebäude einer Wassermühle; Wohnhaus mit Fachwerk-Obergeschoss, Mühle Putzbau, zu Wohnzwecken umgebaut, ursprünglich Klinkergliederungen, heimatgeschichtlich und technikgeschichtlich von Bedeutung | 09256061 |
|                                         | Transformatorenstation                           | (Karte) | um 1925 (Transformatorenstation)                    | Pagodentyp, im Detail gut erhaltenes Beispiel aus einer Gruppe ähnlicher Bauwerke, historisches Zeugnis der Elektrifizierung, technikgeschichtlich von Bedeutung | 09258018 |

## Großpösna
| Bild                                    | Bezeichnung                                            | Lage    | Datierung                                        | Beschreibung | ID       |
| --------------------------------------- | ------------------------------------------------------ | ------- | ------------------------------------------------ | --- | -------- |
| Direkt Bild zu diesem Denkmal hochladen | Haltepunkt Oberholz; Eisenbahnstrecke Leipzig–Geithain | (Karte) | 1887 (Wartehalle)                                | Bahnhaltepunkt Großpösna-Oberholz; Eisenbahnstrecke Leipzig–Geithain, km 16, 20, original erhaltenes Bahnhofshäuschen mit Wartehalle, eisenbahngeschichtlich von Bedeutung | 09259900 |
| Direkt Bild zu diesem Denkmal hochladen | Transformatorenturm                                    | (Karte) | nach 1900 (Transformatorenstation)               | aufwendig gestalteter gelber Klinkerbau, technikgeschichtlich von Bedeutung | 09305924 |
| Weitere Bilder                          | Bergbau-Technik-Park                                   | (Karte) | 1985 (Schaufelradbagger); 1986 (Bandabwurfgerät) | Schauanlage des Braunkohlenbergaus [sic] der Tagebaue Espenhain und Zwenkau bestehend aus Schaufelradbagger Bg. 1547, Bandabwurfgerät (Absetzer), Elektrizitätshaus, zwei Führerständen der Zwenkauer Abraumförderbrücke, ein Leergleis des Stellwerks 24 zum Stellwerk 6, eine elektrische Grubenlok 4-1137-100-B3 der Baureihe EL2, ein Eisenbahnanhänger, Dispatcherturm, Bandanlage, Vorfeldfreimachung und Filterbrunnenentwässerung; letzte Zeugnisse der Maschinentechnik und Infrastrukturanlagen des historischen Braunkohlentagebaus im Südraum Leipzig, technikgeschichtlich und bergbaugeschichtlich von Bedeutung | 09305972 |
|                                         | Kursächsische Postmeilensäulen (Sachgesamtheit)        | (Karte) | bezeichnet 1722 (Viertelmeilenstein)             | Postmeilensäule; vermutlich Kopie eines Viertelmeilensteins, Poststraße Dresden–Waldheim–Colditz–Grimma–Leipzig regionalgeschichtlich und verkehrsgeschichtlich von Bedeutung | 09259461 |
|                                         | Seifertshainer Windmühle                               | (Karte) | 1748 (Mühle)                                     | Paltrockwindmühle; 1945 umgebaute Bockwindmühle, von technikgeschichtlicher und landschaftsgestaltender Bedeutung | 09259451 |

## Kitzscher, Stadt
| Bild           | Bezeichnung  | Lage    | Datierung                    | Beschreibung | ID       |
| -------------- | ------------ | ------- | ---------------------------- | --- | -------- |
| Weitere Bilder | Halde Trages | (Karte) | 1938–1939 (Anlage der Halde) | Halde; nach der Sprengung des Kraftwerkes Thierbach eines der letzten Zeugnisse des Braunkohlentagebaubetriebes Espenhain, aufgrund ihrer Größe mit landschaftsprägender Wirkung, zwischen 1938/39 und 1990 als Halde sowohl für Abraum als auch nachfolgend für Asche der Ascheverspülung des Kraftwerkes Thierbach genutzt, bergbaugeschichtlich von Bedeutung, Seltenheitswert | 09306324 |

## Kohren-Sahlis, Stadt
| Bild                                    | Bezeichnung | Lage    | Datierung                                                                            | Beschreibung | ID       |
| --------------------------------------- | --- | ------- | ------------------------------------------------------------------------------------ | --- | -------- |
| Weitere Bilder                          | Kurfürstlich-Sächsischer Wegestein | (Karte) | bezeichnet 1740 (Kopie von 1977)                                                     | Wegestein; Kopie, Porphyrtuff-Pfeiler mit vergoldetem kurfürstlichen Wappen, verkehrsgeschichtlich von Bedeutung | 08971434 |
| Direkt Bild zu diesem Denkmal hochladen | Terpitzer Steinbruch | (Karte) | 19./20. Jahrhundert (Steinbruch); 2. Hälfte 20. Jahrhundert (Technische Ausstattung) | Steinbruchanlage mit Produktionsgebäude und technischer Ausstattung; Porphyrbruch mit Steinsortieranlage, durch die Gewinnung von Porphyr ortsgeschichtlich und regionalgeschichtlich von Bedeutung, durch die vorhandene technische Ausstattung erlangt die Anlage auch Seltenheitswert und technikgeschichtliche Bedeutung                                                                            | 08971902 |
| Direkt Bild zu diesem Denkmal hochladen | Burgmühle | (Karte) | bezeichnet 1759 (Mühle)                                                              | Mühlengebäude und Seitengebäude eines Mühlenanwesens; ehemalige Wassermühle, früher zur Burg Gnandstein gehörig, ortsgeschichtlich von Bedeutung | 08970787 |
| Weitere Bilder                          | Sachgesamtheit Königlich-Sächsische Triangulierung ("Europäische Gradmessung im Königreich Sachsen"); Station 119 Sahlis                               | (Karte) | 1875 (Triangulationssäule)                                                           | Triangulationssäule, Station 2. Ordnung; bedeutendes Zeugnis der Geodäsie des 19. Jahrhunderts, vermessungsgeschichtlich von Bedeutung | 08971477 |
|                                         | Lochmühle | (Karte) | 1827 (Mühlenanlagenteil)                                                             | Müllerwohnhaus, Scheune und zwei Seitengebäude eines Mühlenanwesens; ehemalige Wassermühle zum Rittergut Syhra gehörend, ohne Technik erhalten, Ensemble in Fachwerkbauweise, baugeschichtlich und ortsgeschichtlich von Bedeutung | 08971429 |
| Weitere Bilder                          | Mittelmühle Kohren | (Karte) | bezeichnet 1837 (Mühle)                                                              | Mühle; Wassermühle, später Gastwirtschaft, stattliches Gebäude mit Fachwerk-Obergeschoss, Türportal mit gerader Verdachung und originalem Türblatt aus der Erbauungszeit, baugeschichtlich und ortsgeschichtlich von Bedeutung | 08971394 |
| Direkt Bild zu diesem Denkmal hochladen | Mühle | (Karte) | 1817 (Mühle)                                                                         | ehemalige Wassermühle des Gutes am Schmiedeteich, Bruchsteinbau mit Porphyrtuffgewänden, Zugang über Bogenbrücke, über Tür Porphyrtufftafel ursprünglich mit Inschrift, ortsgeschichtlich von Bedeutung | 08971409 |
| Direkt Bild zu diesem Denkmal hochladen | Hainmühle | (Karte) | bezeichnet 1829 (Mühle); bezeichnet 1766 (Müllerwohnhaus)                            | Mühle und Wohnhaus eines Mühlenanwesens; beide Gebäude mit Fachwerk-Obergeschoss, Wohnhaus mit originaler Tür um 1820, baugeschichtlich und ortsgeschichtlich von Bedeutung | 09256442 |
| Weitere Bilder                          | Lindigtmühle | (Karte) | um 1800 (Getreidemühle); um 1925 (Mühlentechnik); um 1900 (Schrotgang)               | Mühlengebäude (mit technischer Ausstattung) und Müller-Wohnhaus; malerisches Mühlenanwesen außerhalb des Ortes neben dem Lindenvorwerk, schlichtes Mühlengebäude mit oberschlächtigem Wasserrad sowie Mühlentechnik, Wohnhaus mit vorkragender Oberlaube, Fachwerk im Obergeschoss und Krüppelwalmdach, im Inneren rekonstruierter Backofen, bau-, ortsgeschichtlich und technikgeschichtlich bedeutend | 09256814 |
| Direkt Bild zu diesem Denkmal hochladen | Wegestein |         | 19. Jahrhundert (Wegestein)                                                          | Wegweiser Narsdorf–Rochlitz, Kunststein, teilweise zerstört, Inschrift, verkehrsgeschichtlich von Bedeutung | 08971462 |
| Direkt Bild zu diesem Denkmal hochladen | Trinkwasseranlage mit technischer Ausstattung, Brunnen, unterirdischem Pumpenhaus, einem Wehr, einem Hochbehälter und den Versorgungsleitungen im Dorf | (Karte) | 1909–1912 (Wasserwerk)                                                               | Trinkwasserversorgung für die Ortslage Terpitz, einzige bekannte genossenschaftliche Trinkwasserversorgungsanlage im Land Sachsen, seit fast 100 Jahren unverändert in Betrieb, liefert unter heutigen Reinheitsbestimmungen immer noch ausreichend Trinkwasser guter Qualität, technikgeschichtlich und ortsgeschichtlich von Bedeutung                                                                | 09256886 |
| Direkt Bild zu diesem Denkmal hochladen | Straßenbrücke über die Ratte (Obergräfenhainer-Rathendorfer Bach)                                                                                      |         | 19. Jahrhundert (Straßenbrücke)                                                      | gemauerte Bruchstein-Bogenbrücke, baugeschichtlich von Bedeutung | 08971467 |
| Direkt Bild zu diesem Denkmal hochladen | Ehemalige Mühle | (Karte) | bezeichnet 1757 (Mühle)                                                              | heute Wohnhaus, mit Wilder-Mann-Figuren im Fachwerk und rundbogiger Porphyrtuff-Pforte, altertümliche Fachwerkkonstruktion, baugeschichtlich von Bedeutung | 08971464 |
| Direkt Bild zu diesem Denkmal hochladen | Mühle und dazugehörige Scheune des Mühlenanwesens | (Karte) | 1883 (Mühle)                                                                         | ehemalige Mahl- und Schneidemühle, Mühlengebäude mit Fachwerk-Obergeschoss, Straßengiebel verschiefert (Ziergiebel), Fachwerk-Scheune, baugeschichtlich und ortsgeschichtlich von Bedeutung | 08971469 |

## Lossatal
| Bild                                    | Bezeichnung                                                        | Lage                                         | Datierung                                                                 | Beschreibung | ID       |
| --------------------------------------- | ------------------------------------------------------------------ | -------------------------------------------- | ------------------------------------------------------------------------- | --- | -------- |
|                                         | Königlich-Sächsische Meilensteine (Sachgesamtheit); Kilometerstein | (Karte)                                      | 2. Hälfte 19. Jahrhundert (Meilenstein); um 1900 (Kilometerstein)         | Meilenstein; Halbmeilenstein, Straße zwischen Falkenhain und Schildau, Kilometer 13, 826, umgearbeitet zum Kilometerstein, verkehrsgeschichtliche Bedeutung                                                                    | 08972660 |
|                                         | Dampfmolkerei und Weichkäserei Falkenhain; Feinkäserei Zimmermann  | (Karte)                                      | um 1910 (Molkerei); 1970 (Kessel- und Maschinenhaus); um 1910 (Lagerhaus) | Fabrikgebäude (Molkerei) mit Kesselhaus, Schornstein, Hofpflaster sowie Stall- und Lagerhaus; Putzbauten mit Ziegelgliederung, technisches Denkmal, ortsgeschichtlich von Bedeutung                                            | 08972620 |
|                                         | Wegestein                                                          | Frauwalde (Karte)                            | 19. Jahrhundert (Wegestein)                                               | Sandsteinstele, Inschriften, verkehrsgeschichtliche Bedeutung | 08972662 |
|                                         | Eisenbahnstrecke Wurzen–Eilenburg                                  | Großzschepa Am Klärwerk 1 (neben) (Karte)    | zw. 1919 u. 1927 (Eisenbahnbrücke)                                        | Eisenbahnbrücke; verkehrsgeschichtlich und baugeschichtlich von Bedeutung | 08971481 |
|                                         | Große Mühle                                                        | Heyda Mühlengasse 4 (Karte)                  | 1882 lt. Auskunft (Mühle)                                                 | Mühle mit technischer Ausstattung sowie Mühlgraben; ehemals zum Rittergut Heyda gehörig, Wassermühle in landschaftsprägender Lage mit ortsgeschichtlicher Bedeutung                                                            | 08972647 |
|                                         | Lossabrücke; Eisenbahnstrecke Wurzen–Eilenburg                     | Kleinzschepa (Karte)                         | zw. 1919 u. 1927 (Eisenbahnbrücke)                                        | Eisenbahnbrücke mit Flügelmauern; 40 Meter lange Stahlbetonbrücke über die Lossa-Niederung, aufgrund ihrer Konstruktion und Gestaltung von Seltenheitswert sowie verkehrsgeschichtlich und baugeschichtlich von Bedeutung      | 08971480 |
|                                         | Eisenbahnstrecke Wurzen–Eilenburg                                  | Kleinzschepa Am Bahnhof 11 (neben) (Karte)   | zw. 1919 u. 1927 (Eisenbahnbrücke)                                        | Eisenbahnbrücke; verkehrsgeschichtlich von Bedeutung | 08971478 |
|                                         | Alte Ziegelei                                                      | Kühnitzsch Körlitzer Straße 9 (Karte)        | 19. Jahrhundert (Ziegelei)                                                | restaurierter Rest eines ehemaligen Brennofens, von technikgeschichtlicher Bedeutung | 08972692 |
| Weitere Bilder                          | Bockwindmühle Kühnitzsch                                           | Kühnitzsch Mühlenweg 6 (Karte)               | 1812 (Mühle); 1812 (Getreidemühle)                                        | Bockwindmühle mit historischer Mühlentechnik; weitestgehend original erhaltene, voll funktionsfähige Mühle mit technischer Ausstattung, restauriert, auf ummauertem Bock stehend, technikgeschichtlich von Bedeutung           | 08972693 |
|                                         | Wegestein                                                          | Kühnitzsch Zum Buchholz 12 (vor) (Karte)     | 19. Jahrhundert (Wegestein)                                               | Sandsteinstele, Inschriften in der Einheit Wegestunden, verkehrsgeschichtlich von Bedeutung | 08972696 |
|                                         | Eisenbahnstrecke Wurzen–Eilenburg                                  | Lüptitz (Karte)                              | zw. 1919 u. 1927 (Eisenbahnbrücke)                                        | Eisenbahnbrücke; verkehrsgeschichtlich von Bedeutung | 08971507 |
|                                         | Eisenbahnstrecke Wurzen–Eilenburg                                  | Lüptitz (Karte)                              | zw. 1919 u. 1927 (Eisenbahnbrücke)                                        | Eisenbahnbrücke; verkehrsgeschichtlich von Bedeutung | 08971506 |
| Weitere Bilder                          | Holländermühle Meltewitz                                           | Börlner Straße 22 (Karte)                    | 1. Hälfte 19. Jahrhundert (Mühle)                                         | Turmholländer; gedrungene konisch errichtete Windmühle, ohne technische Ausstattung, nördlich der alten Ortslage Knatewitz, typischer Mühlenbau der Region, von landschaftsgestaltender Bedeutung                              | 08972683 |
|                                         | Straßenbrücke über die Lossa                                       | Müglenz Birkenweg - (Karte)                  | 16. Jahrhundert (Straßenbrücke)                                           | steinerne Bogenbrücke, technikgeschichtlich und ortsgeschichtliche Bedeutung | 08971495 |
|                                         | Brauerei des Rittergutes                                           | Müglenz Müglenzer Dorfstraße 3 (bei) (Karte) | 19. Jahrhundert (Brauerei)                                                | Massivbau, Erdgeschoss verputzt, Obergeschoss Ziegelfassade, als Teil des ehemaligen Rittergutes ortsgeschichtlich und kulturgeschichtlich bedeutsam                                                                           | 08971494 |
|                                         | Wegestein                                                          | Thammenhain (Karte)                          | 19. Jahrhundert (Wegestein)                                               | quadratischer Grundriss, Inschriften und Richtungspfeile, verkehrsgeschichtliche Bedeutung | 08972658 |
| Direkt Bild zu diesem Denkmal hochladen | Wegestein                                                          | Thammenhain                                  | 19. Jahrhundert (Wegestein)                                               | quadratischer Grundriss, Inschriften, Richtungspfeil, verkehrsgeschichtliche Bedeutung | 08972652 |
| Direkt Bild zu diesem Denkmal hochladen | Wegestein                                                          | Thammenhain                                  | 19. Jahrhundert (Wegestein)                                               | verkehrsgeschichtliche Bedeutung | 08972651 |
|                                         | Wegestein                                                          | Thammenhain (Karte)                          | 19. Jahrhundert (Wegestein)                                               | Sandsteinstele, Inschriften mit Richtungspfeil, verkehrshistorische Bedeutung | 08972650 |
| Weitere Bilder                          | Holländermühle Voigtshain                                          | (Karte)                                      | 1888 (Wetterfahne)                                                        | Turmholländer mit technischer Ausstattung; letzte der ehemals vier Windmühlen in der Umgebung von Voigtshain, landschaftsprägende Lage am Ortseingang von Voigtshain, ortsgeschichtlich und technikgeschichtlich von Bedeutung | 08972631 |

## Machern
| Bild                                    | Bezeichnung                                                                   | Lage                                  | Datierung                                           | Beschreibung | ID       |
| --------------------------------------- | ----------------------------------------------------------------------------- | ------------------------------------- | --------------------------------------------------- | --- | -------- |
| Weitere Bilder                          | Wegestein                                                                     | Dögnitz Dögnitz 1 (gegenüber) (Karte) | 19. Jahrhundert (Wegestein)                         | Sandstein, Inschrift außergewöhnlich gestaltet, verkehrsgeschichtlich von Bedeutung | 08973033 |
| Direkt Bild zu diesem Denkmal hochladen | Wegestein                                                                     | Lübschütz (Karte)                     | 19. Jahrhundert, heute Kopie (Wegestein)            | Kopie, Inschriften, von verkehrshistorischer Bedeutung | 08973002 |
|                                         | Ausweichführungsstelle des Leiters der Bezirksverwaltung für Staatssicherheit | Lübschütz (Karte)                     | 1968–1972 (Bunker)                                  | Bunkeranlage; mit Be- und Entlüftungsstutzen, Ausstattung, Lagerhalle mit Hundelaufanlage, drei Sichtblenden, Wohnhaus mit Garage, drei Bungalows, Sozialgebäude, Hundezwinger, Plattenweg, Werkstattgebäude, Schauer, Garage gegenüber Haupteingang in Lagerhalle, Einfriedung des Geländes mit Betonsäulen und Maschendrahtzaun, Eisentore, zwei Strommasten mit Überlandleitung und Umspannstation sowie zwei Verteilerkästen der Energiewirtschaft am Zaun neben dem Eingang zum Wohnhaus des ehemaligen Objektleiters, einziges erhaltenes Geschichtszeugnis für die Planungsabsichten des Staatssicherheitsapparates in Sachsen, von wissenschaftlicher Bedeutung | 08973005 |
|                                         | Transformatorenturm                                                           | Lübschütz (Karte)                     | 1. Drittel 20. Jahrhundert (Transformatorenstation) | in aufwendiger Gestaltung, Zeugnis der Elektrifizierung, versorgungs- und technikgeschichtlich von Bedeutung | 08973001 |
| Weitere Bilder                          | Eisenbahndenkmal; Leipzig-Dresdner Eisenbahn                                  | Machern Polenzer Straße - (Karte)     | um 1840 (LDE-Steine); 1986 (Gedenktafel)            | Gedenkstein flankiert von zwei LDE-Steinen (Markierungssteinen der Leipzig-Dresdner Eisenbahn-Compagnie); Gedenkstein zum Beginn der Erdarbeiten für die erste deutsche Ferneisenbahnstrecke Leipzig–Dresden bei Machern 1836, daneben zwei Markierungssteine der Leipzig-Dresdner Eisenbahn-Compagnie, von eisenbahngeschichtlicher und ortshistorischer Bedeutung | 08972986 |
|                                         | Wegestein                                                                     | Plagwitz (Karte)                      | 19. Jahrhundert (Wegestein)                         | Sandstein, Inschriften, verkehrshistorische Bedeutung | 08972999 |
|                                         | Transformatorenstation                                                        | Püchau (Karte)                        | um 1915 (Transformatorenstation)                    | seltene, konische Bauform, Zeugnis der Elektrifizierung, versorgungs- und technikgeschichtlich von Bedeutung | 08973035 |
|                                         | Wegestein                                                                     | Plagwitz (Karte)                      | 19. Jahrhundert, erneuert (Wegestein)               | Sandstein, Inschriften, von verkehrsgeschichtlicher Bedeutung | 08972997 |
| Weitere Bilder                          | Röhrenbrücke; Aquädukt                                                        | (Karte)                               | 1912 (Aquädukt)                                     | Aquädukt über die Mulde; Betriebsanlage des Wasserwerkes Canitz für Rohrleitungen über die Mulde zur Wasserversorgung Leipzigs, (siehe auch Gemeinde Thallwitz nordöstlicher Teil der Brücke Gemarkung Canitz, Obj. 08972261), ortsgeschichtlich und technikgeschichtlich von Bedeutung | 09305762 |
| Weitere Bilder                          | Wegestein                                                                     | Püchau (Karte)                        | 19. Jahrhundert, Schrift erneuert (Wegestein)       | Sandstein, Inschrift, verkehrshistorische Bedeutung | 08973010 |
| Direkt Bild zu diesem Denkmal hochladen | Bogenbrücke mit Inschrifttafel                                                | Püchau Hauptstraße - (Karte)          | bezeichnet 1655 (Brücke)                            | verkehrshistorisch bedeutende Straßenbrücke mit altem Straßenpflaster ein für das Ortsbild wichtiges Ensemble | 08973025 |
| Weitere Bilder                          | Sachsenmühle; Holländermühle Püchau                                           | Püchau (Karte)                        | bezeichnet 1888 (Mühle)                             | Mühlgut mit Turmholländer und Scheune; Mühle in landschaftsprägender Insellage, ortsgeschichtlich und technikgeschichtlich von Bedeutung | 08973008 |
| Direkt Bild zu diesem Denkmal hochladen | Petersbrücke; Kirchbrücke                                                     | Püchau (Karte)                        | bezeichnet 1564 (Brücke)                            | Bogenbrücke; zwischen Kirche und Schloss, straßenbildprägende Brücke von ortshistorischer Bedeutung | 08973012 |

## Markkleeberg, Stadt
| Bild                                    | Bezeichnung                                            | Lage    | Datierung                                                                                                 | Beschreibung | ID       |
| --------------------------------------- | ------------------------------------------------------ | ------- | --- | --- | -------- |
| Weitere Bilder                          | Bahnhof Gaschwitz                                      | (Karte) | 1914 (Bahnhof, Hauptstraße 312); 1870er Jahre (Alter Bahnhof, Alte Überfahrt 1); um 1914 (Bahnsteighalle) | Bahnhof mit Empfangsgebäude (Hauptstraße 312, mit Bahnhofs-Gaststätte), altem Bahnhofsgebäude (Alte Überfahrt 1), drei Bahnsteigüberdachungen mit Pflasterung, Stellwerk (an der Unterführung); architektonisch bemerkenswerter Putzbau im Reformstil um 1910, erster Bahnhof der Sekundärbahn Sachsens Gaschwitz–Plagwitz–Lindenau von 1877 bis 1879, ortsgeschichtliche, baugeschichtliche, regionalgeschichtliche, verkehrsgeschichtliche und städtebauliche Bedeutung | 09256740 |
| Direkt Bild zu diesem Denkmal hochladen | Glaserei- und Tischlereibetrieb Karl Mahn (ehem.)      | (Karte) | 1931–1932, im Kern älter (Werkstatt)                                                                      | Fabrikationsgebäude; typischer Bau eines kleinen Industrie- oder Gewerbebetriebs, ansprechende Gestaltung in den Formen der Zeit um 1930, ortsgeschichtliche und baugeschichtliche Bedeutung | 09256714 |
| Direkt Bild zu diesem Denkmal hochladen | Bahnhof Gaschwitz                                      | (Karte) | 1914 (Bahnhof, Hauptstraße 312); 1870er Jahre (Alter Bahnhof, Alte Überfahrt 1); um 1914 (Bahnsteighalle) | Bahnhof mit Empfangsgebäude (Hauptstraße 312, mit Bahnhofs-Gaststätte), altem Bahnhofsgebäude (Alte Überfahrt 1), drei Bahnsteigüberdachungen mit Pflasterung, Stellwerk (an der Unterführung); architektonisch bemerkenswerter Putzbau im Reformstil um 1910, erster Bahnhof der Sekundärbahn Sachsens Gaschwitz–Plagwitz–Lindenau von 1877 bis 1879, ortsgeschichtliche, baugeschichtliche, regionalgeschichtliche, verkehrsgeschichtliche und städtebauliche Bedeutung | 09256740 |
| Direkt Bild zu diesem Denkmal hochladen | Batschke-Floßgraben; Elsterfloßgraben (Sachgesamtheit) | (Karte) | 1608–1610 (Floßgraben)                                                                                    | Sachgesamtheitsbestandteil der Sachgesamtheit Elsterfloßgraben: Floßgraben (siehe auch Sachgesamtheitsliste, Obj. 09304747); künstlich angelegter, der Landschaftsform angepasster Floßgraben mit Anfangsstück (sogenannte Batschke) auf Markkleeberger bzw. Zwenkauer Gebiet, im Connewitzer Holz (südlicher Auewald) in die Pleiße mündend, regionalgeschichtlich und technikgeschichtlich von Bedeutung | 09305752 |
| Direkt Bild zu diesem Denkmal hochladen | Elsterfloßgraben (Sachgesamtheit)                      | (Karte) | um 1915 (Brücke); um 1600 (Floßgraben)                                                                    | Einzeldenkmal der Sachgesamtheit Elsterfloßgraben: Brücke (bei Mehringstraße 8) – (siehe Sachgesamtheitsliste, Obj. 09304747); die Kombination von künstlich geschaffenen Gräben und natürlichen Wasserverläufen macht den Elsterfloßgraben zu einem bedeutenden Zeugnis der Wasserbaukunst des 17. Jahrhunderts mit hohem regionalgeschichtlichen Wert | 09256645 |
| Direkt Bild zu diesem Denkmal hochladen | Bergbau-Technik-Park                                   |         | 1986 (Bandabwurfgerät); 1985 (Schaufelradbagger)                                                          | Schauanlage des Braunkohlebergbaus der Tagebaue Espenhain und Zwenkau bestehend aus Schaufelradbagger Bg. 1547, Bandabwurfgerät (Absetzer), Elektrizitätshaus, zwei Führerständen der Zwenkauer Abraumförderbrücke, ein Leergleis des Stellwerks 24 zum Stellwerk 6, zwei Elektromotiven [sic], ein Eisenbahnanhänger, Dispatcherturm, Bandanlage, Vorfeldfreimachung und Filterbrunnenentwässerung; letzte Zeugnisse der Maschinentechnik und Infrastrukturanlagen des historischen Braunkohlentagebaus im Südraum Leipzig, Objekt streckt sich auch in die Gemeinde Großpösna, Gemarkung Güldengossa (Objekt-Nr. 09305972), technikgeschichtlich und bergbaugeschichtlich von Bedeutung | 09305976 |
| Weitere Bilder                          | Königlich-Sächsische Meilensteine (Sachgesamtheit)     | (Karte) | 1858 (Meilenstein)                                                                                        | Meilenstein; Ganzmeilenstein, markiert ehemalige Poststraße Leipzig–Rötha–Borna; verkehrsgeschichtlich von Bedeutung | 09256635 |
| Direkt Bild zu diesem Denkmal hochladen | Kilometerstein                                         | (Karte) | 1875 (Kilometerstein)                                                                                     | Streckenmarkierungsstein, typische Ausführung in Sandstein mit oben abgerundetem Abschluss, verkehrsgeschichtlich von Bedeutung | 09256641 |
| Weitere Bilder                          | Bahnhof Markkleeberg                                   | (Karte) | 1889 Eröffnung Bahnlinie (Bahnhof); 1904 (Empfangsgebäude)                                                | Empfangsgebäude eines Personenbahnhofs; Strecke Leipzig-Plagwitz–Hof, Putz-Klinker-Bau in Jugendstilformen, ortsgeschichtliche, verkehrsgeschichtliche und baugeschichtliche Bedeutung | 09256140 |
| Weitere Bilder                          | Wasserturm                                             | (Karte) | 1904 (Wasserturm)                                                                                         | Wasserturm; heute Wohnhaus, verputzter Ziegelbau mit Laterne und geschweifter Haube, technikgeschichtliche, baugeschichtliche und städtebauliche Bedeutung | 09256468 |

## Markranstädt, Stadt
| Bild                                    | Bezeichnung                                                                                        | Lage    | Datierung                                                        | Beschreibung | ID       |
| --------------------------------------- | -------------------------------------------------------------------------------------------------- | ------- | ---------------------------------------------------------------- | --- | -------- |
| Weitere Bilder                          | Windmühle Göhrenz                                                                                  | (Karte) | 2. Hälfte 19. Jahrhundert (Mühle)                                | Turmholländer; heute Wohnhaus, ortshistorische Bedeutung | 09257380 |
| Weitere Bilder                          | Bahnhof Göhrenz-Albersdorf; Eisenbahnstrecke Leipzig – Plagwitz – Pörsten                          | (Karte) | 1897 (Bahnhof)                                                   | Empfangsgebäude und Toilettenhäuschen eines Bahnhofes; heute Wohnhaus, Empfangsgebäude der Eisenbahnstrecke Leipzig-Plagwitz–Pörsten, gründerzeitlicher Ziegelbau mit Krüppelwalmdach, ortsgeschichtlich und verkehrsgeschichtlich von Bedeutung | 09257373 |
| Direkt Bild zu diesem Denkmal hochladen | Heizkraftwerk Kulkwitz (ehem.)                                                                     | (Karte) | um 1960 (Schaltzentrale)                                         | Schaltwarte eines ehemaligen Kraftwerks; Putzbau mit Klinkergliederungen, technikgeschichtlich und regionalgeschichtlich von Bedeutung | 09305283 |
|                                         | Bockwindmühle Lindennaundorf                                                                       | (Karte) | 1848 (Mühle)                                                     | Bockwindmühle mit technischer Ausstattung; 2009/10 umgesetzt von Mühlenweg an Priesteblicher Straße, ortsgeschichtlich und technikgeschichtlich Bedeutung | 09256771 |
| Weitere Bilder                          | Bahnhof Markranstädt; Eisenbahnstrecke Leipzig–Großkorbetha–Erfurt                                 | (Karte) | 1856 (Personenbahnhof); 1856 (Empfangsgebäude)                   | Empfangsgebäude mit Hausbahnsteig (mit drei Hausnummern) und Bahnsteigüberdachung des Bahnhofs; Empfangsgebäude innen qualitätvolle bleiverglaste Fenster und originales Treppenhaus, verkehrsgeschichtliche und ortshistorische Bedeutung | 09257763 |
| Weitere Bilder                          | Wasserturm                                                                                         | (Karte) | 1895 (Wasserturm)                                                | Wasserturm; Klinkerbau, technikgeschichtliches Zeugnis der Wasserversorgung um 1900, auch bautypologisch von Bedeutung | 09257621 |
| Direkt Bild zu diesem Denkmal hochladen | Maschinenfabrik Dr. Gaspary & Co. (ehem.)                                                          | (Karte) | bezeichnet 1905–1906 (Verwaltungsgebäude); um 1910 (Fabrikhalle) | Verwaltungsgebäude, daran angebautes Fabriktorhaus, Pförtnergebäude, Einfriedung sowie Werkhalle einer Fabrik; Verwaltungsgebäude Zementziegelfassade mit Betonwerksteinen, Giebelseite mit geschwungenem großen Giebel, sehr repräsentatives Gebäude, Fabrikhalle mit interessanter Konstruktion, baugeschichtliche und ortshistorische Bedeutung                                                             | 09257758 |
| Direkt Bild zu diesem Denkmal hochladen | Markranstädter Automobilfabrik (ehem.); MAF                                                        | (Karte) | 1908 gegr. (Fabrik)                                              | Fabrikgebäude (mit mehreren Hausnummern, Wirtschaftsweg 2a und Ziegelstraße 12/14); Zeugnis der kleinteiligen sächsischen Automobilproduktion, ortsgeschichtliche und industriegeschichtliche Bedeutung | 08966350 |
| Direkt Bild zu diesem Denkmal hochladen | Markranstädter Automobilfabrik (ehem.); MAF                                                        | (Karte) | 1908 gegr. (Fabrik)                                              | Fabrikgebäude (mit mehreren Hausnummern, Wirtschaftsweg 2a und Ziegelstraße 12/14); Zeugnis der kleinteiligen sächsischen Automobilproduktion, ortsgeschichtliche und industriegeschichtliche Bedeutung | 08966350 |
| Direkt Bild zu diesem Denkmal hochladen | Elsterfloßgraben (Sachgesamtheit)                                                                  | (Karte) | 1501–1700 (Floßgraben)                                           | Sachgesamtheitsbestandteil der Sachgesamtheit Elsterfloßgraben: Floßgrabenabschnitt Markranstädt (siehe Sachgesamtheitsliste, Obj. 09304747); zum System der Elsterflößerei gehörend, die Kombination von künstlich geschaffenen Gräben und natürlichen Wasserverläufen macht den Elsterfloßgraben zu einem bedeutenden Zeugnis der Wasserbaukunst des 17. Jahrhunderts mit hohem regionalgeschichtlichen Wert | 09305751 |
| Weitere Bilder                          | Haltepunkt Schkölen-Räpitz; Eisenbahnstrecke Leipzig-Plagwitz–Pörsten                              | (Karte) | 1897 (Bahnhof)                                                   | Haltepunkt; heute Wohnhaus, gründerzeitlicher Ziegelbau mit Krüppelwalmdach, ortshistorische Bedeutung | 09304385 |
|                                         | Haltepunkt Seebenisch (ehem.); Haltepunkt Kulkwitz -Süd; Eisenbahnstrecke Leipzig-Plagwitz–Pörsten | (Karte) | 1915 (Bahnhof)                                                   | Haltepunkt; Eisenbahnstrecke Leipzig-Plagwitz–Pörsten, heute Wohnhaus, schlichter Putzbau mit Geschossgesims und Walmdach, ortsgeschichtliche Bedeutung | 09257363 |

## Narsdorf
| Bild                                    | Bezeichnung            | Lage    | Datierung                                                        | Beschreibung | ID       |
| --------------------------------------- | ---------------------- | ------- | ---------------------------------------------------------------- | --- | -------- |
| Weitere Bilder                          | Bahnhof Narsdorf       | (Karte) | um 1872 (Personenbahnhof); um 1930 (Ausstattung)                 | Empfangsgebäude, Stellwerk; Inselbahnhof, 1872 eingeweiht, wichtiger Bahnhof für den Güterverkehr abseits des Muldentals, ortsgeschichtlich von Bedeutung, Schalterhalle mit Keramikausstattung um 1930                | 08971189 |
| Direkt Bild zu diesem Denkmal hochladen | Schneidemühle (ehem.)  | (Karte) | 18. J. (Mühle); um 1910 (Sägegatter); 18. Jahrhundert (Wohnhaus) | Ehemalige Mühle, heute Wohnhaus mit technischer Ausstattung; ab 18. Jahrhundert als Schneidemühle bekannt, Vollgatter von um 1910, mit Fachwerk-Obergeschoss, technikgeschichtlich und ortsgeschichtlich von Bedeutung | 08971258 |
| Direkt Bild zu diesem Denkmal hochladen | Dammteichmühle (ehem.) | (Karte) | bezeichnet 1718 (Mühle)                                          | Ehemalige Mühle (heute Wohnhaus) mit Anbau; mit Fachwerk-Obergeschoss, baugeschichtlich und ortsgeschichtlich von Bedeutung                                                                                            | 08971262 |
| Direkt Bild zu diesem Denkmal hochladen | Brücke am Dammteich    | (Karte) | 19. Jahrhundert (Straßenbrücke)                                  | Doppelbogenbrücke aus Bruchstein über dem Dammteich-Zufluss, baugeschichtlich von Bedeutung | 08971263 |

## Naunhof, Stadt
| Bild                                    | Bezeichnung                                                                       | Lage    | Datierung                                                                                    | Beschreibung | ID       |
| --------------------------------------- | --------------------------------------------------------------------------------- | ------- | -------------------------------------------------------------------------------------------- | --- | -------- |
| Direkt Bild zu diesem Denkmal hochladen | Verteilerturm und Messbehälter der wasserwirtschaftlichen Abgabestation Fuchshain | (Karte) | um 1890 (Verteilerturm)                                                                      | technikgeschichtliche Bedeutung | 09300982 |
| Weitere Bilder                          | Bockwindmühle Fuchshain                                                           | (Karte) | 1781 (Mühle)                                                                                 | Bockwindmühle; Bestandteil eines ehemaligen Mühlengutes bestehend aus Wassermühle und der Windmühle, technikgeschichtlich von Bedeutung, landschaftsbildprägend | 08965938 |
| Weitere Bilder                          | Fuchshainer Paltrockmühle                                                         | (Karte) | 1927 Umbauten, im Kern älter (Mühle)                                                         | Paltrockwindmühle, Wohnhaus und Seitengebäude eines Mühlenanwesens; landschaftsbildprägend, technikgeschichtliche und ortshistorische Bedeutung | 08965937 |
| Direkt Bild zu diesem Denkmal hochladen | Ehemaliges Wasserhaus, heute Wohnhaus, mit Einfriedung                            | (Karte) | um 1930 (Wasserhaus)                                                                         | Putzbau mit Klinkergliederung und verschiefertem Zeltdach, straßenbildprägende Lage, technikgeschichtliche Bedeutung | 08966016 |
|                                         | Schlossmühle                                                                      | (Karte) | im Kern 17. Jahrhundert (Müllerwohnhaus); um 1800 (Seitengebäude); 17. Jahrhundert (Torhaus) | Wohnhaus, Seitengebäude, Stallgebäude, Scheune und Hofpflaster eines ehemaligen Mühlenanwesens; geschlossen erhaltener Hof mit wertvoller alter Bausubstanz, Fachwerkbauten, einzige Gebäude im Ort mit Oberlaube (am Seitengebäude) und Sitznischenportal (am Wohnhaus), im Mühlenwohnhaus wertvolle Holztäfelung mit Ausmalung (griechische Mythologie), baugeschichtliche und ortshistorische Bedeutung                       | 08965790 |
| Weitere Bilder                          | Wasserturm                                                                        | (Karte) | 1910 (Wasserturm)                                                                            | Wasserturm und unterirdisches Wasserreservoir; ursprünglich als Fachwerkkonstruktion mit Wasserbehälter in Beton ausgeführt, später statisch durch gemauerten Turmschaft ertüchtigt, einzigartig in seiner Art, stark straßenraumprägend, unterirdisches Wasserreservoir vermutlich ebenfalls in Beton, technikgeschichtliche Bedeutung                                                                                          | 08965806 |
| Direkt Bild zu diesem Denkmal hochladen | Wasserwerk Naunhof I; Leipziger Wasserwerk Ost (ehem.)                            | (Karte) | 1886–1887 (Wasserwerk)                                                                       | Wasserwerk, Werkmeisterwohnhaus und Nebengebäude; Ziegel- und Bruchsteinbauten, galt in seiner Erbauungszeit als das modernste seiner Art in Europa, technikgeschichtliches Denkmal der Gründerzeit, dient bis heute der Wasserversorgung der Stadt Leipzig, leitet Wasser durch Hochdruckleitung in die 15 km entfernte Behälteranlage in das Wasserwerk nach Probstheida, regional- und versorgungsgeschichtlich von Bedeutung | 08973225 |
|                                         | Wasserwerk Naunhof II; Leipziger Wasserwerk West (ehem.)                          | (Karte) | 1896 (Wasserwerk)                                                                            | Wasserwerk mit Maschinenhaus, Werkmeisterwohnhaus und Garage; Ziegelbauten, technikgeschichtliches Denkmal der Gründerzeit, ortsgeschichtlich von Bedeutung | 08973226 |

## Neukieritzsch
| Bild                                    | Bezeichnung                      | Lage    | Datierung                                                        | Beschreibung | ID       |
| --------------------------------------- | -------------------------------- | ------- | ---------------------------------------------------------------- | --- | -------- |
| Weitere Bilder                          | Wasserturm Brikettfabrik Deutzen | (Karte) | 1925 (Wasserturm)                                                | Wasserturm einer ehemaligen Brikettfabrik; weithin sichtbarer, landschaftsprägender Wasserturm (Kugelbehälter), inzwischen selten gewordene Eisenkonstruktion der Dortmunder Fa. August Klönne, letzter erhaltener Industriewasserturm dieser Konstruktion in Sachsen, technikgeschichtlich von überregionaler Bedeutung | 09256692 |
| Weitere Bilder                          | Wasserturm                       | (Karte) | 1955 (Wasserturm)                                                | Wasserturm; alte Ortslage Röthigen, roter Klinkerbau mit Lisenengliederung, interessanter Bautyp, versorgungsgeschichtlich und technikgeschichtlich von Bedeutung | 08970103 |
| Direkt Bild zu diesem Denkmal hochladen | Mühlgut Zöpen                    | (Karte) | im Kern 1760 nach Auskunft (Mühle); bezeichnet 1870 (Tor)        | Wohnhaus, Mühlentrakt, Stallgebäude, Scheune und Toranlage (Torbogen und zwei Pforten) eines Mühlenanwesens; alte Ortslage Zöpen, Wohnhaus mit einfacher Putzfassade und Krüppelwalmdach, geschlossen erhaltene Anlage von ortshistorischer Bedeutung | 08970504 |
| Direkt Bild zu diesem Denkmal hochladen | Kraftwerk Lippendorf             | (Karte) | um 1935 (Berufsschule); um 1930 (Archivgebäude); 1978 (Wandbild) | Gebäude und Gebäudeteile des ehemaligen Kraftwerkes Lippendorf: Fassade der ehemaligen Berufsschule (Nordabschnitt Werkstraße), ehemaliges Archivgebäude (Werkstraße, gegenüber vom Busplatz), Laborgebäude an der Industriestraße; Gebäude meist in Klinkerbauweise, Anklänge an den Stil der Moderne, Kraftwerksbau der 1920er und 1960er Jahre, letzte geschützte Zeugnisse der Braunkohlenverstromung der DDR-Zeit im Südraum Leipzigs, keine Produktionsgebäude dieser Zeit erhalten, regionalgeschichtliche und wirtschaftsgeschichtliche Bedeutung | 08970094 |
| Direkt Bild zu diesem Denkmal hochladen | Transformatorenturm              | (Karte) | 1920er-Jahre (Transformatorenstation)                            | um 1925 möglicherweise als Typenbau erbaut, Putzfassade mit Turmaufsatz in Fachwerk, von versorgungsgeschichtlicher sowie technik- und baugeschichtlicher Bedeutung | 08970603 |
| Weitere Bilder                          | Bahnhof Lobstädt                 | (Karte) | 1914 (Bahnhof)                                                   | Empfangsgebäude des Bahnhofs Lobstädt; im Reformstil der Zeit um 1910, baugeschichtlich interessant, verkehrsgeschichtlich von Bedeutung | 08970628 |
| Weitere Bilder                          | Bahnhof Neukieritzsch            | (Karte) | 1867 (Bahnhof)                                                   | Empfangsgebäude; Bahnhof Neukieritzsch, Eisenbahnstrecken Leipzig–Hof (Sächsisch-Bayerische Eisenbahn), Neukieritzsch–Chemnitz sowie der ehemaligen Bahnstrecke Neukieritzsch–Pegau, Putzbau mit Putz- und Natursteingliederungen, baugeschichtlich und eisenbahngeschichtlich von Bedeutung | 08970560 |

## Otterwisch
| Bild           | Bezeichnung          | Lage    | Datierung                        | Beschreibung | ID       |
| -------------- | -------------------- | ------- | -------------------------------- | --- | -------- |
| Weitere Bilder | Kilometerstein       | (Karte) | um 1900 (Kilometerstein)         | Streckenmarkierungsstein Nr. 6 der Straße Pomßen–Bad Lausick, typische Ausführung in Sandstein mit oben abgerundetem Abschluss, verkehrsgeschichtlich von Bedeutung | 08965768 |
|                | Transformatorenturm  | (Karte) | um 1920 (Transformatorenstation) | pagodenförmige Station technikgeschichtlich und ortsentwicklungsgeschichtlich von Bedeutung                                                                         | 08965755 |
| Weitere Bilder | Zwei Kilometersteine | (Karte) | um 1900 (Kilometerstein)         | Streckenmarkierungssteine der Straße Pomßen–Bad Lausick, typische Ausführung in Sandstein mit oben abgerundetem Abschluss, verkehrsgeschichtlich von Bedeutung      | 08965764 |
| Weitere Bilder | Kilometerstein       | (Karte) | um 1900 (Kilometerstein)         | Streckenmarkierungsstein Nr. 4 der Straße Pomßen–Bad Lausick, typische Ausführung in Sandstein mit oben abgerundetem Abschluss, verkehrsgeschichtlich von Bedeutung | 08965767 |
| Weitere Bilder | Transformatorenturm  | (Karte) | um 1920 (Transformatorenstation) | technisches Denkmal der Elektrifizierung der Region | 08965770 |

## Parthenstein
| Bild                                    | Bezeichnung                                     | Lage    | Datierung                                | Beschreibung | ID       |
| --------------------------------------- | ----------------------------------------------- | ------- | ---------------------------------------- | --- | -------- |
| Weitere Bilder                          | Kilometerstein                                  |         | um 1900 (Kilometerstein)                 | Streckenmarkierungsstein Nr. 18 von ehemals 22 Steinen der Straße Leipzig–Grimma, typische Ausführung in Sandstein mit oben abgerundetem Abschluss, verkehrsgeschichtlich von Bedeutung                                   | 08965851 |
|                                         | Bahnhof Großsteinberg                           | (Karte) | 1880 (Empfangsgebäude); 1940 (Stellwerk) | Empfangsgebäude (Bahnhofstraße 1) und Stellwerk (Grethener Straße 20 (neben)) an der Eisenbahnstrecke Borsdorf–Coswig; Empfangsgebäude typischer Historismusbau, baugeschichtlich und verkehrsgeschichtlich von Bedeutung | 08965839 |
| Weitere Bilder                          | Transformatorenturm                             | (Karte) | um 1920 (Transformatorenstation)         | Zeugnis der regionalen Elektrifizierung, mit technischer Ausstattung, versorgungs- und technikgeschichtlich von Bedeutung                                                                                                 | 08965829 |
| Weitere Bilder                          | Paltrockmühle Staudnitz                         | (Karte) | 1947 (Mühle)                             | Paltrockwindmühle mit technischer Ausstattung; alte Ortslage Staudnitz, ortsgeschichtlich und technikgeschichtlich von Bedeutung                                                                                          | 08965830 |
| Weitere Bilder                          | Kilometerstein                                  | (Karte) | 19. Jahrhundert (Kilometerstein)         | Streckenmarkierungsstein Nr. 14 von ehemals 22 Steinen der Straße Leipzig–Grimma, typische Ausführung in Sandstein mit oben abgerundetem Abschluss, verkehrsgeschichtlich von Bedeutung                                   | 08965878 |
| Direkt Bild zu diesem Denkmal hochladen | Zwei Kilometersteine                            |         | um 1900 (Kilometerstein)                 | Streckenmarkierungssteine Nr. 16 und 17 von ehemals 22 Steinen der Straße Leipzig–Grimma, typische Ausführung in Sandstein mit oben abgerundetem Abschluss, verkehrsgeschichtlich von Bedeutung                           | 08965852 |
| Weitere Bilder                          | Wegestein                                       | (Karte) | 1. Hälfte 20. Jahrhundert (Wegestein)    | Granit, Inschriften, von verkehrshistorischer Bedeutung | 08965866 |
| Weitere Bilder                          | Speicherbau einer Mühle                         | (Karte) | Anfang 20. Jahrhundert (Speicher)        | alte Ortslage Kleinpomßen, Getreidespeicher der Wassermühle, verbretterte Fachwerkbau, ortsgeschichtliche und baugeschichtliche Bedeutung                                                                                 | 08965861 |
| Weitere Bilder                          | Kilometerstein                                  |         | um 1900 (Kilometerstein)                 | Streckenmarkierungsstein Nr. 15 von ehemals 22 Steinen der Straße Leipzig–Grimma, typische Ausführung in Sandstein mit oben abgerundetem Abschluss, weitere Kilometerangaben, verkehrsgeschichtlich von Bedeutung         | 08965875 |
| Weitere Bilder                          | Kilometerstein                                  |         | 19. Jahrhundert (Kilometerstein)         | Streckenmarkierungsstein Nr. 1 der Straße Pomßen–Bad Lausick, typische Ausführung in Sandstein mit oben abgerundetem Abschluss, verkehrsgeschichtlich von Bedeutung                                                       | 08966017 |
| Weitere Bilder                          | Kursächsische Postmeilensäulen (Sachgesamtheit) | (Karte) | bezeichnet 1722 (Viertelmeilenstein)     | Postmeilensäule; Viertelmeilenstein, Markierungsstein der Poststraße von Leipzig nach Grimma, verkehrshistorische Bedeutung                                                                                               | 08965873 |
| Weitere Bilder                          | Kilometerstein                                  |         | um 1900 (Kilometerstein)                 | Streckenmarkierungsstein, Ausgangsstein Nr. 0 der Straße Pomßen–Bad Lausick, typische Ausführung in Sandstein mit oben abgerundetem Abschluss, verkehrsgeschichtlich von Bedeutung                                        | 08965876 |

## Pegau, Stadt
| Bild                                    | Bezeichnung                                           | Lage    | Datierung                                                             | Beschreibung | ID       |
| --------------------------------------- | ----------------------------------------------------- | ------- | --------------------------------------------------------------------- | --- | -------- |
| Direkt Bild zu diesem Denkmal hochladen | Brücke LXXII; Elsterfloßgraben (Sachgesamtheit)       | (Karte) | 1608–1610 (Brücke)                                                    | Einzeldenkmal der Sachgesamtheit Elsterfloßgraben: Brücke LXXII (siehe Sachgesamtheitsliste, Obj. 09304747); die Kombination von künstlich geschaffenen Gräben und natürlichen Wasserverläufen macht den Elsterfloßgraben zu einem bedeutenden Zeugnis der Wasserbaukunst des 17. Jahrhunderts mit hohem regionalgeschichtlichen Wert | 09304748 |
| Direkt Bild zu diesem Denkmal hochladen | Wassermühle Eisdorf                                   | (Karte) | 1851 (Mühle)                                                          | Mühlengebäude (mit Wasserrad) und Mühlgraben (Elsterfloßgraben); technikgeschichtlich von Bedeutung | 08970709 |
| Direkt Bild zu diesem Denkmal hochladen | Elsterfloßgraben (Sachgesamtheit)                     | (Karte) | 16./17. Jahrhundert (Floßgraben)                                      | Sachgesamtheit Elsterfloßgraben, mit folgenden Sachgesamtheitsbestandteilen: Abzweig bei Pegau zum Profener Elstermühlgraben (sogenannter Kleiner Floßgraben, siehe Sachgesamtheitsbestandteil -Obj. 09257111) und einzelnen Abschnitten in Zwenkau (sogenannter Batschke-Floßgraben, siehe Sachgesamtheitsbestandteil -Obj. 09305755), Markkleeberg (sogenannter Batschke-Floßgraben, siehe Sachgesamtheitsbestandteil -Obj. 0305752), Leipzig (sogenannter Batschke-Floßgraben, Sachgesamtheitsliste -Obj. 09296651), Markranstädt (Elsterfloßgraben, Sachgesamtheitsliste -Obj. 09305751) weiterhin mit den folgenden Einzeldenkmalen: Mittelbrücke (siehe Einzeldenkmaldokument, Obj. 09304844), Brücke LXXII (siehe Einzeldenkmaldokument, Obj. 09304748), Brücke LXVIII (siehe Einzeldenkmaldokument, Obj. 09304839), Brücke LXV (siehe Einzeldenkmaldokument, Obj. 09304747) und Brücke LXIV (siehe Einzeldenkmaldokument, Obj. 09305200) sowie Elsterwehr in Zwenkau (siehe Einzeldenkmaldokument -Obj. 09299655) und Markkleeberg (Brücke, siehe Einzeldenkmalliste -Obj. 09256645); die Kombination von künstlich geschaffenen Gräben und natürlichen Wasserverläufen macht den Elsterfloßgraben zu einem bedeutenden Zeugnis der Wasserbaukunst des 17. Jahrhunderts mit hohem regionalgeschichtlichen Wert | 09304747 |
| Direkt Bild zu diesem Denkmal hochladen | Brücke LXVIII; Elsterfloßgraben (Sachgesamtheit)      | (Karte) | 1608–1610 (Brücke)                                                    | Einzeldenkmal der Sachgesamtheit Elsterfloßgraben: Brücke LXVIII (siehe Sachgesamtheitsliste, Obj. 09304747); die Kombination von künstlich geschaffenen Gräben und natürlichen Wasserverläufen macht den Elsterfloßgraben zu einem bedeutenden Zeugnis der Wasserbaukunst des 17. Jahrhunderts mit hohem regionalgeschichtlichen Wert | 09304839 |
| Direkt Bild zu diesem Denkmal hochladen | Rote Brücke                                           | (Karte) | bezeichnet 1586, später überformt (Straßenbrücke)                     | Straßenbrücke über den Roten Graben; zweibogige Brücke in Naturstein- und Ziegelmauerwerk, teils Erneuerung in Beton, überspannt auf der alten Verbindungsstraße Groitzsch-Pegau den Roten Graben an der Einmündung in die Schwennigke, verkehrsgeschichtliche Bedeutung | 09305053 |
| Direkt Bild zu diesem Denkmal hochladen | Flutbrücke                                            | (Karte) | bezeichnet 1904 (Straßenbrücke)                                       | Straßenbrücke über einen Flutkanal; fünfbogige Straßenbrücke, gut erhaltenes Brückenbauwerk der Jahrhundertwende, verkehrsgeschichtlich von Bedeutung | 09258373 |
| Direkt Bild zu diesem Denkmal hochladen | Schwennigkebrücke                                     | (Karte) | 1799 (Straßenbrücke)                                                  | Straßenbrücke über die Schwennigke; gut erhaltene, zweibogige Sandsteinbogenbrücke des 18. Jahrhunderts, verkehrsgeschichtlich von Bedeutung | 09258372 |
| Direkt Bild zu diesem Denkmal hochladen | Kleiner Floßgraben; Elsterfloßgraben (Sachgesamtheit) | (Karte) | 1608–1610 (Floßgraben)                                                | Sachgesamtheitsbestandteil der Sachgesamtheit Elsterfloßgraben: Floßgraben (siehe Sachgesamtheitsliste, Obj. 09304747); die Festlegung der Trassenführung als kürzeste auch wirtschaftlich effektivste Verbindung zwischen Stöntzsch (einem wegen des Tagebaus Profen abgebrochenes Dorf westlich von Pegau) und Leipzig, die Kombination von künstlich geschaffenen Gräben und natürlichen Wasserverläufen macht den Elsterfloßgraben zu einem bedeutenden Zeugnis der Wasserbaukunst des 17. Jahrhunderts mit hohem regionalgeschichtlichen Wert | 09257111 |
| Direkt Bild zu diesem Denkmal hochladen | Wasserwerk Pegau                                      | (Karte) | 1906–1907 (Wasserwerk); 1906/07 (Motor)                               | Wasserwerk mit technischer Ausstattung, bauzeitlicher Stationärmotor und Brückenkran sowie Beamtenwohnhaus; Zeugnis der städtischen Wasserversorgung mit Resten technischer Ausstattung, versorgungsgeschichtlich und ortsgeschichtlich von Bedeutung | 09257309 |
|                                         | Niederoder Untermühle (ehem.); Filzfabrik (später)    | (Karte) | um 1890 (Fabrikantenvilla); um 1860 (Mühle); bezeichnet 1888 (Portal) | Fabrikantenvilla (mit zwei Hausnummern, Nr. 2/4) mit Einfriedung des Gartens sowie ehemaliges Mühlengebäude mit Turbinenhaus und Resten der technischen Ausstattung (ohne Anschrift) und Portal eines Fabrikgebäudes (Nr. 1), im hinteren Bereich des ausgedehnten Fabrikgeländes ein Schornstein (hinter Nr. 10); gut erhaltenes Beispiel einer historistischen Industrieanlage des 19. Jahrhunderts (ehemaliges Mühlengebäude), baugeschichtlich, technikgeschichtlich und ortsgeschichtlich von Bedeutung | 09257747 |
| Weitere Bilder                          | Ziegelei Erbs                                         | (Karte) | 1908–1910 (Ziegelei)                                                  | Ziegeleigebäude (mit gestrecktem Hoffmannschen Ringofen und Schornstein), Trockenschuppen, Pressenhaus, Werkstattgebäude, Gleisanlage und technische Ausstattung eines Ziegelei; von 1911 bis zur Produktionseinstellung 1978 ein reiner Familienbetrieb, kaum moderne Technik, bewahrte daher Frühform industrieller Ziegelproduktion, ortsgeschichtlich, wirtschaftsgeschichtlich und technikgeschichtlich von Bedeutung | 09302347 |
| Weitere Bilder                          | Obermühle                                             | (Karte) | bezeichnet 1804 (Mühle); Ende 18. Jahrhundert (Wohnhaus)              | Mühlenanlage an der Kleinen Elster (Profener Elstermühlgraben), bestehend aus Wohnhaus (Anschrift: Flur am Stadtbad 2) mit Stallgebäude und zwei Schuppen, weiterhin Nebengebäude (Anschrift: Eulauer Straße 5/7), Mühlengebäude und frei stehendem Schornstein, Hofpflasterung; Wohnhaus ein Putzbau mit Mansarddach, Stallgebäude ein Klinkerbau, Nebengebäude in Fachwerkbauweise, Mühlengebäude verputzter Massivbau, bedeutendes Denkmal der Frühindustrialisierung mit allen wichtigen Nebengebäuden, Kontinuität des Standortes: von der Wasserzur Dampfkraft, ortsgeschichtlich und technikgeschichtlich von Bedeutung | 09257474 |
| Weitere Bilder                          | Obermühle                                             | (Karte) | bezeichnet 1804 (Mühle); Ende 18. Jahrhundert (Wohnhaus)              | Mühlenanlage an der Kleinen Elster (Profener Elstermühlgraben), bestehend aus Wohnhaus (Anschrift: Flur am Stadtbad 2) mit Stallgebäude und zwei Schuppen, weiterhin Nebengebäude (Anschrift: Eulauer Straße 5/7), Mühlengebäude und frei stehendem Schornstein, Hofpflasterung; Wohnhaus ein Putzbau mit Mansarddach, Stallgebäude ein Klinkerbau, Nebengebäude in Fachwerkbauweise, Mühlengebäude verputzter Massivbau, bedeutendes Denkmal der Frühindustrialisierung mit allen wichtigen Nebengebäuden, Kontinuität des Standortes: von der Wasserzur Dampfkraft, ortsgeschichtlich und technikgeschichtlich von Bedeutung | 09257474 |
| Weitere Bilder                          | Wasserturm                                            | (Karte) | bezeichnet 1906 (Wasserturm)                                          | Wasserturm; Klinkerbau mit Haubendach, wichtiges Bauwerk der Stadtversorgung mit stadtbildprägendem Charakter | 09257437 |
| Weitere Bilder                          | Kursächsische Postmeilensäulen (Sachgesamtheit)       | (Karte) | bezeichnet 1723 (Postdistanzsäule)                                    | Postmeilensäule; Kopie einer Distanzsäule, verkehrsgeschichtlich von Bedeutung | 09257556 |
| Direkt Bild zu diesem Denkmal hochladen | Elsterbrücke                                          | (Karte) | um 1850 (Straßenbrücke)                                               | Bogenbrücke über die Kleine Elster (Profener Elstermühlgraben); wichtiger Bestandteil des Ortsbildes, ortsgeschichtlich und verkehrstechnisch von Bedeutung | 09257331 |
| Direkt Bild zu diesem Denkmal hochladen | Brücke LXV; Elsterfloßgraben (Sachgesamtheit)         | (Karte) | 1608–1610 (Brücke)                                                    | Einzeldenkmal der Sachgesamtheit Elsterfloßgraben: Brücke LXV (siehe Sachgesamtheitsliste, Obj. 09304747); die Kombination von künstlich geschaffenen Gräben und natürlichen Wasserverläufen macht den Elsterfloßgraben zu einem bedeutenden Zeugnis der Wasserbaukunst des 17. Jahrhunderts mit hohem regionalgeschichtlichen Wert | 09304838 |
| Direkt Bild zu diesem Denkmal hochladen | Brücke LXIV; Elsterfloßgraben (Sachgesamtheit)        | (Karte) | 1608–1610 (Brücke)                                                    | Einzeldenkmal der Sachgesamtheit Elsterfloßgraben: Brücke LXIV (siehe Sachgesamtheitsliste, Obj. 09304747); die Kombination von künstlich geschaffenen Gräben und natürlichen Wasserverläufen macht den Elsterfloßgraben zu einem bedeutenden Zeugnis der Wasserbaukunst des 17. Jahrhunderts mit hohem regionalgeschichtlichem Wert | 09305200 |
| Direkt Bild zu diesem Denkmal hochladen | Mittelbrücke; Elsterfloßgraben (Sachgesamtheit)       | (Karte) | 16./17. Jahrhundert (Floßgraben); 16./17. Jahrhundert (Brücke)        | Einzeldenkmal der Sachgesamtheit Elsterfloßgraben: Brücke (siehe Sachgesamtheitsliste, Obj. 09304747); die Kombination von künstlich geschaffenen Gräben und natürlichen Wasserverläufen macht den Elsterfloßgraben zu einem bedeutenden Zeugnis der Wasserbaukunst des 17. Jahrhunderts, mit hoher regionalgeschichtlicher und technikgeschichtlicher Bedeutung | 09304844 |
| Weitere Bilder                          | Sender Wiederau (Sachgesamtheit)                      | (Karte) | 1930er- bis 1960er-Jahre (Sendeanlage)                                | Sachgesamtheit Sender Wiederau, mit den Einzeldenkmalen: Senderhaus (mit zwei Sendern und Kühlanlage), daran angebaut ehemaliges Verwaltungsgebäude, Maschinenhaus (mit zwei Schiffsdiesel), daran angebautes Umspannhaus, Kulturhaus mit Werkstattgebäude, Antennenabstimmungshaus I, Fernsehsendergebäude und Rohrmast-Antenne sowie Luftschutzbunker (siehe Einzeldenkmalliste -Obj. 08966045, gleiche Anschrift) sowie weitere technische Einrichtungen (darunter Fundamente verschiedener Antennen-Abspannungen, Antennenabstimmungshaus II, Wasseraufbereitungshäuschen, Lüfterhaus und weiteres Sendergebäude) als Sachgesamtheitsteil; technikgeschichtlich von Bedeutung, Seltenheitswert | 09304710 |

## Regis-Breitingen, Stadt
| Bild                                    | Bezeichnung | Lage    | Datierung                                                                                 | Beschreibung | ID       |
| --------------------------------------- | --- | ------- | ----------------------------------------------------------------------------------------- | --- | -------- |
| Direkt Bild zu diesem Denkmal hochladen | Transformatorenstation | (Karte) | um 1925 (Transformatorenstation)                                                          | Putzbau mit Klinkergliederungen und Satteldach, interessant gestalteter Zweckbau der 1920er Jahre, Zeugnis für Elektrifizierung des Ortes, technik- und versorgungsgeschichtlich von Bedeutung | 09259986 |
| Direkt Bild zu diesem Denkmal hochladen | Transformatorenstation | (Karte) | um 1930 (Transformatorenstation)                                                          | alte Dorflage Breitingen, Putzbau mit Fachwerkelementen, Beispiel für landschaftlich angepasste Gestaltung von Funktionsbauten der 1920/1930er Jahre, Zeugnis der regionalen Elektrifizierung, technik- und versorgungsgeschichtlich von Bedeutung | 09259365 |
| Direkt Bild zu diesem Denkmal hochladen | Schwelwerk II; VEB Zentralwerkstatt Regis - Stammbetrieb des Volkseigenes Kombinat Anlagenbau Braunkohle, ab 1990 STAMAG Stahl- und Maschinenbau | (Karte) | 1936–1938 (Schwelwerk); 1936–1938 (Werkhallen); 1936–1938 (Verwaltung); 1936–1938 (Küche) | Fabrikanlage, ehemaliges Schwelwerk, bestehend aus Kulturhaus (ehemals Laboratorium), Tischlerei, Laboratorium, Transformatorenstation, Verwaltungsgebäude, Hauptmagazin, Werkhalle 1 und Küchengebäude; Klinkerbauten mit Lisenengliederungen und flachen Sattel- und Walmdächern, weitgehend original erhaltene Werksgebäude im sachlich klassizistischen Stil der 1. Hälfte des 20. Jahrhunderts, ortsgeschichtlich, regionalgeschichtlich, baugeschichtlich und technikgeschichtlich von Bedeutung | 08970107 |

## Rötha, Stadt
| Bild                                    | Bezeichnung                                              | Lage    | Datierung                                               | Beschreibung | ID       |
| --------------------------------------- | -------------------------------------------------------- | ------- | ------------------------------------------------------- | --- | -------- |
| Direkt Bild zu diesem Denkmal hochladen | Bahnhof Espenhain                                        | (Karte) | 1913 (Empfangsgebäude)                                  | Empfangsgebäude des Bahnhofs Espenhain; Putzbau mit verbrettertem Obergeschoss, reich gegliederter Baukörper im Heimatstil, 1913 erbaut, als Personen- und Güterbahnhof bis 1995 genutzt, eisenbahngeschichtlich und baugeschichtlich von Bedeutung | 09259597 |
| Direkt Bild zu diesem Denkmal hochladen | Kraftwerk Espenhain; Braunkohleveredelungswerk Espenhain | (Karte) | 1938–1940 (Verwaltungsgebäude); 1938–1940 (Schaltwarte) | Verwaltungsgebäude (Anschrift: Leipziger Straße 34) und Schaltwarte (Anschrift: Stromstraße 6) des ehemaligen Großkraftwerkes und späteren Braunkohlenveredlungswerkes Espenhain; Klinkerbauten, Anklänge an den Stil der Moderne, weitgehend original erhaltene bauliche Zeugnisse einer bedeutenden Werkanlage mit Brikettfabrik, Schwelerei und Kraftwerk, im Vorfeld des Zweiten Weltkrieges insbesondere zur Herstellung von Treibstoffen errichtet, technikgeschichtlich, baugeschichtlich und ortsgeschichtlich von Bedeutung | 09258387 |
| Direkt Bild zu diesem Denkmal hochladen | Kraftwerk Espenhain; Braunkohleveredelungswerk Espenhain | (Karte) | 1938–1940 (Verwaltungsgebäude); 1938–1940 (Schaltwarte) | Verwaltungsgebäude (Anschrift: Leipziger Straße 34) und Schaltwarte (Anschrift: Stromstraße 6) des ehemaligen Großkraftwerkes und späteren Braunkohlenveredlungswerkes Espenhain; Klinkerbauten, Anklänge an den Stil der Moderne, weitgehend original erhaltene bauliche Zeugnisse einer bedeutenden Werkanlage mit Brikettfabrik, Schwelerei und Kraftwerk, im Vorfeld des Zweiten Weltkrieges insbesondere zur Herstellung von Treibstoffen errichtet, technikgeschichtlich, baugeschichtlich und ortsgeschichtlich von Bedeutung | 09258387 |
| Direkt Bild zu diesem Denkmal hochladen | Wegestein                                                | (Karte) | 19. Jahrhundert (Wegestein)                             | quadratischer Grundriss, Wegweiser nach Mölbis aus Porphyrtuff, verkehrsgeschichtlich von Bedeutung | 09259724 |
| Weitere Bilder                          | Wasserturm                                               | (Karte) | 1913 (Wasserturm)                                       | Wasserturm; gelber Klinkerbau, technikgeschichtlich Bedeutung, stadtbildprägend | 09259103 |
| Direkt Bild zu diesem Denkmal hochladen | Transformatorenhäuschen                                  | (Karte) | um 1925 (Transformatorenstation)                        | Putzfassade, gut erhaltenes regionaltypisches Trafohäuschen der 1920er Jahre, technikgeschichtliche Bedeutung | 09259093 |
| Weitere Bilder                          | Königlich-Sächsische Meilensteine (Sachgesamtheit)       | (Karte) | bezeichnet 1859 (Meilenstein)                           | Meilenstein; Ganzmeilenstein, verkehrsgeschichtlich von Bedeutung | 09259351 |
| Direkt Bild zu diesem Denkmal hochladen | Schlossmühle                                             | (Karte) | 18. Jahrhundert (Müllerwohnhaus)                        | Mühlenanwesen, bestehend aus Müllerwohnhaus, Mühlengebäude und rückwärtigem Mühlgraben mit Wehranlage; Müllerwohnhaus im Kern barock, ortsgeschichtliche, baugeschichtliche und technikgeschichtliche Bedeutung | 09259389 |
| Direkt Bild zu diesem Denkmal hochladen | Großkelterei Rötha                                       | (Karte) | 1910 (Kelterei)                                         | Fabrikbau, später Verwaltung, mit Gefolgschaftsraum; im Reformstil der Zeit um 1910, im Dachgeschoss weitgehend original erhaltener Gefolgschaftsraum der NS-Zeit, ortsgeschichtliche, regionalgeschichtliche und sozialgeschichtliche Bedeutung | 09259392 |
| Direkt Bild zu diesem Denkmal hochladen | Pumpenwerk des ehemaligen Werks Espenhain                | (Karte) | um 1940 (Pumpenhaus)                                    | Pumpenwerk des ehemaligen Wasserwerks Espenhain; Klinkerbau, heute Wohnhaus, technikgeschichtlich und wirtschaftsgeschichtlich von Bedeutung | 09259368 |
| Weitere Bilder                          | Halde Trages                                             | (Karte) | 1938–1939 (Halde)                                       | Halde; nach der Sprengung des Kraftwerkes Thierbach eines der letzten Zeugnisse des Braunkohlentagebaubetriebes Espenhain, aufgrund ihrer Größe mit landschaftsprägender Wirkung, zwischen 1938/39 und 1990 als Halde sowohl für Abraum als auch nachfolgend für Asche der Ascheverspülung des Kraftwerkes Thierbach genutzt, bergbaugeschichtlich von Bedeutung, Seltenheitswert | 09306325 |

## Thallwitz
| Bild                                    | Bezeichnung                             | Lage    | Datierung                                                                                          | Beschreibung | ID       |
| --------------------------------------- | --------------------------------------- | ------- | -------------------------------------------------------------------------------------------------- | --- | -------- |
|                                         | Wasserturm                              | (Karte) | um 1910 (Wasserturm)                                                                               | Wasserturm; alte Ortslage Collmen, unterer Teil des Turmes in Klinkerbauweise, technisches Denkmal, ortsgeschichtlich von Bedeutung | 08972467 |
| Weitere Bilder                          | Wasserkraftwerk Canitz                  | (Karte) | um 1925 (Wasserkraftwerk)                                                                          | Wasserkraftwerk mit Begrenzungsmauern und Schaltwarte sowie Kraftwerkskanal; eines von zwei erhaltenen Laufkraftwerken im Einzugsgebiet der Mulde, Zeugnis der Elektrifizierung des Leipziger Landes in den 1920er Jahren, großer, kubischer Putzbau mit landschaftsgestaltender Wirkung, versorgungsgeschichtlich von Bedeutung | 08972256 |
| Weitere Bilder                          | Holländermühle Canitz                   | (Karte) | bezeichnet 1876 (Mühle)                                                                            | Turmholländer; Windmühle ohne technische Ausstattung, ortsgeschichtlich von Bedeutung, durch ihre exponierte Lage inmitten der landwirtschaftlichen Flächen außerhalb von Canitz auch landschaftsprägendes Element | 08972263 |
| Weitere Bilder                          | Wasserwerk Canitz                       | (Karte) | 1907–1912 (Wasserwerk); 1909–1910 (Kessel- und Maschinenhaus)                                      | Wasserwerk des Leipziger Betriebsnetzes bestehend aus Pumpenhaus, Kessel- und Maschinenhaus, Kohlenbunker, Filtergebäude, ehem. Verwaltungsgebäude, Maschinenmeisterwohnhaus, Schleusenturm, Sammelbrunnen, Walleinfriedung und Allee (Gartendenkmal); seit 1912 in Betrieb, technisches und architektonisches Denkmal der Zeit um 1910, Wasserwerk mit der größten Versorgungsleistung für die Region und Stadt Leipzig, daher auch regionalgeschichtlich von Bedeutung | 08972262 |
| Weitere Bilder                          | Röhrenbrücke; Aquädukt                  | (Karte) | 1912 (Aquädukt)                                                                                    | Aquädukt über die Mulde; Betriebsanlage des Wasserwerkes Canitz für Rohrleitungen über die Mulde zur Wasserversorgung Leipzigs, (siehe auch Gemeinde Machern südwestlicher Teil der Brücke Gemarkung Püchau, Obj. 09305762), ortsgeschichtlich und technikgeschichtlich von Bedeutung | 08972261 |
| Weitere Bilder                          | Wasserwerk Kollau                       | (Karte) | 1937–1943 lt. Auskunft (Wasserwerk)                                                                | Wasserwerk mit Brunnenhaus, Schaltwarte; Betonklinkerbau im Stil der Moderne, Teil des Wasserwerks Canitz, technikgeschichtlich und regionalgeschichtlich von Bedeutung | 08972461 |
|                                         | Wegestein                               | (Karte) | 19. Jahrhundert (Wegestein)                                                                        | zum Teil Kopie, Sandstein, Inschriften, verkehrsgeschichtliche Bedeutung | 08972443 |
| Weitere Bilder                          | Straßenbrücke über den Herrenteich      | (Karte) | Mitte 19. Jahrhundert (Straßenbrücke)                                                              | Bogenbrücke auf vier Bögen, verkehrsgeschichtliche Bedeutung | 08972442 |
| Weitere Bilder                          | Untermühle                              | (Karte) | um 1790 lt. Auskunft (Mühle); Mitte 19. Jahrhundert (Mühle); 1911, letztes Wasserrecht (Flutrinne) | Mühlengebäude (mit Mühlentechnik) und Lossalauf (ehemals Mühlgraben) mit Wehr und Einlauf der Flutrinne; Säge- und Mahlmühle, schlichter Putzbau mit Krüppelwalmdach, Mühlentechnik erhalten, Schützenwehr teils in Holzkonstruktion, Einlauf mit Bruchsteineinfassung, von technikgeschichtlicher und ortsgeschichtlicher Bedeutung | 08972444 |
| Weitere Bilder                          | Speicherbau                             | (Karte) | 17. Jahrhundert, später verändert (Landwirtschaftsspeicher)                                        | typischer, mehrgeschossiger, stattlicher, mehrachsiger Kornspeicher, Putzbau mit kleinen Fenstern und großen Toren, mit Satteldach, ehemals zum Rittergut Thallwitz gehörig, ortsgeschichtliche und baugeschichtliche Bedeutung | 08966258 |
| Direkt Bild zu diesem Denkmal hochladen | Alte Ziegelei mit Wäschemangel im Anbau | (Karte) | 19. Jahrhundert (Ziegelei)                                                                         | ortsgeschichtlich und technikgeschichtlich von Bedeutung | 08972597 |
|                                         | Wegestein                               | (Karte) | 3. Drittel 19. Jahrhundert (Wegestein)                                                             | Kilometerangaben und Richtungspfeilen, ab 1870, verkehrsgeschichtliche Bedeutung | 08972264 |

## Trebsen/Mulde, Stadt
| Bild                                    | Bezeichnung                                 | Lage    | Datierung | Beschreibung | ID       |
| --------------------------------------- | ------------------------------------------- | ------- | --- | --- | -------- |
|                                         | Eisenbahnbrücke über das Mutzschener Wasser | (Karte) | um 1875 (Eisenbahnbrücke) | zur Strecke Glauchau-Wurzen (Muldentalbahn) gehörend; Bogenbrücke aus Granitbruchstein-Mauerwerk über das Mutzschener Wasser, verkehrsgeschichtlich von Bedeutung | 08966103 |
|                                         | Kilometerstein                              | (Karte) | um 1900 (Kilometerstein) | verkehrsgeschichtlich von Bedeutung | 08966191 |
| Direkt Bild zu diesem Denkmal hochladen | Kilometerstein                              |         | um 1900 (Kilometerstein) | verkehrsgeschichtlich von Bedeutung | 08966190 |
| Direkt Bild zu diesem Denkmal hochladen | Kilometerstein                              | (Karte) | um 1900 (Kilometerstein) | verkehrsgeschichtlich von Bedeutung | 08966195 |
|                                         | Papierfabrik Wiede & Söhne (ehem.)          | (Karte) | 1892–1893, später erweitert (Fabrik); 1921 (Verwaltungsgebäude); 1916 (Zellstoffaufbereitung); 1962 (Laugenregenerierung); um 1920 (Pförtnerhaus) | Papierfabrik mit Zellstoffaufbereitung (Haus Nr. 14), Laugenregenerierung (Haus Nr. 19), Transformatorenstation (Haus Nr. 65), Autowerkstatt (Haus Nr. 70), Kupferschmiede (Haus Nr. 74), Verwaltungsgebäude (Haus Nr. 78 und 79), Werkstatt und Verwaltung (Haus Nr. 80), Verwaltungsgebäude (Haus Nr. 80a) mit Speisesaalanbau, weiterhin Hofpflasterung sowie Lager, Konsum und Pförtner (Haus Nr. 82 und 97, ehemals Fabrikfeuerwache); alte Ortslage Pauschwitz, eindrucksvolle Gesamtanlage mit hervorgehobener ortsgeschichtlicher und städtebaulicher Bedeutung, technikgeschichtliche Relevanz, beeinflusste die Ortsentwicklung (siehe benachbarte Villenbauten, Säuglingsheim u. a.) | 08966363 |
| Weitere Bilder                          | Bahnhof Trebsen/Mulde                       | (Karte) | 1911 (Empfangsgebäude); 1966 (Handschwengelpumpe)                                                                                                 | Ehemaliger Bahnhof mit Empfangsgebäude, daran angebautem Güterschuppen, Waage, Nebengebäude sowie Handschwengelpumpe mit Brunnenschacht; geschlossen erhaltenes Ensemble von Bahnhofsbauten, typisches Beispiel eines Bahnhofsgebäudes im Heimatstil, verkehrshistorisches Zeugnis für die Ortsentwicklung | 08966193 |

## Wurzen, Stadt
| Bild           | Bezeichnung                                                                        | Lage                                       | Datierung | Beschreibung | ID       |
| -------------- | ---------------------------------------------------------------------------------- | ------------------------------------------ | --- | --- | -------- |
|                | Wegestein                                                                          | Burkartshain (Karte)                       | 19. Jahrhundert (Wegestein) | Sandsteinstele, Inschriften mit Richtungspfeil, verkehrsgeschichtlich von Bedeutung | 08973706 |
|                | Königlich-Sächsische Meilensteine (Sachgesamtheit)                                 | Burkartshain (Karte)                       | 19. Jahrhundert (Meilenstein, Kopie von 1987) | Meilenstein; später Kilometerstein, Kopie von 1987, von verkehrshistorischer Bedeutung | 08973896 |
|                | Wegestein                                                                          | Dehnitz (Karte)                            | 1. Hälfte 19. Jahrhundert (Wegestein) | Steinwegweiser aus Sandstein, verkehrsgeschichtlich von Bedeutung | 09255302 |
|                | Wasserwerk I Wurzen                                                                | Dehnitz Am Wasserwerk 7 (Karte)            | 1892–1893 (Wasserwerk) | Wasserwerk (mit technischer Ausstattung, Brunnen, Notstromaggregat und Brückenkran) sowie Einfriedung; Ziegelbau, ortshistorisch und versorgungsgeschichtlich von Bedeutung | 09305864 |
| Weitere Bilder | Windmühle Dehnitz                                                                  | Dehnitz Osterblumenweg 15 (Karte)          | 1876 (Mühle) | Turmholländer mit angebautem Wirtschaftsgebäude; Windmühlen-Turmstumpf aus Bruchsteinmauerwerk, ohne Holzaufbau, ortsgeschichtlich und wirtschaftsgeschichtlich von Bedeutung | 09255790 |
|                | Leipzig-Dresdner Eisenbahn                                                         | (Karte)                                    | 1838 (Eisenbahnbrücke) | Eisenbahnbrücke; Bogenbrücke der Strecke Leipzig–Dresden über die Bundesstraße 6, älteste noch in Betrieb befindliche Eisenbahnbrücke Deutschlands, als bauzeitlicher Ingenieurbau der ersten deutschen Ferneisenbahn von Leipzig nach Dresden von großer eisenbahngeschichtlicher und baugeschichtlicher Bedeutung | 08973722 |
|                | Transformatorenstation                                                             | Kühren Brunnenweg - (Karte)                | um 1910 (Transformatorenstation) | technikgeschichtlich und ortsgeschichtlich von Bedeutung | 08973690 |
|                | Rittergut Mühlbach (Sachgesamtheit)                                                | (Karte)                                    | um 1810/1817 und später (Rittergut); 1811–1815 (Zuckerfabrik) | Sachgesamtheit Rittergut Mühlbach, mit folgenden Einzeldenkmalen: Herrenhaus (Nr. 30), Gutsscheune und zwei Wirtschaftsgebäude (Nr. 32 und Nr. 34) mit ehemaliger Brennerei (Teil Nr. 34) -(siehe auch Einzeldenkmalliste -Obj. 08973698), weiterhin mit folgenden Sachgesamtheitsteilen: Wirtschaftshof (u. a. Wirtschaftsgebäude Nr. 28) und den Resten des ehemaligen Gutsparks; von ortsgeschichtlicher und bauhistorischer Bedeutung, ehem. Brennerei eine der ersten Zuckerfabriken in Sachsen | 09302791 |
|                | Rittergut Mühlbach (Sachgesamtheit)                                                | (Karte)                                    | Mitte 19. Jahrhundert (Wirtschaftsgebäude); um 1810/1817 (Herrenhaus); 1810–1811 (Gutsbrennerei); 1. Hälfte 19. Jahrhundert (Schornstein)                                                         | Einzeldenkmale der Sachgesamtheit Rittergut Mühlbach: Herrenhaus (Nr. 30), Gutsscheune und zwei Wirtschaftsgebäude (Nr. 32 und Nr. 34) mit ehemaliger Brennerei (Teil Nr. 34) -(siehe auch Sachgesamtheitsliste -Obj. 09302791); von orts- und bauhistorischer Bedeutung, ehem. Brennerei eine der ersten Zuckerfabriken in Sachsen, industriegeschichtlich von Bedeutung | 08973698 |
|                | Rittergut Obernitzschka (Sachgesamtheit)                                           | (Karte)                                    | 1704 (Schlossruine); Ende 18. Jahrhundert (Wirtschaftshof); Anfang 20. Jahrhundert (Wirtschaftshof)                                                                                               | Sachgesamtheit Rittergut Obernitzschka, mit folgenden Einzeldenkmalen: Schlossruine, Kirche, Kirchhofsmauer und Grabmal, Wirtschaftsgebäude, Einfriedung und Toranlage zum Wirtschaftshof eines Rittergutes sowie Damm (siehe auch Einzeldenkmalliste -Obj. 08973679, Obj. 08973694 und Obj. 08973695), außerdem Gutsgarten und Gutspark (Gartendenkmal), weiterhin mit den Sachgesamtheitsteilen: Kirchhof, Wirtschaftshof mit Hofpflasterung; von baugeschichtlicher und ortshistorischer Bedeutung, ortsbildprägende Lage an der Mulde | 09302792 |
|                | Eisenbahnbrücke der Strecke Glauchau-Wurzen (Muldentalbahn)                        | Oelschütz Wurzener Straße (Karte)          | 1875–1877 (Eisenbahnbrücke) | Bogenbrücke, verkehrsgeschichtlich von Bedeutung | 08973691 |
|                | Transformatorenstation                                                             | Sachsendorf Poststraße - (Karte)           | um 1930 (Transformatorenstation) | technikgeschichtliches Denkmal | 08973685 |
|                | Wurzener Mühlgraben                                                                | (Karte)                                    | um 1000 (Mühlgraben) | Mühlgraben; ehemaliger Ost-Arm der Mulde, seit um 1000 genutzter Versorgungsgraben für die Produktionsanlagen im Stadtgebiet Wurzen, ortsgeschichtlich und technikgeschichtlich und versorgungsgeschichtlich von Bedeutung | 09306289 |
|                | Kartonagenfabrik Zimmermann & Breiter (ehem.)                                      | Wurzen Albert-Kuntz-Straße 26a (Karte)     | bezeichnet 1903 (Fabrikgebäude) | Fabrikgebäude (Altstadt 9–13) in ehemals geschlossener Bebauung, mit Hofgebäuden (Albert-Kuntz-Straße 26a); Hauptgebäude in Jugendstilformen, mit schwach vorspringenden Seitenrisaliten, Klinkerfassade mit Architekturgliederung in Putz; bau- und ortsgeschichtlich von Bedeutung | 09259346 |
|                | Wurzener Teppichfabrik Schütz; Teppichfabrik Juel (ehem.)                          | Wurzen Albert-Kuntz-Straße 48 (Karte)      | 1912 (Fabrikgebäude); 1920–1922 (Fabrikgebäude); 1927 (Wohnhaus); 1559 (Gebäudeteil) | Teppichfabrik mit zwei Produktionsgebäuden (Alte Nischwitzer Straße 5 und Straße des Friedens 36a), Verwaltungsgebäude (Anschrift: Alte Nischwitzer Straße 7) sowie weiterem Gebäude, Brücke über den Mühlgraben und Garten der Fabrikantenvilla mit Einfriedung (Gartendenkmal, Anschrift: Alte Nischwitzer Straße 3), im Garten Sitznischenportal; Produktionsgebäude (Anschrift: Alte Nischwitzer Straße 5) ein Putzbau in Stahlskelettbauweise bzw. Stahlbetonbau um 1925, Produktionsgebäude (Anschrift: Straße des Friedens 36a) eingeschossiger langgestreckter Baukörper mit Zyklopenmauerwerk, älteres Gebäude daneben, Wohnhaus/Verwaltungsgebäude (Anschrift: Alte Nischwitzer Straße 7) im Reformstil der Zeit um 1910 nach Entwurf des Leipziger Architekten Max Fricke, Villengarten mit Einfriedung, Grotte und kleeblattförmigen Wasserbecken, Terrassierungen sowie raum- und strukturbildender Bepflanzung, interessante Industriearchitektur von ortsbildprägendem und ortsgeschichtlichem Charakter, zum Teil unter Einbezug von älteren Gebäuden | 09255068 |
| Weitere Bilder | Bahnhof Wurzen; Eisenbahnstrecken Leipzig–Dresden; Glauchau–Wurzen (Muldentalbahn) | Wurzen Am Bahnhof 3 (Karte)                | 1888–1889 (Bahnhof); 1839 (Empfangsgebäude); 1895 (Bahnsteig) | Bahnhof mit Empfangsgebäude, Hausbahnsteig (Bahnsteig 1) mit gusseisernen Säulen und Bahnsteigüberdachung, einstielige Bahnsteigüberdachung (Bahnsteig 2 und 3) mit Holzdach und Holzsäulen, gusseiserne Säulen mit Kompositkapitell am Gleis 6, vorhandenes Kleinpflaster in den Bahnsteigbereichen; interessante Bahnhofanlage der Eisenbahnstrecken Leipzig–Dresden und Glauchau–Wurzen (Muldentalbahn) von verkehrsgeschichtlicher Bedeutung, repräsentatives gründerzeitliches Empfangsgebäude als fünfgliedriger Baukörper, aus ein- und zweigeschossigen Gebäudeteilen bestehend, mit schlichter neurenaissanceartiger Gestaltung der Putzfassade, Pilastergliederung, Rundbogenfenster und Rundbogenportal | 09255742 |
| Weitere Bilder | Wurzener Kunstmühlenwerke; Krietsch-Werke (ehem.)                                  | (Karte)                                    | 1917–1924 (Mühle) | Industriemühle bestehend aus Weizenmühle, Roggenmühle, Pförtnerhaus, Torpfeiler, Mühlgraben und Brüstung der ehemaligen Mühlgrabenbrücke; baugeschichtlich, ortsgeschichtlich, wirtschaftsgeschichtlich, technikgeschichtlich und künstlerisch von Bedeutung, bedeutende Fabrikanlage der Nahrungsmittelindustrie im Reform- und Heimatstil der Zeit nach 1910, Entwurf vom Leipziger Architekten Max Fricke, ortsbildprägende Lage nahe der Mulde | 09255723 |
|                | Transformatorenstation                                                             | Wurzen Badergraben 1 (neben) (Karte)       | um 1925 (Transformatorenstation) | technikgeschichtlich von Bedeutung | 09255220 |
|                | Sächsische Broncewaren-Fabrik (ehem.)                                              | Wurzen Badergraben 16 (Karte)              | um 1880/1890 (Mietshaus) | Mietshäuser (zwei Hausteile) in geschlossener Bebauung sowie im Hof ehemalige Produktionsgebäude einer Fabrik, Seitenflügel und Lagerhalle im Hof an der Albert-Kuntz-Straße; industriegeschichtlich für Wurzen bedeutend, Herstellung von Lampen für viele bedeutende deutsche und ausländische Bauwerke (Reichstagsgebäude Berlin, Nationaltheater Krakau und Oslo und viele mehr), auch ortsgeschichtlich, baugeschichtlich und städtebaulich von Bedeutung | 09255060 |
|                | Wurzener Kartonagenfabrik Paul Kraner (ehem.)                                      | Wurzen Carl-Magirius-Straße 4 (Karte)      | um 1890 (Fabrikgebäude) | Kartonagenfabrik mit Nebengebäude; Fabrikgebäude mit Mittelrisalit, gründerzeitliche Klinkerbauten, im Zusammenhang mit Fabrikantenvilla (Carl-Magirius-Straße 6) stehend, baugeschichtlich, ortsgeschichtlich und technikgeschichtlich von Bedeutung | 09255750 |
|                | Wasserturm                                                                         | Wurzen Clara-Zetkin-Platz 8 (Karte)        | bezeichnet 1893 (Wasserturm); um 1890 (Werkstatt) | Wasserturm mit Schuppen (Werkstattgebäude); von 1894 bis 1992 in Betrieb, Teil des umfangreichen Wasserversorgungssystems Wurzens, markanter Klinkerbau, technikgeschichtlich und ortsbildprägend von Bedeutung | 09255767 |
|                | Filzfabrik J. D. Weickert                                                          | Wurzen Crostigall 55; 57 (Karte)           | um 1890 (Fabrikgebäude); 1883–1884 (Fabrikantenvilla) | Fabrikanlage (Nr. 55) mit technischer Ausstattung bestehend aus mehreren Gebäudeteilen und zugehörige Fabrikantenvilla (Nr. 57); mehrgeschossiges Fabrikgebäude mit nachträglichen Erweiterungen (Klinkerfassade, vielgliedrige Hochrechteckfenster, Anbauten in Skelettbauweise mit Klinkerverblendung), Fabrikantenvilla mit neurenaissancistischen Elementen, architektonisch anspruchsvoller Gebäudekomplex von regionaler industriegeschichtlicher und städtebaulicher Bedeutung, als Fabrik für optische Instrumente gegründet, Inhaber: August Moritz Weickert (1801–1878), nachfolgend Handlung für Werkzeuge und Eisenwaren, ab 1847 zusammen mit Friedrich Wilhelm Patzschke (Hutmachermeister, nachfolgend Sohn Carl Wilhelm Patzschke) Herstellung des ersten in Deutschland gefertigten Filz zur Verwendung als Hammerkopf-Filz (Pianoforte-Filz), Entwicklung zum mehrfach prämierten Unternehmen der Filzherstellung, 1861 Umsiedlung an den Mühlgraben, bis heute produzierend                                                                        | 09255682 |
|                | Heckmann Armaturenfabrik (ehem.)                                                   | Wurzen Dehnitzer Weg 16 (Karte)            | um 1885 (Wohnhaus) | Wohn- und Kontorgebäude mit rückwärtigem Fabrikgebäude; gründerzeitliches Verwaltungsgebäude einer kleinen Betriebes von ortsgeschichtlicher Bedeutung | 09259792 |
| Weitere Bilder | Kursächsische Postmeilensäulen (Sachgesamtheit)                                    | (Karte)                                    | bezeichnet 1724 (Postdistanzsäule) | Postmeilensäule; Kopie einer Distanzsäule, verkehrsgeschichtlich und regionalgeschichtlich von Bedeutung | 09255270 |
|                | Gießerei Klinkhardt                                                                | Wurzen Dresdener Straße 34a (Karte)        | 1872 (Maschinenfabrik vorm. Söhlmann, jetzt Klinkhardt); 1877 (Gießerei); 1877 (Verwaltungsgebäude); 1872–1877 (Maschinenbauindustrieanlagenteil); bezeichnet 1890 (Verwaltungs- und Wohngebäude) | Fabrikareal bestehend aus mehreren Produktionsgebäuden, einer Kesselschmiede (Nr. 34a) und einem Büro- und Wohnhaus (Nr. 34) an der Straße sowie Reste der Hofpflasterung; kleinteilige, frühe, vor den Stadttoren Wurzens errichtete Maschinenbaufabrik und Gießerei für Landmaschinen, im Wesentlichen original erhalten, das Wohnhaus ein gründerzeitlicher Klinker-Putzbau mit Eckerker und schönen Portalen, frühester Bau um 1867 errichtet und noch heute mit originalen Dachsparren und Türen ausgestattet, 1997 saniert, die weiteren Gebäude von bemerkenswerter architektonischer Gestaltung und regionalem industriegeschichtlichem Interesse | 09255294 |
|                | Transformatorenstation                                                             | Wurzen Dresdener Straße 36 (neben) (Karte) | um 1910 (Transformatorenstation) | aufwändig gestaltete Trafostation, reiche Fassadengestaltung, wahrscheinlich als Stromstation der Maschinenfabrik Richard Klinkhardt genutzt, technikgeschichtlich von Bedeutung | 09255308 |
|                | Krietsch-Speicher                                                                  | Wurzen Dresdener Straße 38 (Karte)         | bezeichnet 1912 (Speicher); 19. Jahrhundert (Kontorhaus) | Getreidesilo mit Laderampe im Hofbereich und Kontorgebäude an der Straße; bedeutendes Zeugnis der Großmühlenindustrie, riegelartiger Speicherbau mit hochaufragendem Treppen- und Siloturm, qualitätvoll gestaltetes und auf Fernsicht konzipiertes turmartig die Stadtsilhouette überragendes Speichergebäude mit dem Charakter einer »Industriekathedrale«, bedeutender Hochbau des Leipziger Architekten Max Fricke in Wurzen, das Kontorgebäude ein straßenbildprägender Gründerzeitbau, ortsbildprägend und technikgeschichtlich von Bedeutung | 09255296 |
|                | Speicherbau mit angebautem Siloteil                                                | Wurzen Dresdener Straße 54a (Karte)        | 1925 (Speicher) | architektonisch interessanter Getreidespeicher von ortsbildprägender Wirkung (Architekt: Max Fricke), dreigeschossiger Riegel mit Schüttböden und 12 Silohochbehälter, besonders gelungenes Beispiel einer Verbindung von betonter Zweckmäßigkeit und qualitätvoller architektonischer Umsetzung im Industriebau, ortsbildprägend und technikgeschichtlich von Bedeutung | 09255312 |
|                | Gießerei Klinkhardt                                                                | (Karte)                                    | bezeichnet 1900 (Gießerei) | Ehemalige Gießhalle einer Gießerei; straßenbildprägende dreischiffige Fabrikhalle mit überhöhten Mittelschiff, Ziegelbau mit schön gestalteter Fassade, von regionalen industriegeschichtlichem Interesse (siehe auch Gießerei Klinkhardt Dresdener Straße 34/34a) | 09256076 |
|                | Heinrich August Schmidt KG, Spezialfabrik für Transportanlagen                     | Wurzen Liststraße 17 (Karte)               | 1902 (Fabrikgebäude); 1890 (Fabrikgebäude) | Fabrikensemble bestehend aus zwei Produktionsgebäuden, Verwaltungsanbau und Schornstein; Transportanlagenbau für Braunkohlenbergbau, baugeschichtlich und technikgeschichtlich von Bedeutung, ortsgeschichtlich bedeutender Industriebau in Ziegelbauweise von architektonisch interessanter und durch direkte Lage an der Bahnstrecke Leipzig-Dresden von prägender Wirkung | 09257226 |
|                | Tonneborn                                                                          | Wurzen Torgauer Straße - (Karte)           | um 1450 (Brunnen) | Bruchsteintonne über einer Quelle; historische Trinkwasserquelle der Stadt, versorgungsgeschichtlichvon Bedeutung | 09255802 |

## Zwenkau, Stadt
| Bild                                    | Bezeichnung                                                        | Lage    | Datierung                                                                      | Beschreibung | ID       |
| --------------------------------------- | ------------------------------------------------------------------ | ------- | ------------------------------------------------------------------------------ | --- | -------- |
| Direkt Bild zu diesem Denkmal hochladen | Wasserwerk, bestehend aus Wohnhaus und Betriebsgebäude             | (Karte) | 1905 (Wasserwerk)                                                              | Putzbauten mit Satteldächern und Klinkergliederungen, weitgehend originaler Zustand, ortsgeschichtliche und technikgeschichtliche Bedeutung | 09257972 |
| Direkt Bild zu diesem Denkmal hochladen | Transformatorenhäuschen                                            | (Karte) | 1912 (Transformatorenstation)                                                  | turmartiger Bau, regionalgeschichtliche und technikgeschichtliche Bedeutung | 09258314 |
| Direkt Bild zu diesem Denkmal hochladen | Elsterwehr; Batschke-Floßgraben; Elsterfloßgraben (Sachgesamtheit) | (Karte) | 1860 (Wehr); 1608–1610 (Floßgraben)                                            | Einzeldenkmal der Sachgesamtheit Elsterfloßgraben: Wehranlage zur Abriegelung der Weißen Elster (Altwasser) und vorgelagerter Eisbrecher am Batschke-Floßgraben-Abzweig (siehe Sachgesamtheitsliste, Obj. 09304747); zum System der Elsterflößerei gehörend, die Kombination von künstlich geschaffenen Gräben und natürlichen Wasserverläufen macht den Elsterfloßgraben zu einem bedeutenden Zeugnis der Wasserbaukunst des 17. Jahrhunderts, mit hoher regionalgeschichtlichen und technikgeschichtlichen Bedeutung | 09299655 |
| Weitere Bilder                          | Bahnhof Zwenkau                                                    | (Karte) | 1874 (Personenbahnhof)                                                         | Bahnhofempfangsgebäude; heute Wohnhaus, Putzbau in historistischen Formen, ortsentwicklungsgeschichtliche und baugeschichtliche Bedeutung | 09258814 |
| Direkt Bild zu diesem Denkmal hochladen | Gaswerk                                                            |         | 1904–1905 (Gaswerk)                                                            | Gaswerk; späthistoristischer Industriebau in Klinkerarchitektur, ortsgeschichtliche, baugeschichtliche und technikgeschichtliche Bedeutung | 09258816 |
| Direkt Bild zu diesem Denkmal hochladen | Batschke-Floßgraben; Elsterfloßgraben (Sachgesamtheit)             | (Karte) | 1608-1610 (Floßgraben)                                                         | Sachgesamtheitsbestandteil der Sachgesamtheit Elsterfloßgraben: Floßgraben (siehe auch Sachgesamtheitsliste, Obj. 09304747); künstlich angelegter, der Landschaftsform angepasster Floßgraben mit Anfangsstück (sogenannte Batschke) auf Markkleeberger bzw. Zwenkauer Gebiet, im Connewitzer Holz (südlicher Auewald) in die Pleiße mündend, regionalgeschichtlich und technikgeschichtlich von Bedeutung | 09305755 |
| Direkt Bild zu diesem Denkmal hochladen | Schuhfabrik Enke                                                   | (Karte) | 1892/93 (Wohnhaus)                                                             | Wohnhaus; Klinkerbau, einst Wohngebäude des Besitzers der ehemaligen Schuhfabrik Enke, ortsentwicklungsgeschichtliche und baugeschichtliche Bedeutung | 09256093 |
|                                         | Zwenkauer Mühle                                                    | (Karte) | 1881 (Mühle); 1916 (Turbine); 19. Jahrhundert, als Anlage wahrscheinlich älter | Wohnhaus, Toranlage, Nebengebäude, Hofpflasterung und Turbine der ehemaligen Mühle sowie Teil des Mühlgrabens; reich dekoriertes Müllerwohnhaus in renaissancistischen Formen, Nebengebäude schlichter Putzbau, Turbine von 1915 im ehemaligen Mahlhaus (dieses kein Denkmal), ortsgeschichtliche, baugeschichtliche, wirtschaftsgeschichtliche und technikgeschichtliche Bedeutung | 09259741 |
| Weitere Bilder                          | Wasserturm                                                         | (Karte) | 1904 (Wasserturm)                                                              | Wasserturm; Klinkerbau in späthistoristischen Formen, technikgeschichtliche und städtebauliche Bedeutung | 09259175 |
| Direkt Bild zu diesem Denkmal hochladen | Braunkohlenwerk Zwenkau                                            | (Karte) | 1891 (Wohnhaus)                                                                | Wohnhaus; ehemals Kontorgebäude, ortsgeschichtliche und industriegeschichtliche Bedeutung | 09258815 |